# 신칸센 변형로보 신카리온
《신칸센 변형로보 신카리온》(일본어: 新幹線変形ロボ シンカリオン, 영어: SHINKALION)은 JR 동일본 기획·쇼가쿠칸 슈에이샤 프로덕션·다카라토미의 3사에 의해서 시작된 프로젝트에 의해 개발되어 타카라토미로부터 발매되고 있는 신칸센으로부터 거대 로봇으로 변형하는 프라레일의 완구 시리즈 및 그것을 기본으로 하는 텔레비전 애니메이션 작품·극장판 애니메이션 작품 등의 미디어 믹스 작품군이다.

## 개요
프라레일의 완구 시리즈로는 토미카 하이퍼 시리즈의 프라레일 부대로서 2012년부터 2013년에 걸쳐 전개되고 있던 『프라레일 하이퍼 시리즈』의 후계자이다. 아이들에게 철도 로봇이라고 하는 꿈이 있는 새로운 컨텐츠를 제공할 수 있도록, "정체 불명의 거대한 적에 대항하기 위해, 일본의 꿈과 기술이 담긴 신칸센을 베이스로 개발된 로보"라고 하는 설정으로, JR 동일본 감수(텔레비전 애니메이션의 스폰서도 담당) 아래, 실재하는 신칸센이 로봇으로 변형하는 캐릭터로서 탄생했다. 다카라토미의 변형 로봇으로 철도 차량을 모티브로 한 것은 전신인 토미가 다루던 『초특급 히카리안』 『전광초특급 히카리안』이래 처음이다.
본작의 특징으로서 JR 동일본 그룹의 JR 동일본 기획이 기획시부터 관여하고 있는 것을 들 수 있어 JR동일본의 요청에 응하는 형태로 신칸센을 운행하는 JR 각사(JR 도카이·JR 서일본·JR 홋카이도·JR 큐슈)를 시작해 신칸센 차량을 보유하고 있지 않는 JR 시코쿠를 포함한 관련 기업도 협력하고 있다. 2018년부터 방송된 텔레비전 애니메이션에는 실재하는 철도 관계 시설도 등장하고 있어, 이러한 경위로 텔레비전 애니메이션에서는 처음으로 JR 마크가 정식 사용되었다.
TV 애니메이션은 종래의 프라레일의 타겟층인 미취학아동으로부터 초등학교 저학년의 남아 뿐만이 아니라, JR각사의 협력 체제가 공을 세워 철도 팬의 어른으로부터도 인기를 얻은 것이 특징으로서 들 수 있다. 작품중에는 하츠네 미쿠나 「신세기 에반게리온」과의 콜라보레이션이나, JR 발족 초기의 CM(크리스마스·익스프레스, 파이팅!익스프레스, 극장판에서는 JR SKISKI)나 타국을 포함한 텔레비전 프로그램(프로페셔널 일의 방식, 다모리클럽, 퀴즈 밀리오네어 등)의 패러디라고 하는 「어린이와 함께 볼 것 같은 어른」을 좋아하게 될 것이다. 또한 기존 다카라토미에서는 초등학생으로 전대자에게 관심이 옮겨가는 것이 고민이었지만, 신카리온의 등장으로 프라레일 이탈을 방지하고 대상 연령을 초등학교 고학년까지 확대한 후 N게이지로의 이행을 노리는 그룹 전체의 판매전략 확립으로도 이어지고 있다.

## 역사

### 기획 출범 초기 '신카리온'
기획의 발단이 된 것은 TV 도쿄 계열에서 방송되고 있던 「노리스타!」. 2012년부터 2013년경에 방송된 「신칸센의 주행 씬」이 호평이었기 때문에 신칸센이라고 하는 컨텐츠를 살리는 기획이 검토되지만, 당초 신칸센을 보유하는 JR 각사로부터는 신칸센의 캐릭터화의 허락을 얻지 못하고, 교섭을 거듭해 유일하게 허락을 얻을 수 있던 JR 동일본의 협력에 의해 기획은 시동했다.
JR동일본의 자회사인 JR 동일본 기획과 「노리스타!」를 제작한 쇼가쿠칸 슈에이샤 프로덕션의 주도로 「신칸센 E5계를 모티브로 한 로봇」의 컨셉 모델 「Project E5」가 제작되어 2014년 6월의 도쿄 장난감 쇼 2014에서 전시되었다. 참고출품이었기 때문에 처음에는 완구로 전개할 예정은 없었지만 다카라토미의 참가로 인지도가 높은 '프라레일'을 기반으로 한 상품화가 검토된다. 다카라토미와 쇼가쿠칸 뮤직 & 디지털 엔터테인먼트를 통해 완구와 애니메이션 모두를 아우르는 디자인에 대한 검증을 거듭해 실제 자동차 크기에서 변형되는 "영상용"과 데포르메된 프라레일에서 변형되는 "완구용" 두 가지 디자인이 완성되었다.
2015년 3월 16일에 JR 동일본 기획, 쇼가쿠칸 슈에이샤 프로덕션, 다카라토미 등 3사 원안에 의한 새로운 콘텐츠로서 『신칸센 변형로보 신카리온』이 발표되어 「신카리온 E5 하야부사」의 소개 영상이 공개된다. 2015년 7월 18일 「신카리온 E5 하야부사」, 「신카리온 E6 코마치」, 이어 2015년 9월 17일 「신카리온 E7 카가야키」이 발매된다. JR 동일본의 요청에 응하는 형태로 다른 JR 각사의 허락도 얻음으로써 「신카리온 H5 하야부사」 「신카리온 500 코다마」 「신카리온 N700A 노조미」, 형제기인 「신카리온 E3 츠바사 플레어 윙」과 「신카리온 E3 츠바사 아이언 윙」, 3단 합체 「신카리온 트리니티」가 출시되어 총 9종류까지 확대되었고, 2016년 6월 1일에는 야마데라 코이치가 부르는 주제곡 「체인지! 신카리온」도 발표되었다.
초기 「신카리온' 시리즈에서 마지막으로 발매된 것은 2017년 10월 5일에 발매된 500 TYPE EVA를 기반으로 한 「신카리온 500 TYPE EVA」였다.

### TV 애니메이션화 이후의 'DXS 신카리온'
TV 애니메이션 《신칸센 변형로보 신카리온 THE ANIMATION》은 2017년 10월 7일 제24회 철도 페스티벌에서 TBS 계열로 방송 개시되었으며, 애니메이션 세터데이 630에서 방영되었던 《토미카 하이퍼 레스큐 드라이브 헤드 기동 구급경찰》의 프로그램을 이어 2018년 1월 6일부터 방영이 시작되었다. 이에 따라 완구 시리즈는 'DXS 신카리온' 시리즈로 리뉴얼되었고, 이미 발매된 신카리온도 디자인과 사양이 새롭게 선보인 것이 TV 애니메이션의 진행에 맞춰 순차적으로 재판매되었다. 덧붙여 이하의 문중에서 초기 시리즈를 「구제품판」, 리뉴얼 된 DXS 시리즈를 「DXS판」이라고 호칭한다.
TV애니메이션은 당초 12월까지 1년간 예정이었으나 호평에 따라 연장이 결정되고 TV애니메이션의 인기를 끌면서 완구의 매출도 급증한다. 2019년 6월 22일 방송에서는 2019년 겨울 극장판 애니메이션을 선보이지만, TBS의 프로그램 편성상 사정으로 2019년 6월 29일 방송 종료된다.
극장판 애니메이션 '극장판 신칸센 변형 로보 신카리온 미래에서 온 신속의 ALFA-X'는 2019년 12월 27일 개봉한다. 극장판 애니메이션 공개를 앞에 두고 10월 11일부터 10월 30일까지의 기간 한정으로 도쿄와 오사카에 팝업 스토어가 설치되어 11월 21일에는 극장판 애니메이션에 등장하는 「신카리온 ALFA-X」가 발매되었다. 또 극장판 공개에 연동해 교토 철도 박물관에서는 7월 20일부터 9월 10의 기간과 공개 직전인 12월 16일에, JR동일본에서는 공개에 맞추어 도호쿠 지방에서 11월 27일부터 다음 해 2월 24일의 기간에 각각 이벤트가 개최되었다.
DXS판으로 마지막으로 발매된 것은 2020년 12월 5일에 발매된 동년 6월에 운용 개시된지 얼마 안된 N700S계를 베이스로 한 "신카리온 N700S 노조미"였다.

### TV 애니메이션 제2기 이후의 '신카리온 Z'
제2기의 텔레비전 애니메이션 「신칸센 변형 로봇 신카리온 Z THE ANIMATION」은, 2021년 2월 12일 방송의 TV 도쿄 계열 「오하스타」에서 방송 개시가 발표되어 제1화를 선공개 하는 이벤트가 3월 26일에 개최된 후에 4월 9일부터 방송이 개시되었다. 그에 따라 완구 시리즈는 「신카리온Z」시리즈로 개정되어 재래선을 베이스로 개발된 특수 무장 차량 「자이라이너」도 아울러 상품전개되어 간다. 4월 10일에는 신카리온 Z E5 하야부사 신카리온 Z E6 코마치와 자이라이너 「E235 야마노테 자이라이너 E259 넥스, 이어 4월 24일 신카리온 Z E7 카가야키과 자이라이너 E353 아즈사가 각각 출시됐다.
제2기의 주인공 아라타 신은 도시전설에 흥미로운 캐릭터 설정이 되어 있으며, 텔레비전 애니메이션 작품 중에는 도시전설에 관한 에피소드나 적이 등장하는 일도 많다. 2021년 8월 6일에는 총집편으로 세키 아키오가 신카리온Z를 도시전설풍으로 해설하는 동영상이 제작되어 Youtube상에서 공개되었다. 2022년 3월 18일 방송으로 TV 애니메이션의 방송이 종료되지만, 작중에 등장한 「다크 신카리온 앱솔루트」나, 작중에 등장하지 않았던 「신카리온 Z 알파 엑스」의 발매도 예정되어 있다.

### TV 애니메이션 제3기 이후의 '신칸센 변형로보 신카리온 체인지 더 월드'
제3기의 텔레비전 애니메이션 「신칸센 변형로보 신카리온 체인지 더 월드」는, 2023년 12월 26일, TV 애니메이션 제작이 발표되었으며, 2024년 4월부터 방송이 개시될 예정이다.

### 다른 작품과의 관계
「신세기 에반게리온」이란 전술한 구제품판 「신카리온 500 TYPE EVA」를 시작으로, 텔레비전 애니메이션 제1기 제31화·극장판 애니메이션·텔레비전 애니메이션 제2기 제21화에서는 콜라보레이션 한 이야기가 작성되어 「신세기 에반게리온」의 캐릭터도 게스트 등장했다. 그에 따라 DXS판·신카리온 Z로서도 완구가 발매되었으며, 또 텔레비전 애니메이션 제2기 제21화에는 500 TYPE EVA와 같이 「신세기 에반게리온」의 래핑이 된 메이테츠 2000계(뮤 스카이)를 베이스로 한 자이라이너가 등장해 완구도 발매되었다.
「은하철도 999」는 2019년 극장판 애니메이션에 맞춰 컬래버레이션한 물품이 제작됐다. TV 애니메이션 2기에는 메텔을 모티브로 한 캐릭터가 등장하고 우주로의 이동수단인 초진화 은하철도 발도르도 등장한다.
「헬로키티」란, 헬로키티 신칸센을 베이스로 한 DXS판 「신카리온 헬로키티」가 2020년 3월 26일에 발매되어 PV가 작성된 것 외, 텔레비전 애니메이션 제 2기 제 16화에서는 PV를 바탕으로 한 이야기가 작성되었다.
이밖에 TV 애니메이션 1기에는 '하츠네 미쿠'를 모티브로 한 캐릭터가 등장하고 있다.

## 완구 전개
신칸센 초진화 연구소에 의해서 신칸센 차량을 베이스로 개발된 인간형 로봇. 신칸센 형태의 신칸센 모드(애니메이션에서는 모드 신칸센)와 로봇 형태의 신카리온 모드(애니메이션에서는 모드 신카리온)의 두 형태가 존재한다.
상품 전개는 프라레일과 같은 3량 편성이 기본이며, 3량 편성의 경우는 1량째가 상체와 팔, 3량째가 하체와 양다리로 변형해, 중간차는 많은 경우는 무기고가 되고 있다. 차량의 조형도 프라레일과 마찬가지로 프라레일로서의 주행도 가능하지만, 극히 일부를 제외하고 전동 주행을 가능하게 하는 동력차는 붙어 있지 않다. 그 때문에 수동 굴리기가 기본이 되지만, 별매의 동력화차 「초진화 전동 화물&우에폰 컨테이너 세트」등의 동력 유닛을 중간차에 짜넣는 것으로, 중간차가 무기고가 되어 있는 신카리온에 대해서는 단체로 전동 주행시키는 것도 가능.

### 신카리온
TV 애니메이션 방송 이전에 발매된 구제품판 신카리온과 TV 애니메이션 방송 이후의 DXS판 신카리온은 사양이 다르다.예를 들면 구제품판은 각부에 스프링이 주입되어 반자동으로 변형되는 기믹으로 되어 있지만, DXS판에서는 스프링은 채용되어 있지 않고 수동으로의 변형이 기본이 된다. 디자인과 명칭 등도 일부 새롭게 바뀌었기 때문에 다음 설명에서는 DXS판 완구를 기본으로 설명하지만 구제품판에 대해 언급할 필요가 있는 경우에는 '구제품판'이라고 명기한 후 기재한다.
텔레비전 애니메이션에서는 개발은 당초 E2계를 베이스로 시작기 「신카리온 E2」가 만들어지지만, 「 제1회 초진화 속도 도달 실험」의 폭발 사고로 없어져 남겨진 기체의 후미차가 오미야 지부에 유치되고 있다. 또, 시리즈 구성의 시모야마 켄토에게서는, 시작에는 E3계도 사용되고 있었을 가능성이 시사되고 있다.

#### 기본 구조의 신카리온

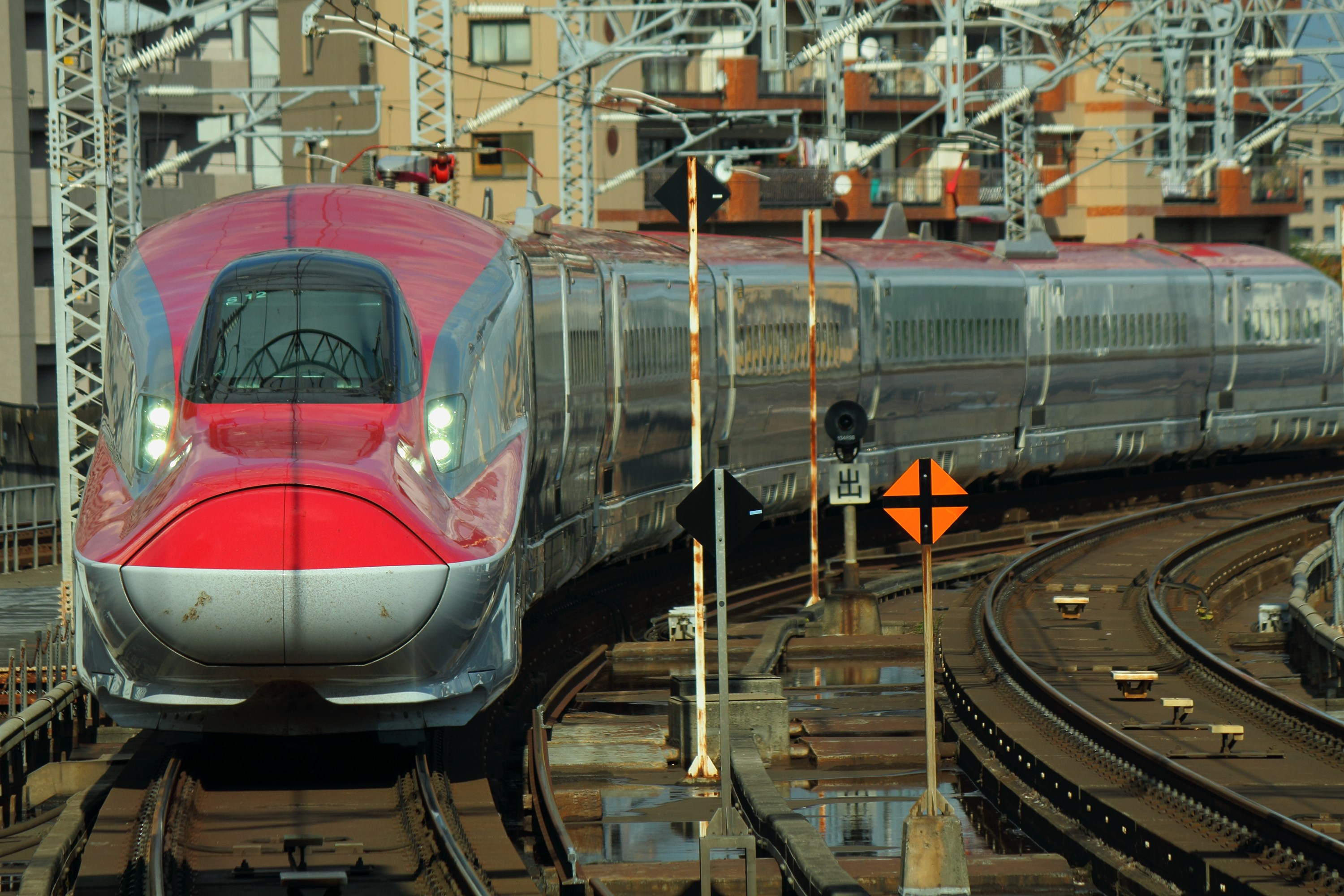
실제 E6계

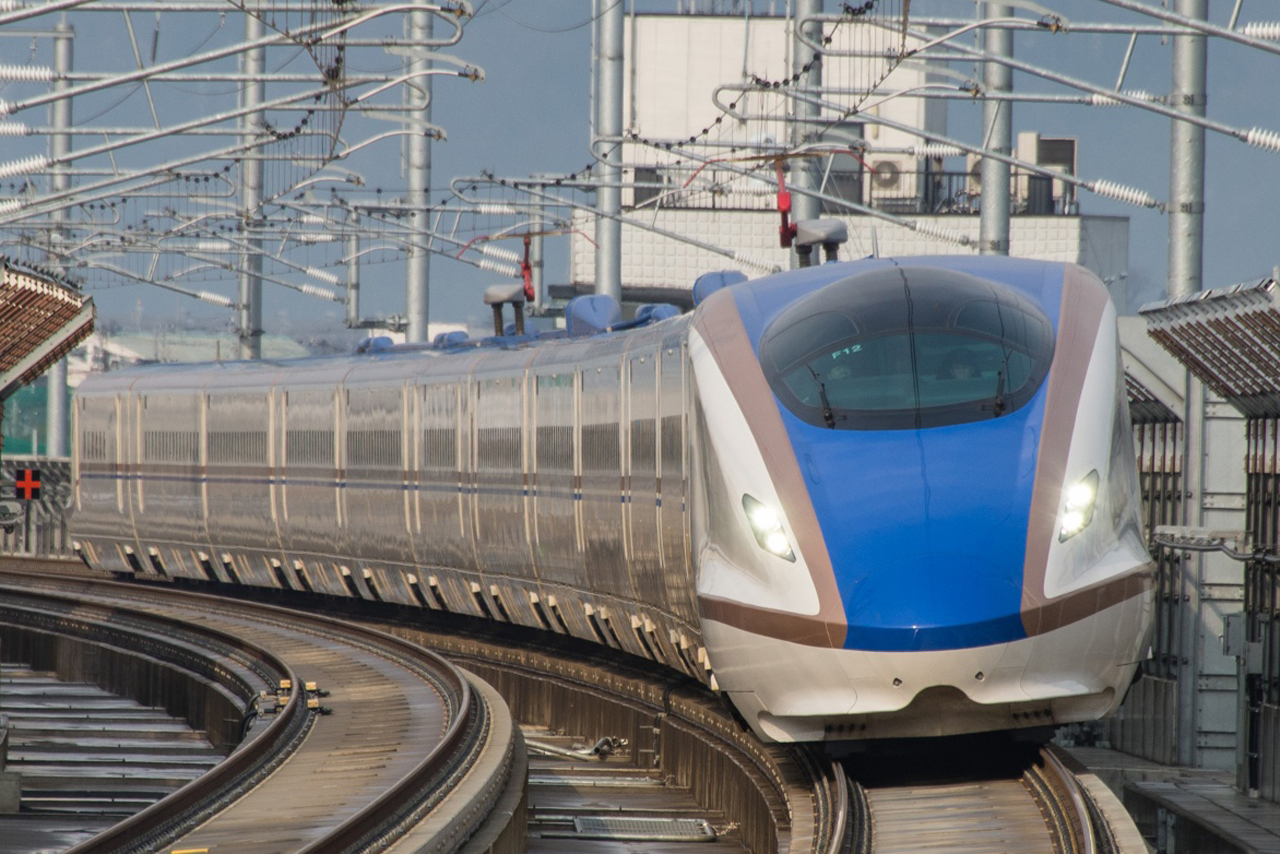
실제 E7계

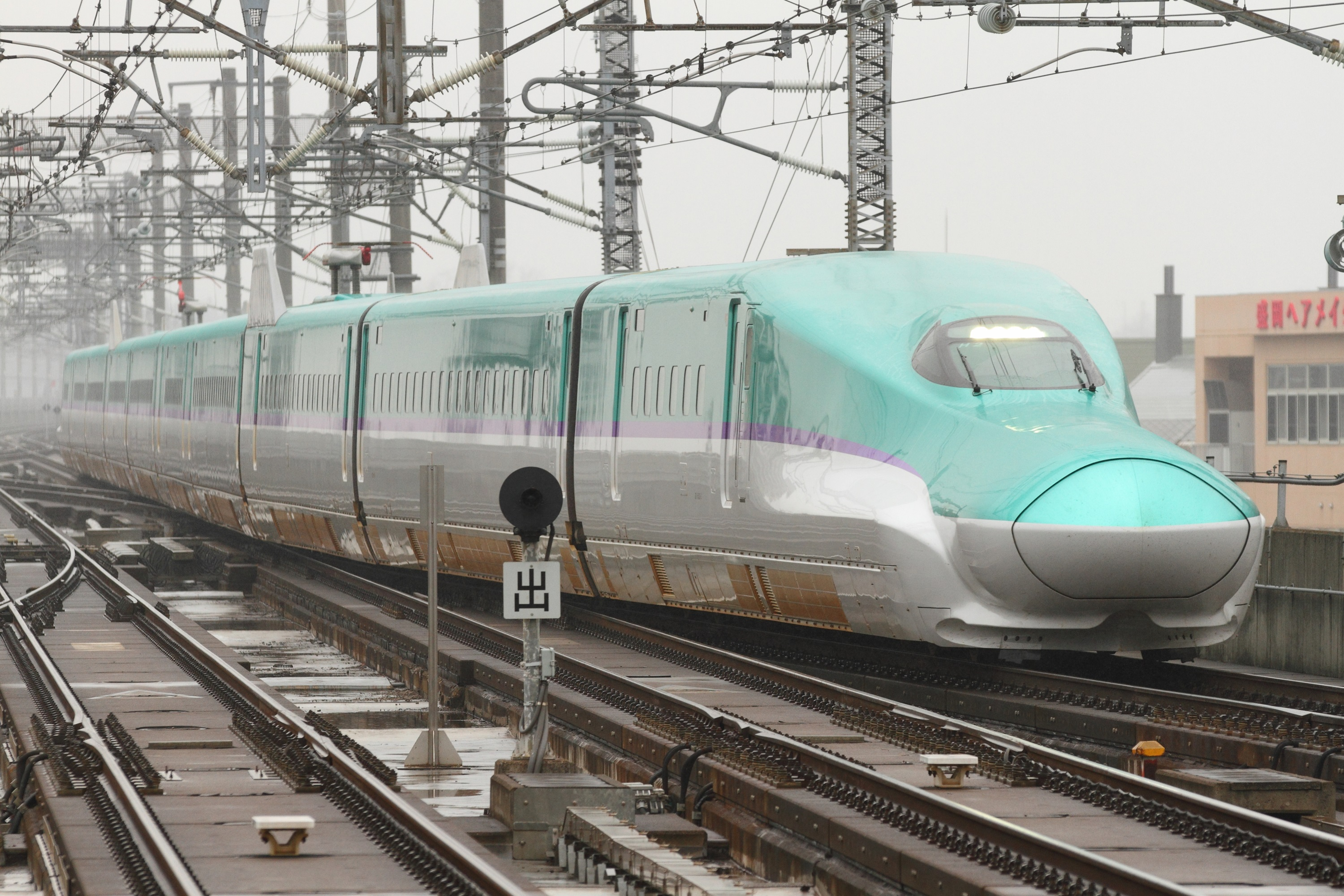
실제 H5계

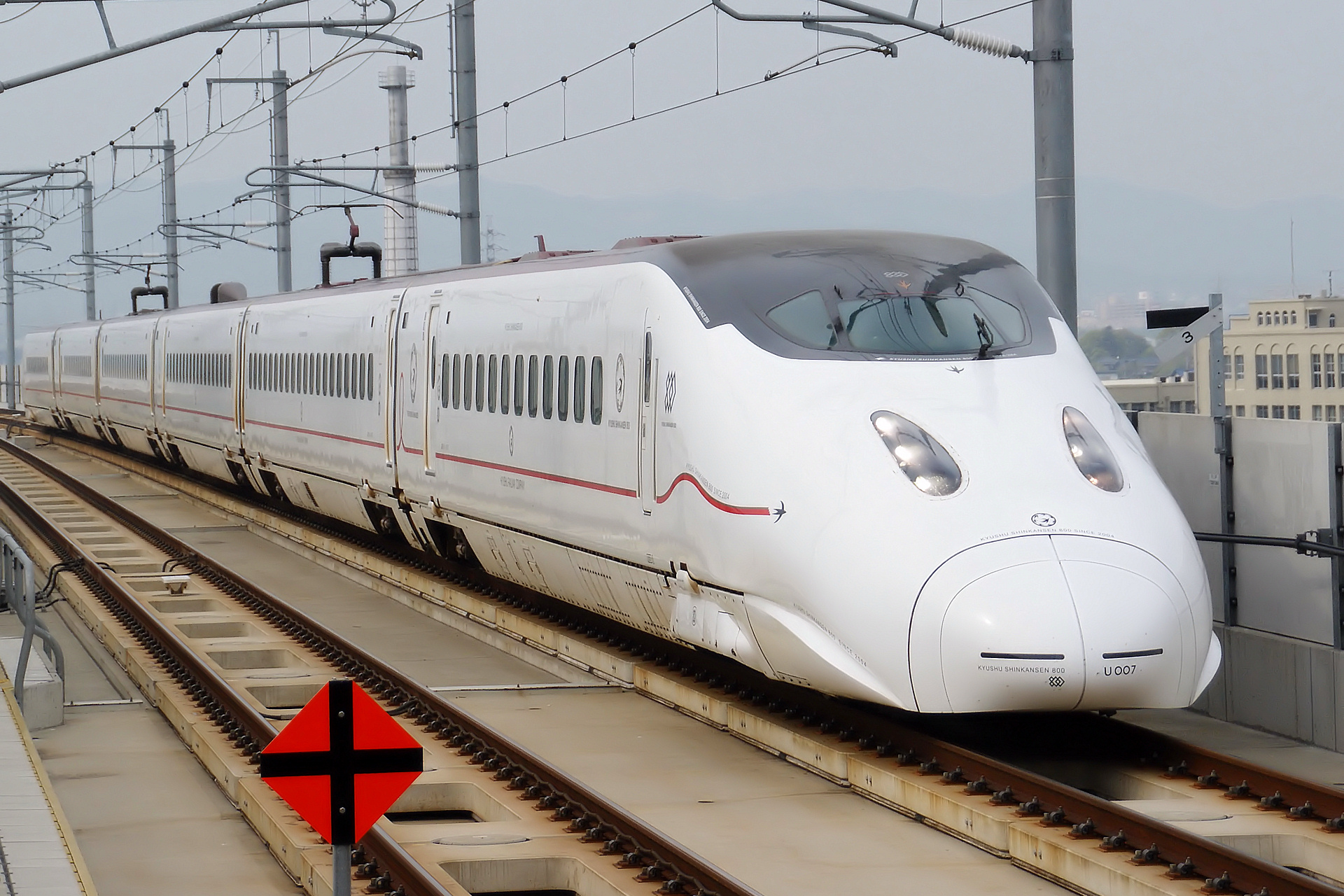
실제 신800계

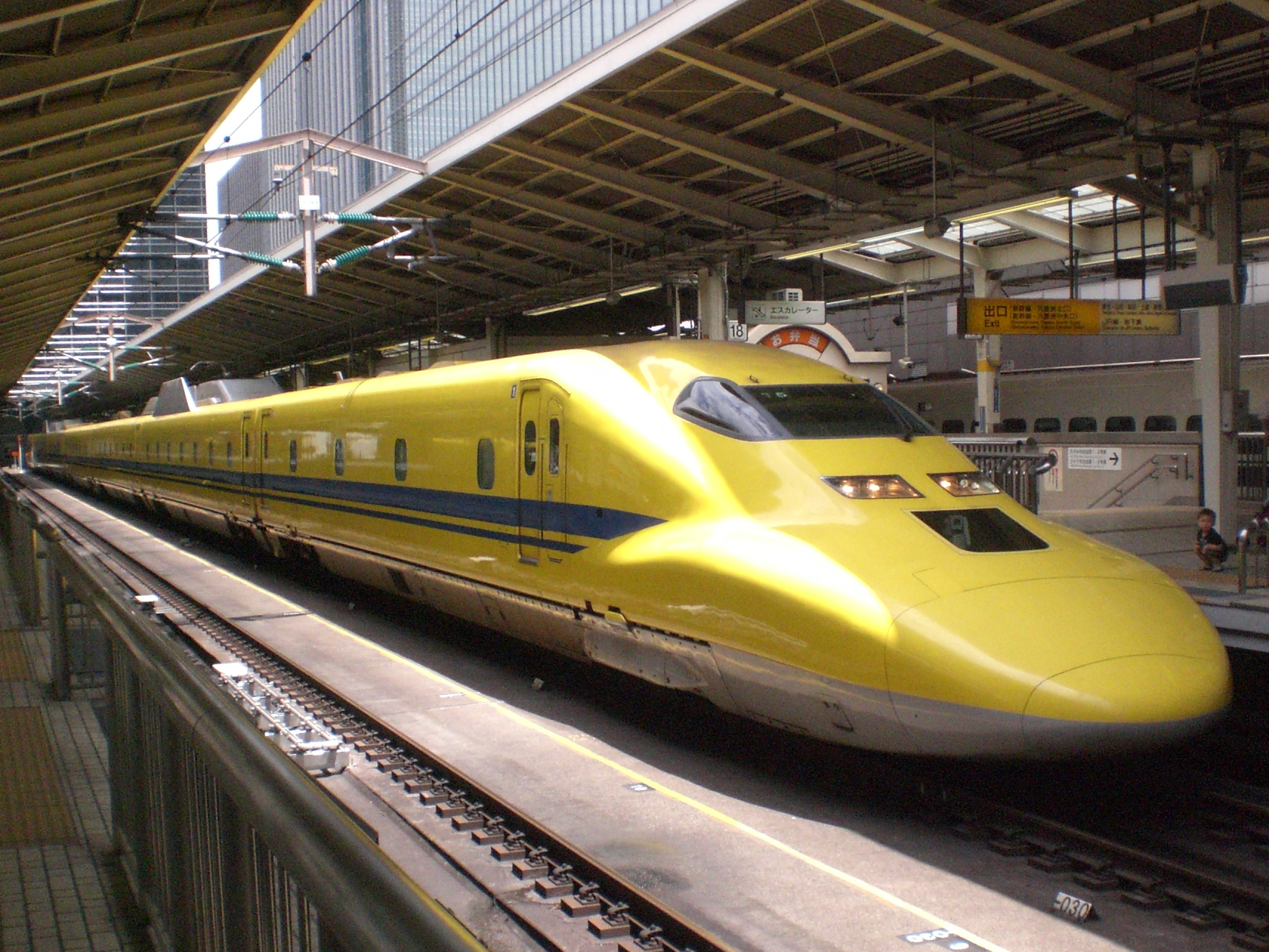
실제 닥터 옐로우

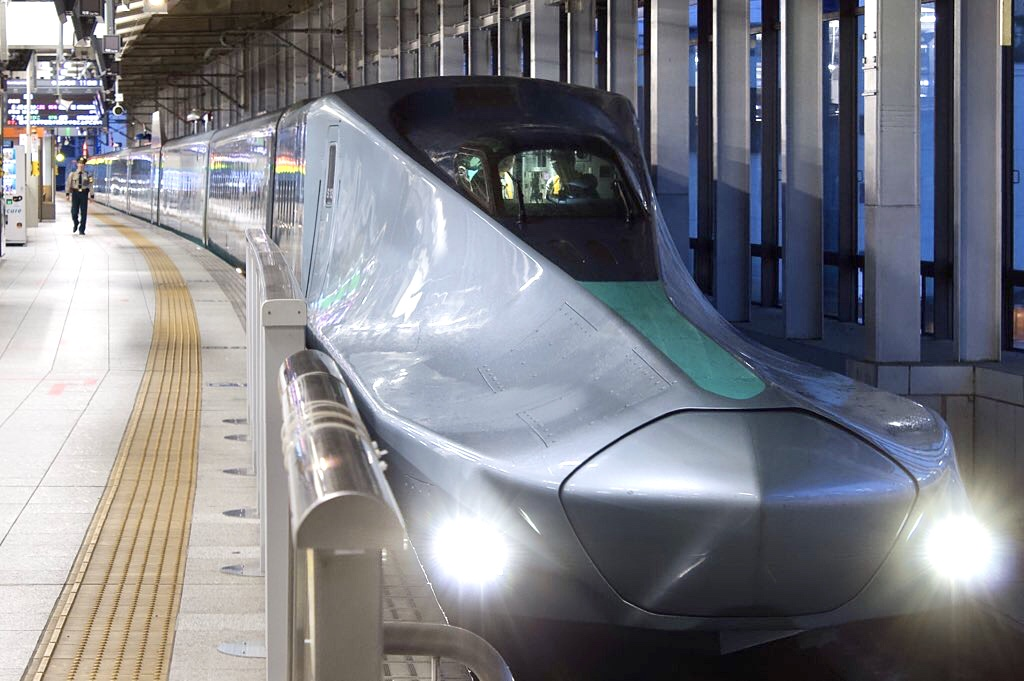
실제 ALFA-X

다음에 열거하는 것은 특수한 합체기구가 없는 기본적인 구조를 가진 신카리온.구제품판으로부터 존재한 「링크 합체」의 기구만을 가지지만, 일부는 단독으로의 특수한 모드 체인지를 갖춘다.
링크 합체와는 상체와 하체가 다른 신카리온을 합체시키는 시스템으로 기본 구조의 신카리온끼리 가능. 상체가 되는 신카리온을 기반으로 하체가 되는 신카리온에 준한 성능이 강화 또는 추가된다. 합체시에는 상체가 되는 신카리온의 두부에, 하체가 된 신카리온에 대응한 헤드기어가 장착된다. 링크 합체 후의 명칭은 상체가 되는 신카리온의 형식 번호와 하체가 되는 신카리온의 형식 번호를 「+(링크)」로 연결하여 표기한다. 구체적으로 예시하면, E5는 하야부사와 E6 코마치의 링크 합체는 「E5+E6」가 된다.
TV 애니메이션에서는 링크 합체를 위해서는 각각의 운전기사들이 호흡을 맞출 필요가 있으며 합체 시 상체가 된 신카리온의 하체 및 하체가 된 신카리온의 상체와 기사는 다른 곳으로 전송된다. TV 애니메이션에는 E5와 E6·E7·800의 3종류와 E6와 E3의 합계 4종류의 링크 합체가 등장했다.

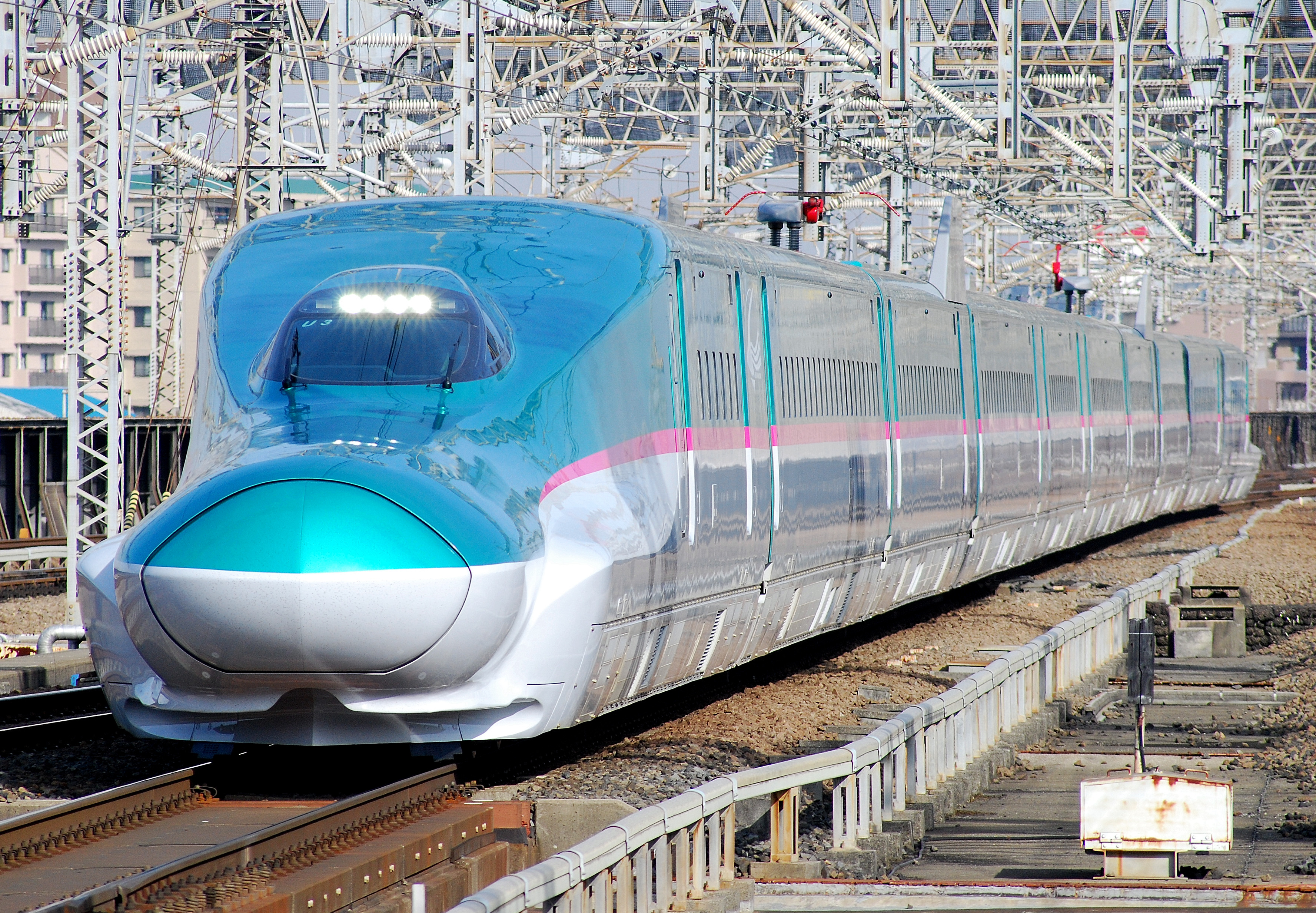
실제 E5계

신카리온 E5 하야부사
도호쿠 신칸센·홋카이도 신칸센 「하야부사」에 사용되는 JR 동일본 E5계를 모델로 하는 신카리온. 시속 320km의 최고속도를 자랑하는 E5계의 스피드를 살려 개발된 균형 잡힌 기체로 다리 부분 슬래스터에 의한 대점프와 공중 고속기동이 특징. 등에 윙을 장비함으로써 성능이 강화된다. 전체 길이, 중량은 26.5m, 100t(구제품판에서는 40m, 100t). 2020년 8월 6일에는 프로젝트 출범 5주년을 기념해 가동부가 추가된 신카리온 E5 하야부사 가동 플러스도 출시됐다. 사용 무기는 「카이사츠소드」. 카이사츠소드는 앞에서 서술한 윙을 장비하면 「초카이사츠소드」로 강화된다 (TV 애니메이션에서는 적합율 상승으로 변화). 또한 필살기는 흉부 유닛으로부터 방출되는 입자빔 「그랑크로스」.

신카리온 E6 코마치
아키타 신칸센 「코마치」에서 사용되는 JR 동일본 E6계를 모델로 하는 신카리온. 미니 신칸센 구간에도 입선 가능한 E6계의 기동성을 살린 기체로, 다리의 휠로 장애물을 넘어 이동할 수 있는 것이 특징. 전체 길이, 중량은 25m, 95t(구제품판에서는 38.5m, 95t). 사용 무기는 2정의 「후미키리 건」. 정확성을 중시한 2정의 권총으로서의 운용외, 장거리 저격에 적절한 라이플 모드인 「후미키리 라이플」, 화력 중시의 캐논 모드인 「후미키리 캐논」 등 다채로운 운용이 가능(텔레비전 애니메이션에서는 방수총이나 화염방사총으로서도 사용). 머리에는 정확한 사격 및 적의 약점 해석을 할 수 있는 사격용 스코프인 민머리 고글이 장착돼 있다.

신카리온 E7 카가야키
호쿠리쿠 신칸센 「카가야키」에서 사용되는 JR 동일본 E7계를 모델로 하는 신카리온. 산간부에서도 주행 가능한 E7계의 파워를 살린 기체로, 다리는 크롤러로 황무지에서도 최대의 힘을 발휘할 수 있는 것이 특징. 전체 길이, 중량은 26m, 110t(구제품판에서는 40m, 110t). 사용 무기는 E7계의 대차를 베이스로 개발된 「샤링 드릴」. 어떤 상대도 뚫을 정도의 대단한 위력을 자랑하지만, 매우 중량이 있기 때문에 본기의 파워가 없으면 취급이 어려운 무기로 되어 있다. TV 애니메이션에선 2배 이상 크기의 샤링 드릴 파워 모드로 강화된다.

신카리온 E3 츠바사
신카리온 E3 츠바사 아이언 윙
함께 야마가타 신칸센 「츠바사」에서 사용되는 JR 동일본 E3계를 모델로 하는 신카리온으로, 도장은 「츠바사」가 2014년 이후의 신도장, 「츠바사 아이언 윙」이 영업 운전 개시시의 구도장. 다채로운 도장이나 편성으로 운용되는 E3계의 특징에 의해, 변환 자재의 싸우는 방법이 가능한 닌자를 이미지 한 기동성이 높은 기체가 되고 있다.전체 길이, 중량은 모두 25m, 95t(구제품판에서는 38.5m, 95t). 사용 무기는 날개가 빨강인 「후미키리슈리켄」, 날개 아이언 윙은 날 한쪽이 톱 위로 변화한 녹색의 「신후미키리슈리켄」. 2분할시켜 양손에 가지는 「크나이 모드」, 합체시켜 큰 수리검으로서 사용하는 「슈리켄 모드」의 2가지 운용이 있다.  구제품판에서는 E3 츠바사 플레어 윙 E3 츠바사 아이언 윙의 명칭이며, 신카리온 모드 때의 명칭도 E3 츠바사 플레어 바이오 레드 E3 츠바사 아이언 윈드로 변화한다. 형제기로서 취급되며 사용무기는 색이 다른 '후미키리슈리켄'. 링크 합체시에는 2개의 후미키리슈리켄도 합체하여 '슈리켄솔레이유'가 된다.  텔레비전 애니메이션 제 1기에서는 풀 규격 신칸센을 베이스로 한 신카리온이 입선 할 수 없는 야마가타 신칸센 구간을 커버하는 「야마가타 국지전 전용 신카리온」으로서 개발된다. 당초 날개만 운용되며 기체 손상에 따라 날개 아이언 윙이 일시적으로 대체기로 사용된다. 츠바사 복귀 후에 날개 아이언 윙은 예비기가 되지만, 세이류가 일시적으로 사용했을 때에 E3 양기가 공동 투쟁해, 후미키리슈리켄이 합체하는 연출도 그려졌다.

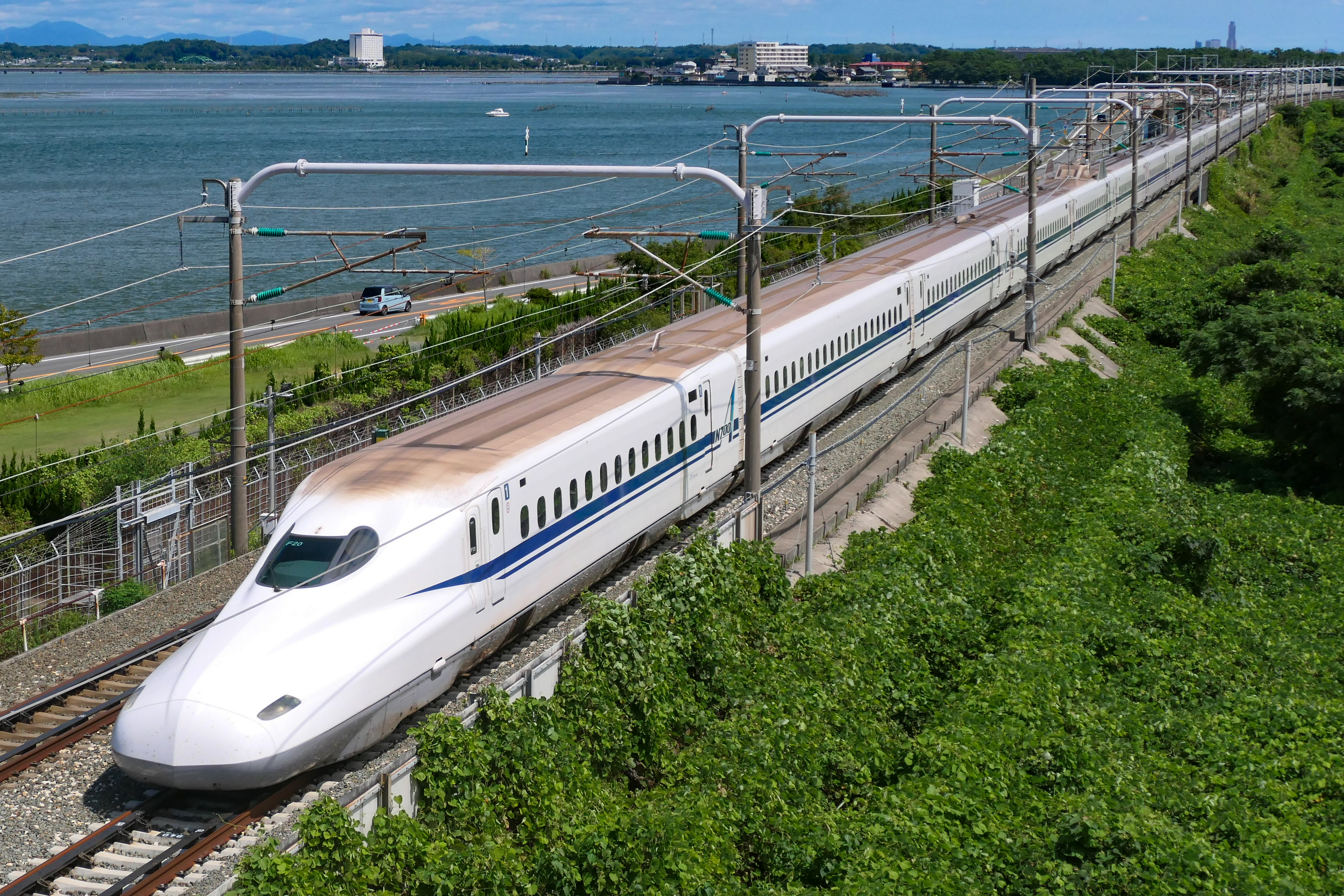
실제 N700A

신카리온 N700A 노조미
도카이도 신칸센·산요 신칸센 「노조미」에서 사용되는 JR 도카이 N700A을 모델로 신카리온. 고성능 N700A의 성능을 컨셉으로 다양한 장면에서 하이 레벨에 대응할 수 있는 것을 목표로 한 기체. 중간 차량이 추가 합체함으로써 성능을 높인다"고급 모드"를 탑재하고 있다. 길이, 무게는 보통 때는 26.5m·100t(옛 제품 버전에서는 40m·100t), 어드밴스 모드 시는 27.5m, 140t(옛 제품 버전에서는 45m·140t). 사용 무기는 고급 모드 시에 오른 팔에는 탈출 가능한 "드래곤 너클"왼손에는 방어 무장"어드밴스 암"이 장착된다.  텔레비전 애니메이션 제1기 때는 일대일로 전투에 특화된 "듀얼 모드"가 추가, 발동한다고 주위에 특수 장벽을 전개하고 외부의 간섭을 받지 않는다. 또, 필살기에 "에어로 더블 스매시"가 추가되었다. 이야기 종반에는 운전사 교체에 따른, 무기로 "마쿠라의 눈 챠쿠"이 추가된다.

신카리온 H5 하야부사
도호쿠 신칸센·홋카이도 신칸센 「하야부사」에 사용되는 JR 홋카이도 H5계를 모델로 하는 신카리온.흰 헤드기어와 오렌지의 보디 칼라 이외의 기본 성능이나 무장은 E5와 같지만, 한랭지에서의 운용을 상정한 발열 시스템 「유바리·히트·시스템(YHS)」이 보디나 해사츠소드에 내장되어 있는 것이 특징. 전체 길이, 중량은 26.5m, 100t(구제품판에서는 40m, 100t).

신카리온 800 츠바메
큐슈 신칸센 「츠바메」에 사용되는 JR 큐슈 800계를 모델로 하는 신카리온.전체 길이, 중량은 26.5m, 95t. 사용 무기는 '판타그래프 애로우'. 장시간 활공이 가능한 '스왈로 윙', 공중에서의 자세 제어를 가능하게 하는 '서브 윙'과 같은 '더블 윙 시스템'을 탑재하고 있어 공중에서의 높은 전투 능력을 가지며, 링크 합체를 통해 다른 신칼리온의 공중전 성능을 높일 수 있습니다.

블랙 신카리온
실제의 차량을 모델로 하지 않는 「칠흑의 신칸센」으로부터 변형하는 신카리온. 텔레비전 애니메이션 작품중에는 초반부터 검은 입자를 입으면서 일본 전국의 신칸센 선로상에 나타나 주위에 있는 것을 거대 괴물체로 변화시키는 존재로서 등장해, 후에 완구로서 발매되면 한때 품귀 현상이 일어날 정도의 인기를 얻었다. 중간 차량은 프라레일로서의 전동 주행이 가능한 구조가 되어 있다. 일반적인 신카리온 모드와 더불어 부품이 합체되어 드래곤 상태가 된 중간차와 후미차를 하체로 합체하는 드라군 모드, 드래곤을 구성하는 추가 부품을 신카리온 모드 전신에 장착하는 버서커 모드가 존재한다. 전체 길이, 중량은 통상시가 26.5m, 100t, 드래군 모드일 때가 19.5m, 150t, 버서커 모드일 때가 34m, 120t. 또한 중간 차량의 전동 주행 기능이나 버서커 모드 부품은 다른 신칼리온에도 장착 가능.  사용 무기는 「다크카이사츠소드」 「다크 드래곤 너클」 등 각 신카리온에 준한 7 종류를 장비.필살기로는 데스그란크로스를 갖춰 버서커 모드에서는 헬그란크로스로 강화된다.  TV 애니메이션 제 1기에서는 개발자인 이자는 전투에서 사용하는 것을 금지했지만, 세이류가 독단으로 전투에 사용, 그 시점에서 실전 투입되고 있던 신카리온 6기를 한때는 압도하지만, 류지의 지휘에 의해 연대감을 얻은 신카리온 앞에 굴복한다. 이 건으로 인해 이자는 블랙 신카리온 사용을 엄격히 금지하지만, 에이전트들의 협력으로 태도를 연화, 출격허가와 함께 '버서커 모드' 사용 허가를 세이류에게 부여한다. 그 후는 카일렌등과의 싸움을 통해서 세이류와 함께 오미야 지부 소속이 되어, 후기의 「블랙 신카리온 쿠레나이」으로 진화한다.

블랙 신카리온 쿠레나이
블랙 신카리온이 운전기사와의 적합율 상승에 의해 각성한 모습. 완구로는 블랙 신카리온과 별도로 출시됐지만 TV 애니메이션에서는 동일 기체에서 변화하는 것으로 취급된다. 전체 길이, 중량은 26.5m, 100t. 사용 무기는 「다크카이사츠소드 홍」뿐이지만, 블랙 신카리온에 부속되어 있던 각무기 및 드래곤의 색상차이 부품이, 본품 및 조금 전에 발매된 「E3츠바사 아이언 윙」의 구입 특전으로 배포되었다.

신카리온 923 닥터 옐로우
닥터 옐로우의 애칭으로 불리는 JR 도카이 923형을 모델로 한 신카리온.모델의 실차는 후술의 「신카리온 닥터 옐로우」와 동일하지만, 이쪽은 크로스 합체의 기구를 가지지 않는 3량 편성.전체 길이, 중량은 26.5m, 100t. 사용 무기는 변형 가능한 레일 건. 접근전에서는 검 형태의 트롤리 블레이드로도 운용이 가능. 머리에는 닥터 옐로우와 마찬가지로 스캔 아이 카메라가 달려 있다.

신카리온 ALFA-X
극장판에 등장. 'ALFA-X'라는 애칭으로 개발이 이루어지고 있는 JR 동일본 E956형을 모델로 하는 신카리온. E5는 하야부사를 기반으로 모든 신칼리온 기술을 결집해 개발되고 있으며 내부에는 유바리 히트시스템(YHS)도 갖추고 있다. 5량 편성으로 1량째·5량째에서 변형하는 기동성 중시의 「알파 모드」, 5량 모두 변형하는 파워 중시의 「엑스 모드」의 2 형태가 존재한다. 뒤에서 설명할 오버크로스 합체 시에는 5량 모두를 사용할 수도 있다.전체 길이, 중량은 알파 모드일 때가 25.5m, 100t, 엑스 모드일 때가 31.5m, 220t. 사용 무기는 샤료 블레이드. 샤료 블레이드 동경. 샤료 블레이드 신 아오모리 2개를 갖추고 알파 모드에서는 양손에 1개씩 장비하고 엑스 모드에서는 2개를 합체시킨 렌케츠 샤료 블레이드로 사용한다. 그 외에 알파 모드에서는 「후미키리슈리켄」도 갖추고 있어 엑스 모드에서는 필살기는 「엑스그랑 크로스」.

#### 트리니티 합체 기구를 가진 신칼리온
트리니티 합체란, 「700 시리즈」라고 호칭되는 700 노조미, 700 히카리레일 스타, N700 미즈호의 3기가 합체해 신카리온 트리니티가 되는 합체 시스템. 구제품판부터 존재. 3체 중 어느 것이 중심이 되는가에 따라 다음과 같이 세 가지 형태를 취한다.
- 노조미 버전 - 700 노조미가 중심, 오른팔 오른 다리가 700광 레일 스타, 왼팔 왼 다리가 N700 미즈호로 구성된 기본 형태. 구제품판에서는 트리니티 N(네오).
- 히카리 버전 - 700 히카리 레일 스타가 중심, 오른팔 오른 다리가 N700 미즈호, 왼팔 왼 다리가 700 요망으로 구성된 저격 중시 형태. 구제품판에서는 「트리니티 H(하이퍼)」.
- 미즈호 버전 - N700 미즈호가 중심, 오른팔 오른 다리가 700 원해, 왼팔 왼 다리가 700 히카리레일 스타로 구성된 격투 중시 형태. 구제품판에서는 「트리니티 M(메가)」

전체 길이, 중량은 모두 55m, 140t. 사용 무기는 700시리즈 각각의 무기를 합체시킨 "트리니티 할버드". 또한 700시리즈 각 기기는 하반신과 무기 받침대가 변형된 "기가 부스터"로서 기본적 구조의 신카리온 등에 합체하는 것이 가능.
TV 애니메이션에서는 3명의 적합률이 일치하는 경우에만 합체할 수 있다. 덧붙여 700 희망이 중심이 되는 「희망 버전」만 등장해, 「기가 부스터」형태도 등장하지 않는다. 필살기로서 각 차량 선두부의 연결기 커버를 열어 입자 빔을 동시에 발사하는 「트리니티 스트라이크」를 사용.
신카리온 700 노조미
산요 신칸센 「노조미」에서 사용되는 JR 서일본 700계를 모델로 하는 1량으로 변형하는 소형의 신카리온. 전장, 중량은 19m, 45t. 700시리즈 3기 중에서는 밸런스 타입으로서 성능이 조정되었다. 사용무기는 전용 IC카드 Shinca를 모티브로 한 「싱카블레이드」. 기가부스터로서 E5 하야부사에 합체하면, 싱카블레이드가 초카이사츠소드와 합체해 「싱카이프레이드」로 강화된다.
신카리온 700 히카리 레일스타
산요 신칸센 「히카리 레일스타」용으로 개발된 JR 서일본 700계를 모델로 하는 1량으로 변형하는 소형의 신카리온. 전장, 중량은 19m, 45t. 700시리즈 3기 중에서는 원거리 저격 타입으로 성능이 조정되었다. 사용 무기는 건널목을 모티브로 한 '칸칸간'. 기가부스터로서 E6코마치에 합체하면 칸칸간이 후미키리건과 합쳐져 '트리플후미키리건'으로 강화된다.
신카리온 N700 미즈호
산요 신칸센·큐슈 신칸센 「미즈호」에서 사용되는 JR 서일본·JR 큐슈 N700계를 모델로 하는 1량으로 변형하는 소형의 신카리온.전체 길이, 중량은 19m, 45t. 700시리즈 3기 중에서는 근거리 격투기 타입으로 성능이 조정되었다. 사용 무기는 동륜을 모티브로 한 '도린해머'. 기가부스터로서 E7 빛에 합체하면 도린해머가 샤린드릴과 합체하여 '다이샤린드릴'로 강화된다.

#### 크로스 합체 기구를 가진 신카리온
크로스 합체란 이하에 열거하는 크로스 합체기구를 가진 특정의 신카리온(이하 「크로스 합체」)과 기본적 구조의 신카리온의 선두차가 합체하는 시스템. 양팔과 하체는 크로스 합체 기체 부품, 머리 흉부는 합체 상대 부품이 되지만 크로스 합체 기체에 따른 헤드기어가 합체 상대 머리 부분에 장착된다.크로스 합체 후의 명칭은 주가 되는 크로스 합체 기체와 합체 상대의 형식 번호를 「×(크로스)」로 연결해 표기한다.구체적으로 예시하면, 500 코다마와 E5 하야부사의 크로스 합체는 「500×E5」가 된다.
텔레비전 애니메이션에서는 운전사의 적합율을 상승시키기 위한 시스템으로 여겨져 닥터 옐로의 경우는 합체 실현에는 쌍방의 운전사의 적합율이 0.2%이내의 오차가 아니면 합체할 수 없다고 하는 제약도 있었다.

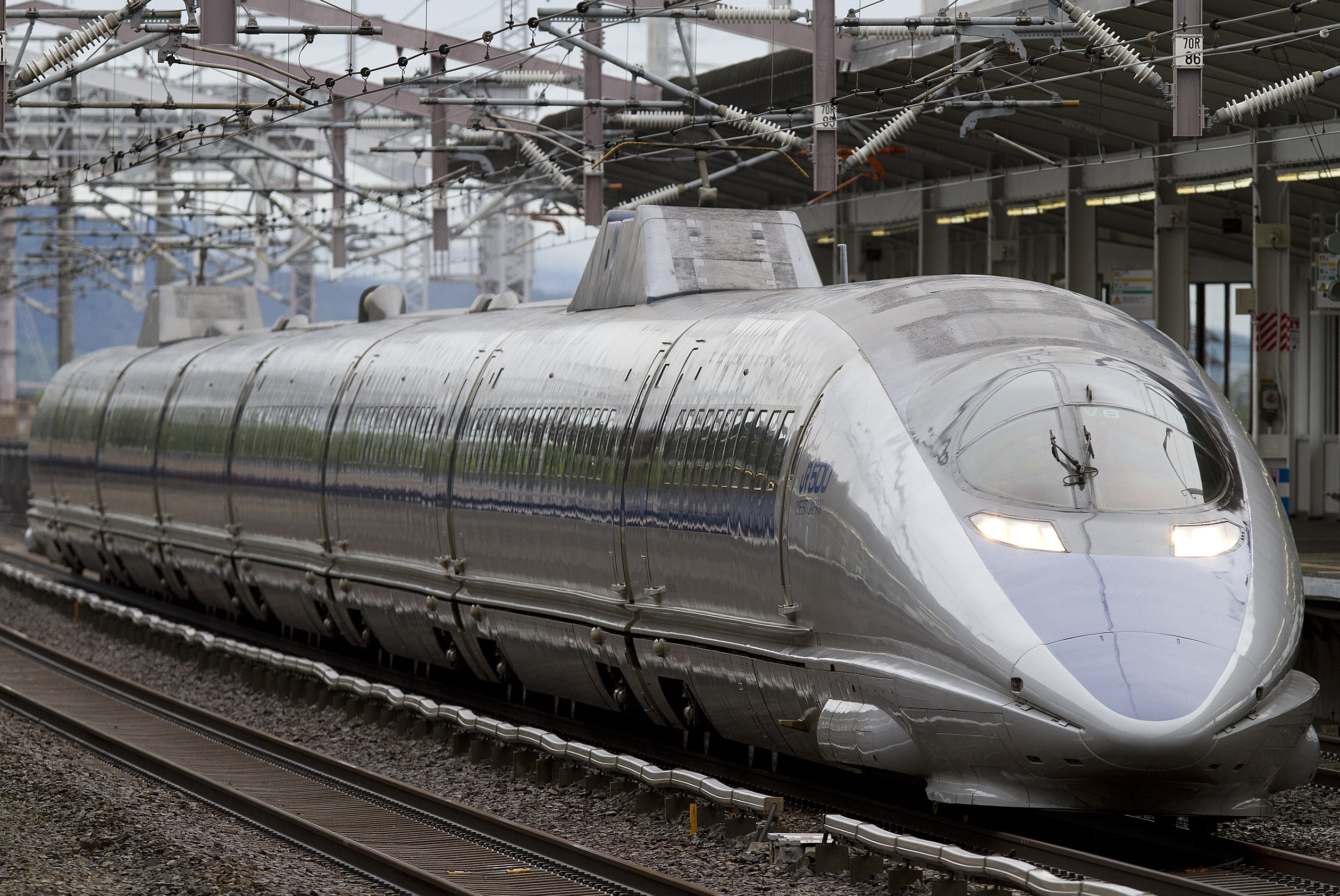
실제 500계 7000번대

신카리온 500 코다마
산요 신칸센 「코다마」에서 사용되는 JR 서일본 500계를 모델로 하는 신카리온. 첫 링크 합체 기구를 가진 기체로, 4량 편성으로 1호차·3호차가 신카리온 본체로 변형된다. 전장·중량은 27m·120t(구제품판에서는 45m·120t). 구제품판에서는 기본적 구조의 신카리온과는 변형 기구가 다른 크로스 합체 기구를 가지지 않는 3량 편성으로, DXS판에서는 크로스 합체용의 기구를 갖춘 2호차가 추가된 형태. 사용 무기는 4호차가 변형하는 공방 일체의 「미사일 실드」. 미사일 실드 외에도 전신에 미사일 사출부가 갖추어져 일제 발사에서 공격으로 전환하는 공격적인 신카리온이 되고 있다. 라이플이나 메이스에도 변형 가능한 「신고 스피어」도 갖추고 있어 크로스 합체시에는 합체 상대의 무기와 합체시켜 사용한다.  텔레비전 애니메이션에서는 어른도 등장 가능한 신카리온으로서 개발되어 E5 하야부사와의 링크 합체 「E5×500」이 등장.전체 길이, 중량은 31m, 180t. 사용무기는 카이사츠소드가 신고우스피아와 합체한 "카이사츠 트라이던트". 그란크로스(Grancross)가 강화된 "초그란크로스"를 사용하지만 당시는 미완성인 부분이 많아 전력소비가 문제에서 한 발밖에 쏠 수 없다는 단점이 있었다.

신카리온 닥터 옐로우
닥터 옐로우의 애칭으로 불리는 JR 도카이 923형을 모델로 한 신카리온. 5량 편성. 전체 길이와 중량은 35m, 255t. 사용 무기는 상황에 따라 변형 가능한 [레이저 웨폰]. 검 형상의 [레이저 소드], 건 형상의 [레이저 블라스터]로 변화한다.또, N700A 희망의 듀엘 모드를 베이스로 개발된 소형 베리어을 붙이는 「켄석 레이저 쉴드」를 전개할 수 있음.머리에는 상대의 약점등을 살피는 「레이저 스캔」을 탑재하고 있다.  텔레비전 애니메이션에는 E5 하야부사와의 링크 합체 「E5×닥터 옐로우」가 등장. 전체 길이, 중량은 38m, 275t. 필살기는 '울트라그랑크로스'로 E5×500의 약점인 전력의 대량소비를 해소하기 위해 후면 윙에 대기중의 에너지를 수렴하여 발사한다.

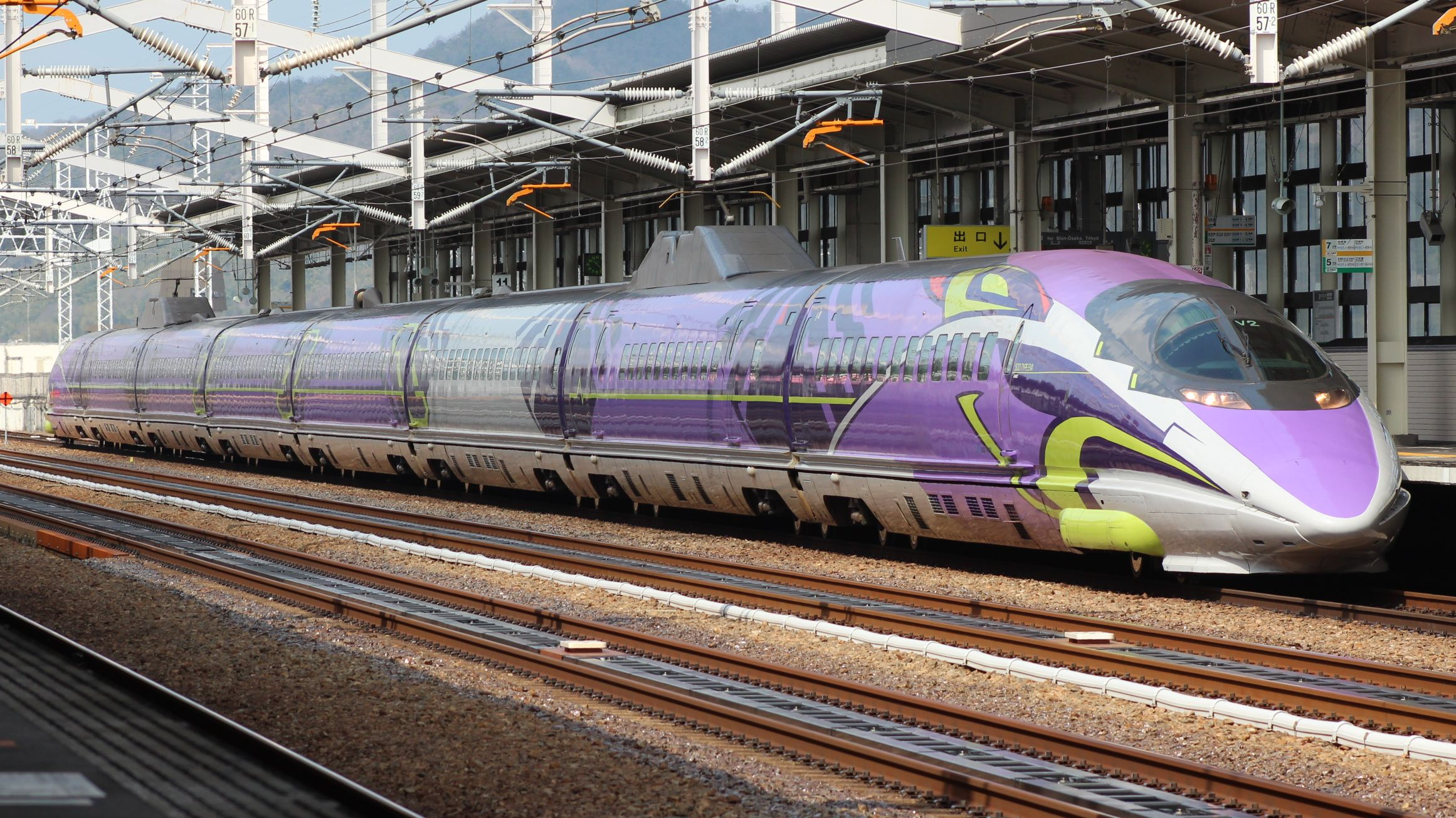
실제 500 TYPE EVA

신카리온 500 TYPE EVA
산요 신칸센에서 2015년 11월 7일부터 2018년 5월 13일까지 운행된 '에반게리온 초호기'를 모티브로 한 랩핑이 이루어진 500계 '500 TYPE EVA'를 모델로 한 신카리온. 4량 편성. 전체 길이, 중량은 28.5m, 123t. 구제품판, DXS판 모두 '신카리온 500 코다마'와 거의 같은 구조로, 구제품판에서는 기본적 구조의 신카리온과는 변형 기구가 다른 크로스 합체 기구를 가지지 않는 3량 편성. 사도형 거대 괴물체가 가진 A.T.필드에 대항하기 위해 특무기관 NERV와 공동으로 개발됐다. 기본 성능은 「신카리온 500 코다마」와 거의 같으나, 사도형 거대 괴물체와 같이 A.T.필드가 갖추어져 있어 그 외 각부의 의장은 에반게리온 초호기를 모방한 부품으로 변경되고 있다.  TV 애니메이션으로는 신세기 에반게리온과 콜라보레이션한 31회 및 극장판에 등장했다.애니메이션의 지상파 방송에서는, 변형 BGM으로 「잔혹한 천사의 테제」가 사용되었다.

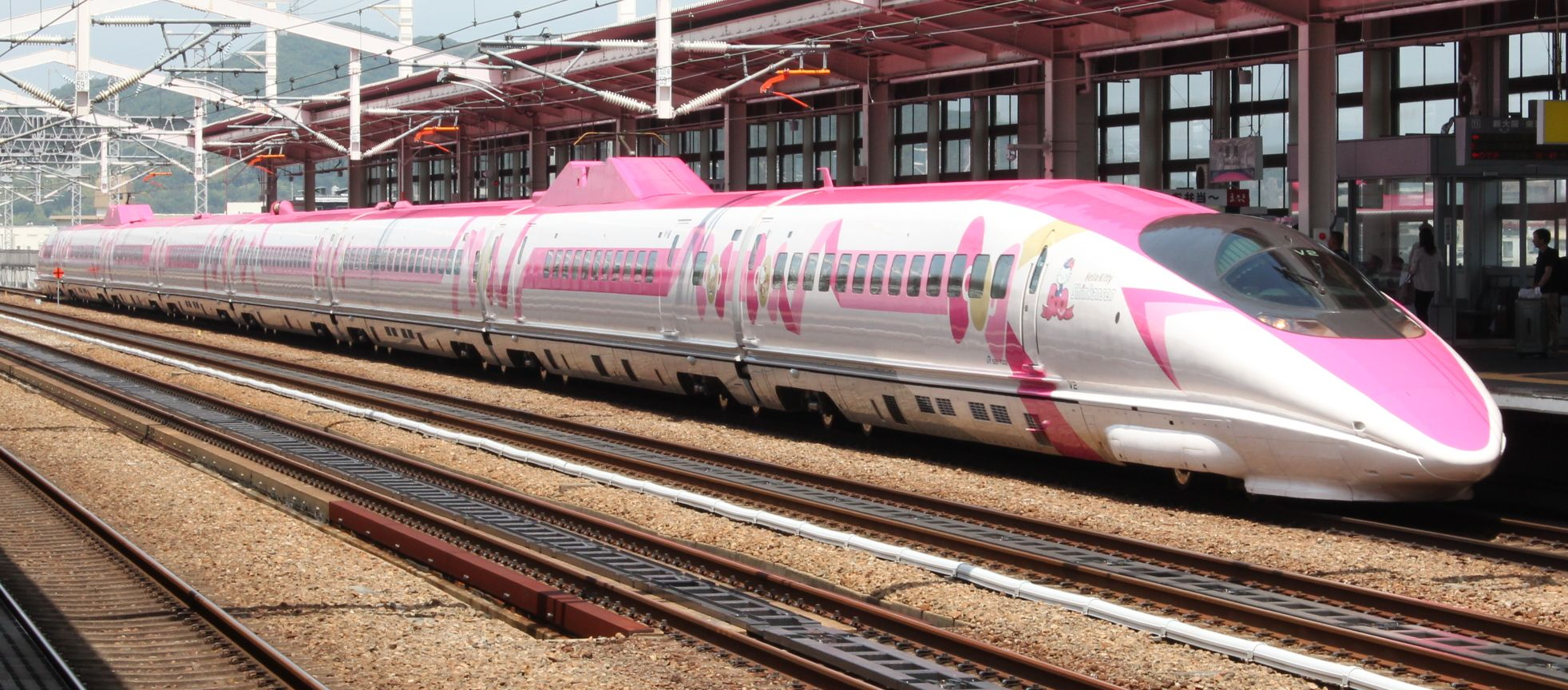
실제 헬로키티 신칸센

신카리온 헬로키티
산요 신칸센에서 2018년 6월 30일부터 운행되고 있는 '헬로키티'를 모티브로 한 500계 '헬로키티 신칸센'을 모델로 한 신카리온. 4량 편성. 전체 길이, 중량은 사과 적재 트럭 5대분, 사과 적재 트럭 3대분. 주변 사람들을 행복하게 할 수 있는 힘을 가진 대형 로봇으로 일반적인 신카리온 형태 외에도 모드 체인지에서 헬로키티의 리본 모양의 헤드파트를 장착한 헬로키티 모드로 변형되고 무장의 신고우스피아는 리본 스틱으로 변화한다.  헬로 키티와 콜라보레이션 한 PV로 등장한 것 외, 텔레비전 애니메이션 제 2기 제 16화에 등장했다.

#### 오버크로스 합체 기구를 가진 신카리온
오버크로스 합체란 아래에 열거하는 오버크로스 합체기구를 가진 특정 신카리온(이하 오버크로스 합체)과 기본 구조의 신카리온이 합체하는 시스템.머리·양팔·복부·다리는 오버크로스 합체 기체 부품, 흉부·하복부·대퇴부는 합체 상대 부품이지만 합체 상대에 따른 헤드기어가 오버크로스 합체 기체 머리에 장착된다. 오버크로스 합체 후의 명칭은 크로스 합체와 마찬가지로 2개의 기체의 형식번호를 「×」(표기는 크로스 합체보다 크다)로 잇지만, 텔레비전 애니메이션 공식 사이트의 용어집에서는 카타카나 표기의 「오버크로스」가 이용되고 있기 때문에, 본 항목에서도 카타카나 표기로 통일한다. 합체 후의 명칭을 구체적으로 예시하면, E5 하야부사 MkII와 E6 코마치의 오버크로스 합체는 「E5 MkII 오버크로스 E6(E5 MkII×E6)」가 된다.
텔레비전 애니메이션에서는 「수수께끼의 신칸센」의 출현 후에 샤숏트에 프로그램이 추가된 것으로 가능하게 된다.
신카리온 E5 하야부사 MkII
E5 하야부사와 마찬가지로 도호쿠 신칸센·홋카이도 신칸센 「하야부사」에 사용되는 JR 동일본 E5계를 모델로 하는 신카리온. E5 하야부사의 후계기.전체 길이, 중량은 27.5, 125t. 3량 편성으로 선두·후미 차량이 신카리온 본체로 변형, 중간차는 일부가 조류형 서포트 메카 「상공 탐사기 하야부사」로 변형해 정찰이나 엄호를 실시한다. 사용 무기는 도신이 선로를 모방한 「카이사츠 블레이드」로, 통상은 자동 개찰기형의 칼집 「블레이드 케이스」에 넣고 있다. 필살기인 그랑크로스(그랑크로스)는 포구가 2문으로 증강된 듀얼 그랑크로스다. 오버크로스 합체 시에는 상공탐사기 매부싸가 백팩으로 장착돼 비행능력이 부여된다.  TV 애니메이션에는 E6·E7·N700A·923 닥터 옐로우·블랙 신카리온 쿠레나이의 4종, 극장판에 ALFA-X의 총 5종의 오버크로스 합체가 등장했다. 전체 길이와 중량은 일률적으로 30.5m, 245t. 합체 형태에서의 그란크로스(Grancross)는 E6와의 '오오마가리 그란크로스', 923 닥터 옐로와의 '트리플 그란크로스', 블랙 신카리온 홍과의 '오버 그란크로스', ALFA-X와의 '알티메트 그란크로스' 등 합체 상대에 따라 명칭이 바뀐다.

블랙 신카리온 오우거
실제의 차량을 모델로 하지 않는 「수수께끼의 신칸센」으로부터 변형하는 신카리온. 프리 게이지 기능을 가지고 있어 재래선 구간의 주행도 가능.신칸센으로서의 형상은 블랙 신카리온에 가깝지만, 신카리온 형태에서는 머리는 귀신과 같은 가면으로 덮여 있다. E5 하야부사 MkII의 쌍이 되는 기체로 상공 탐사기 하야부사와 같은 「블랙 하야부사」를 가져, 오버크로스 합체의 기구도 갖춘다. 3량 편성. 전체 길이, 중량은 28m, 135t. 사용 무기는 2개의 [프리 게이지 카나보]. 덧붙여 블랙 하야부사가 합체하는 [라이징 모드]의 형태도 존재하며, 라이징 모드에서는 2개의 프리 게이지 카나보가 일체화된 [히라이신 블레이드]를 이용해 공기중의 전기를 모아 방출하는 필살기 [카이세이 썬더]가 사용 가능.  기린의 안을 바탕으로 이자가 설계했다고 여겨져 이야기 종반에 기린의 승기로서 등장한다. 극장판에서는 소쿄쿠가 등장해 출격하지만, 토라메에게 강탈당해 발도르와의 결전을 치렀다.  극장판에는 블랙 신카리온 베니와의 오버 크로스 합체 「블랙 신카리온 오우거 오버 크로스 블랙 신카리온 쿠레나이」가 등장. 전체 길이, 중량은 30.5m, 245t. 사용 무기는 초다크카이사츠소드와 프리게이지 가나보가 합체한 "다크프리게이지 소드".

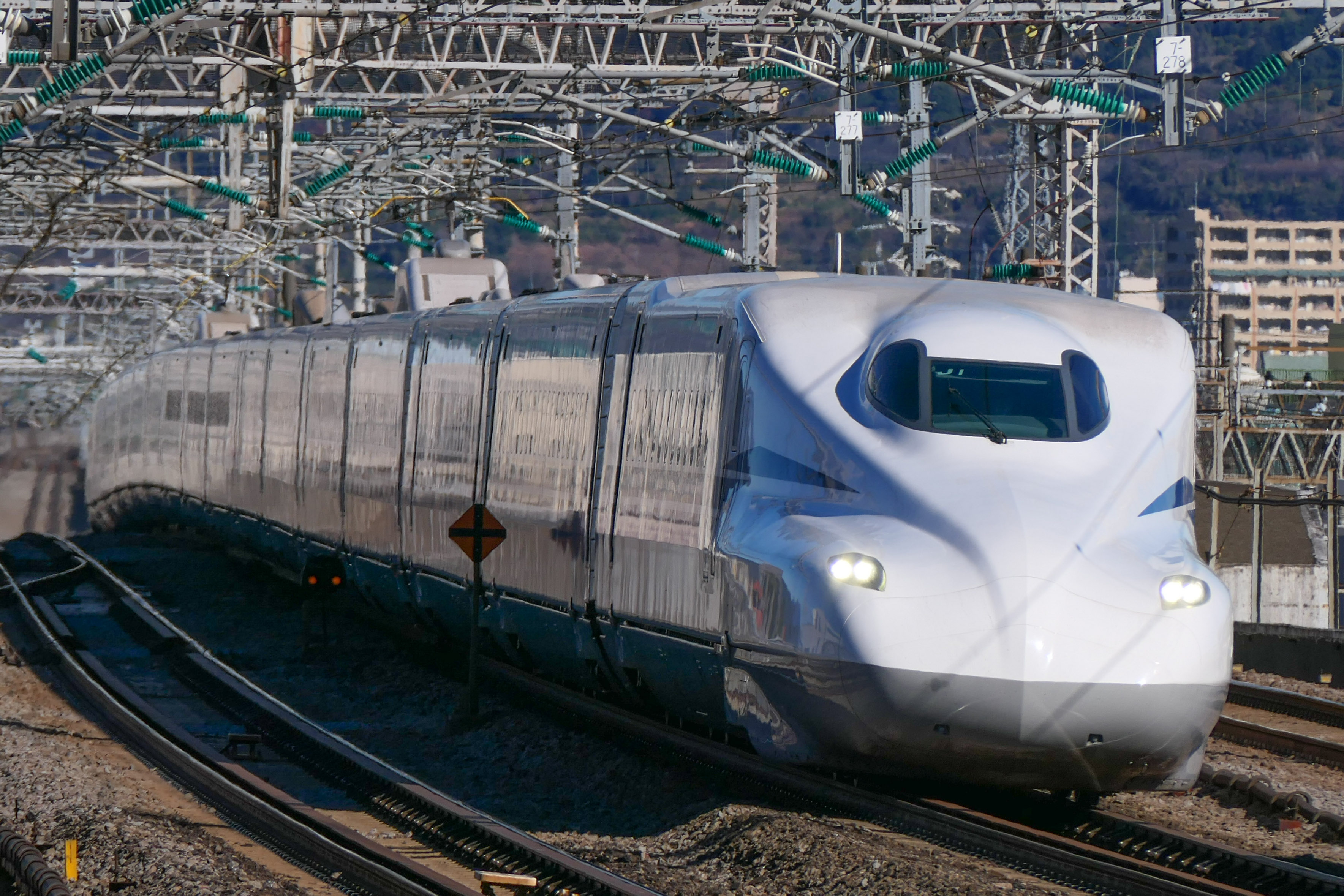
실제 N700S계

신카리온 N700S 노조미
제1기 텔레비전 애니메이션 종료후의 2020년 7월 1일부터 동해도 신칸센·산요 신칸센 「노조미」에서의 운용이 시작된 JR 도카이 N700S계를 모델로 하는 신카리온.완구의 발매에 즈음해, 사쿠라이 타카히로가 내레이션등을 담당하는 오리지날 애니메이션이 제작되었다. 변형시에는 중간 차량의 일부가 수송식 배터리 「수프림 드래곤」으로 변형하고, 거기에 수프림 드래곤과 합체한 「수프림 모드」를 갖추고 있다.3량 편성. 전체 길이와 중량은 평상시 27m, 125t, 수프림 모드일 28m, 155t.  사용무기는 [자동차 드메 건 블레이드]. 통상시에는 총형태의 [건모드]로 사용하고, 수프림 모드에서는 수프림 드래곤의 배터리와 콘센트레이션 케이블로 접속되어 [자동차 도메 블레이드]로 사용한다.

### 신카리온Z
TV 애니메이션 2기가 방영된 2021년 이후 '신카리온Z'의 시리즈명으로 완구 전개되고 있다. 구 「신카리온」시리즈와 형상 자체는 공통이지만, 팔이나 다리가 탈착하는 형태로 변형하는 등 기구등이 달라 호환성은 없다.
TV 애니메이션에서는 새롭게 다가오는 위협에 대항하기 위해 개량되었다고 하지만, 구 신카리온의 강화개조에 의한 것인지 신규설계·제조된 것인지는 확실히 밝혀지지 않았다.

#### 기본 구조의 신카리온 Z
아래에 열거된 것은 특수한 합체 기구가 없는 기본적인 구조를 가진 신카리온 Z. 신카리온 Z 시리즈에서 새롭게 등장한 「Z합체」의 기구만을 가진다.
신카리온Z E5 하야부사
도호쿠 신칸센·홋카이도 신칸센 「하야부사」에서 사용되는 JR 동일본 E5계를 모델로 하는 신카리온 Z. 스피드가 특기로, 등의 버니어를 이용한 속공을 자랑으로 한다.전체 길이, 중량은 26.5m, 110t. 사용 무기는 2개의 '엑스칼리버'. 다리 부분에는 고속 이동을 보조하는 '하야부사클로'를 갖추고 있다.
신카리온Z E6 코마치
아키타 신칸센 [코마치]에서 사용되는 JR 동일본 E6계를 모델로 하는 신카리온 Z. 높은 기동성과 정확한 사격이 특색. 전체 길이, 중량은 26.5m, 105t. 사용 무기는 2개의 'VVVF 블라스터'. 이마부에는 대상 위치를 알아내는 3D 레이더, 다리부 자세 제어를 위한 '조우리 스파이크'를 갖추고 있어 정확한 사격이 가능하도록 하고 있다.
신카리온Z E7 카가야키
호쿠리쿠 신칸센 "카가야키"에서 사용되는 JR 동일본 E7계를 모델로 하는 신카리온 Z. 파워가 뛰어나다. 전체 길이, 중량은 26.5m, 120t. 사용 무기는 2개의 「코덴 아츠악스」. 2개는 잘리는 맛 중시·파괴력 중시의 다른 특징을 가져, 상황에 따라 구분하여 사용한다.
신카리온Z 800 츠바메
큐슈 신칸센 '츠바메'에 사용되는 JR 큐슈 800계를 모델로 하는 신카리온 Z. 비행 유닛을 장비하고 있어 단독으로도 비행이 가능. 전체 길이, 중량은 26.5m, 105t. 사용 무기는 2개의 "팬터그래프나이". 투척도 가능하고, 공중에서 원거리 공격이 가능.
신카리온 Z N700S 노조미
도카이도 신칸센·산요 신칸센 「노조미」에 사용되는 JR 도카이 N700S계를 모델로 하는 신카리온 Z. 초진화 연구소의 기술을 결집해 개발된 기체로, 최고 클래스의 운동 성능을 가진다.전체 길이, 중량은 26.5m, 110t. 사용 무기는 2개의 '이누쿠기쿠로'. 높은 운동 성능을 살린 격투전이 특기이며, 도약에서의 '수프림 킥' 등도 사용 가능.  텔레비전 애니메이션에서는 운전기사가 2명 탑승 가능한 「듀얼·그램퍼스·시스템」을 채용.
신카리온Z 500 코다마
도카이도도 신칸센 · 산요 신칸센 "ㅗ다마"에서 사용되는 JR 서일본 500계를 모델로 하는 신카리온 Z. 순발력이 뛰어나고 빠른 공격이 가능. 전체 길이, 중량은 26.5m, 110t. 사용 무기는 가변식 블레이드인 '신고토우'.
신카리온 Z 500 TYPE EVA
산요 신칸센에서 2015년 11월 7일부터 2018년 5월 13일까지 운행된 '에반게리온 초호기'를 모티브로 한 랩핑이 이루어진 500계 '500 TYPE EVA'를 모델로 한 신카리온 Z.A.T. 필드를 무효화하는 '안티 A.T. 필드' 능력을 갖추고 있다. 전체 길이, 중량은 26.5m, 110t. 사용 무기는 「프로그레시브 신고우트」.  TV 애니메이션에는 신세기 에반게리온과 콜라보레이션 한 제2기 제21화에 등장했다.
신카리온Z H5 하야부사
도호쿠 신칸센·홋카이도 신칸센 「하야부사」에서 사용되는 JR 홋카이도 H5계를 모델로 하는 신카리온 Z. 본체의 형상은 E5와 거의 같으나, 한랭지에서의 운용을 상정한 장비를 갖춘 기체가 되고 있다. 사용 무기는 얼음 탄환을 발사하는 「칸테라 개틀링」. 한랭지 사양의 장비로 눈보라에서의 시야를 확보하는 「도우산 고글」, 설상의 기동력을 발휘하는 「칸디키 실드」를 갖춘다.
다크 신카리온
실제의 차량을 모델로 하지 않는 「어둠의 신칸센」으로부터 변형하는 신카리온 Z. 5 양편성으로 1·5 양목을 기본으로 변형하는 다크 신카리온 Z 본체와 그 이외의 부품으로 구성되는 「다크 호스」로 구성된다. 다크 신카리온이 다크 호스와 합체하는 「켄타우로스 모드」 「데빌 모드」가 존재하지만, 자세한 것은 다크호스의 설명을 참조. 전장·중량은 통상은 26.5 m·105 t, 켄타우로스 모드 때는 28 m·275 t, 데빌 모드 때는 29.5 m·275 t. 사용 무기는 '샤당스피어'. 등에는 '다크 윙'을 갖추고 있어 활공할 수 있습니다. 필살기 다크그랜 크로스는 데블 모드에서는 데블그랜 크로스로 강화된다.  TV 애니메이션에서는 테오티를 위해 개발된 기체이기 때문에 테오티가 아니면 운전할 수 없다. 운전사의 마음을 빼앗는 특성이 있어, 아부토의 톨레란티어를 오발시켜 데블 모드로 각성한다. 아부토가 정신을 차린 뒤에는 함께 오미야 지부로 이동해 와다쓰미와의 전쟁에서 백은의 기체인 다크 신카리온 앱솔루트로 변화했다.
다크 신카리온 앱솔루트
다크 신카리온이 변화한 "백은의 신칸센"에서 변형되는 신카리온 Z. 완구로는 다크 신카리온과 별도로 출시될 예정이지만 TV 애니메이션에서는 동일 기체에서의 변화로 다뤄지고 있다. 5량 편성. 전용 지원 로봇 「앱솔루트 유니콘」과 합체 한 「나이트 모드」가 존재하지만, 자세한 것은 앱솔루트 유니콘의 설명을 참조. 전체 길이, 중량은 보통 때는 26.5m, 105t, 나이트 모드 때는 29.5m, 275t. 사용 무기는 샤단스피어가 변화한 [앱솔루트 소드]. 필살기로서 [앱솔루트 그랑크로스]가 사용 가능.

##### Z합체와 자이라이너

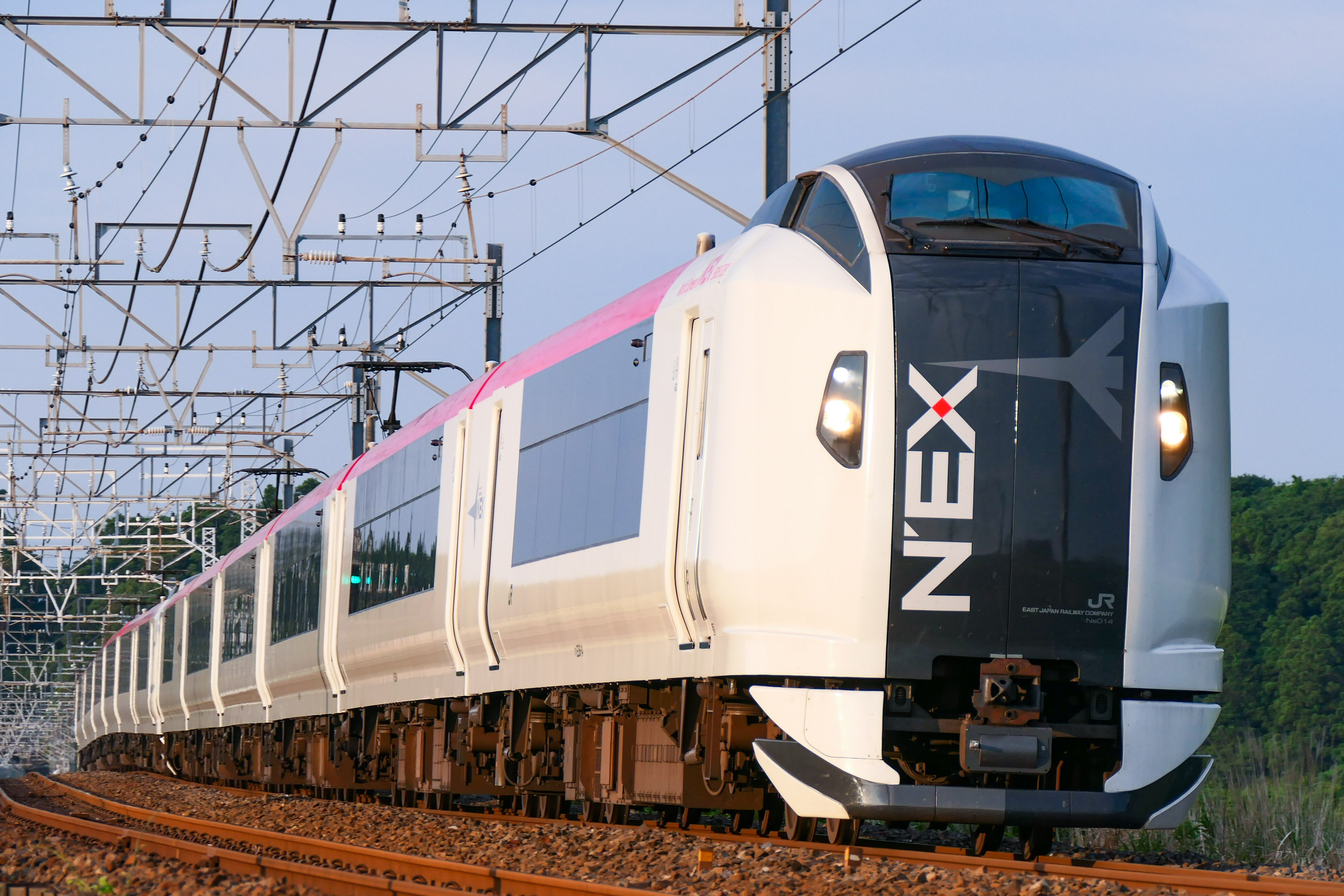
실제 E259계

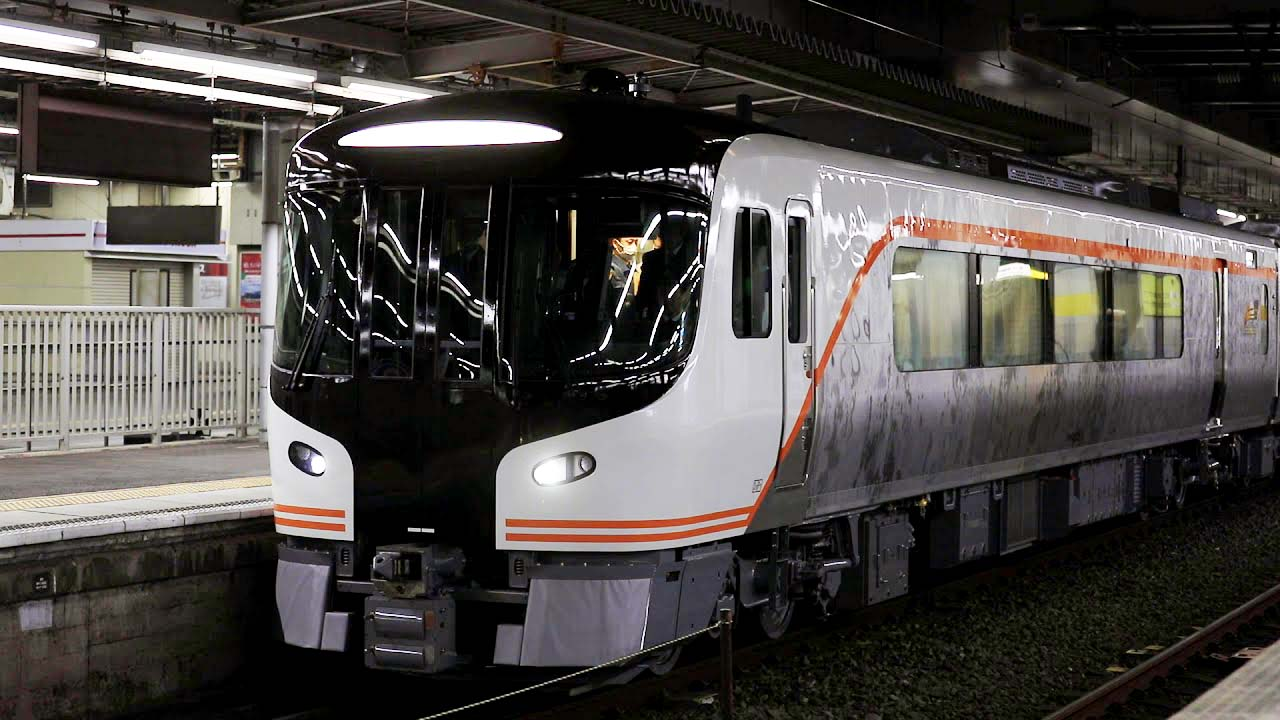
실제 HC85계

자이라이너는 신카리온Z의 성능을 강화하기 위해 재래선을 기반으로 개발된 특수무장차량이다. 크게 팔 강화형, 다리 강화형 2가지가 존재하며 서로 간섭하지 않기 때문에 팔 강화형과 다리 강화형은 각각 1개를 합칠 수 있음. 신카리온Z와 자이라이너의 합체는 Z합체라 호칭되며, Z합체 후의 명칭은 신카리온Z의 형식번호와 자이라이너의 명칭(팔·다리 순서로)을 계속 표기한다. 구체적인 예를 나타내면, E5 하야부사 E235 야마노테·E259 넥스의 Z합체는 「E5 야마노테넥스」가 된다.
신카리온 Z와 자이라이너는 기본적으로 어느 조합으로도 합체가 가능하지만, 완구에서는 「E5야마노테」 「E6넥스」 등 세트 판매되고 있는 조합이 있어, 텔레비전 애니메이션에서는 그 조합으로의 운용이 전제로 되어 있다. 그 때문에 복수의 자이라이너와의 Z합체는 기본적으로 TV 애니메이션에는 등장하지 않지만, 이야기 종반에는 Z합체의 진화형으로서 1체의 신카리온 Z가 복수의 자이라이너와 합체하는 「더블 Z합체」가 등장했다. 덧붙여 텔레비전 애니메이션에서는 합체에는 「Z코드」가 필요하다. Z 합체시에는 사령부로부터 Z 코드가 운전사의 Z 기어에 전송되고, 운전사가 Z 기어상의 Z 키를 탭 하는 것으로 합체가 실행된다. Z 합체에는 일정 이상의 적합율이 필요.
다음은 자이라이너 목록. 설명문에서는 완구로 세트 판매되는 조합 및 TV 애니메이션에 등장한 형태만 언급하고 있다. 덧붙여 다크 신카리온과 다크 호스의 합체도 Z합체로 표기되고 있기 때문에, 「다크 호스」와 그것과 같은 위치의 「앱솔루트 유니콘」도 일람에 포함하고 있다.

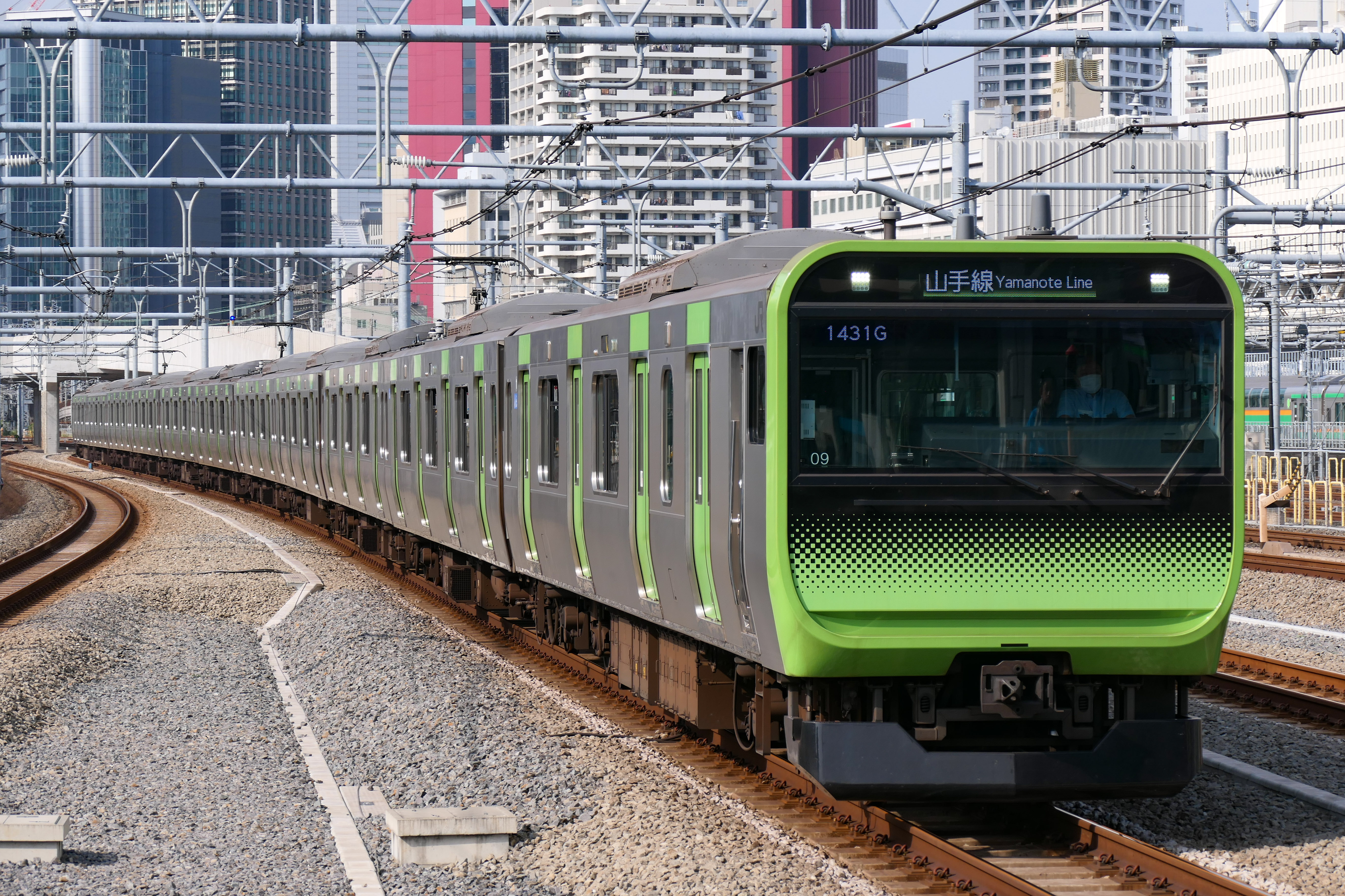
실제 E235계

자이라이너 E235 야마노테
야마노테선에서 사용되는 JR 동일본 E235계를 모델로 하는 팔 강화형 자이라이너. 고속 기동검 「야마노테소드」와 안전 향상벽 「홈 도어 쉴드」를 갖추어 공격력·방어력을 함께 강화하는 것과 동시에 고속 공격을 가능하게 한다. E5는 하야부사의 Z 합체 형태 「신칼리온 Z E5 야마노테」에서는, 야마노테 소드가 익스칼리버와 합체해 「야마노테 익스칼리버」로 변화한다.또, 필살기인 「Z그란 크로스」를 사용할 수 있다. 전체 길이, 중량은 26.5m, 116t.

자이라이너 E259 넥스
특급 「나리타 익스프레스」(약칭 「N'EX(넥스)」)에 사용되는 JR 동일본 E259계를 모델로 하는 다리 강화형 자이라이너. 대형 캐논포 「넥스 캐논」을 갖춘다. 접지부는 강인한 그랜드 앵커로 되어 있어 강한 반동이 있어도 정확한 사격이 가능하다. E6 코마치와의 Z 합체 형태 신카리온 Z E6 넥스에서는 넥스 캐논이 VVVF 블라스터와 합체해 넥스 VVVF 블라스터로 변화한다. 또, 넥스 캐논을 어깨부에 장착하는 「버스트 모드」도 사용 가능. 전체 길이, 중량은 27.5m, 118t.

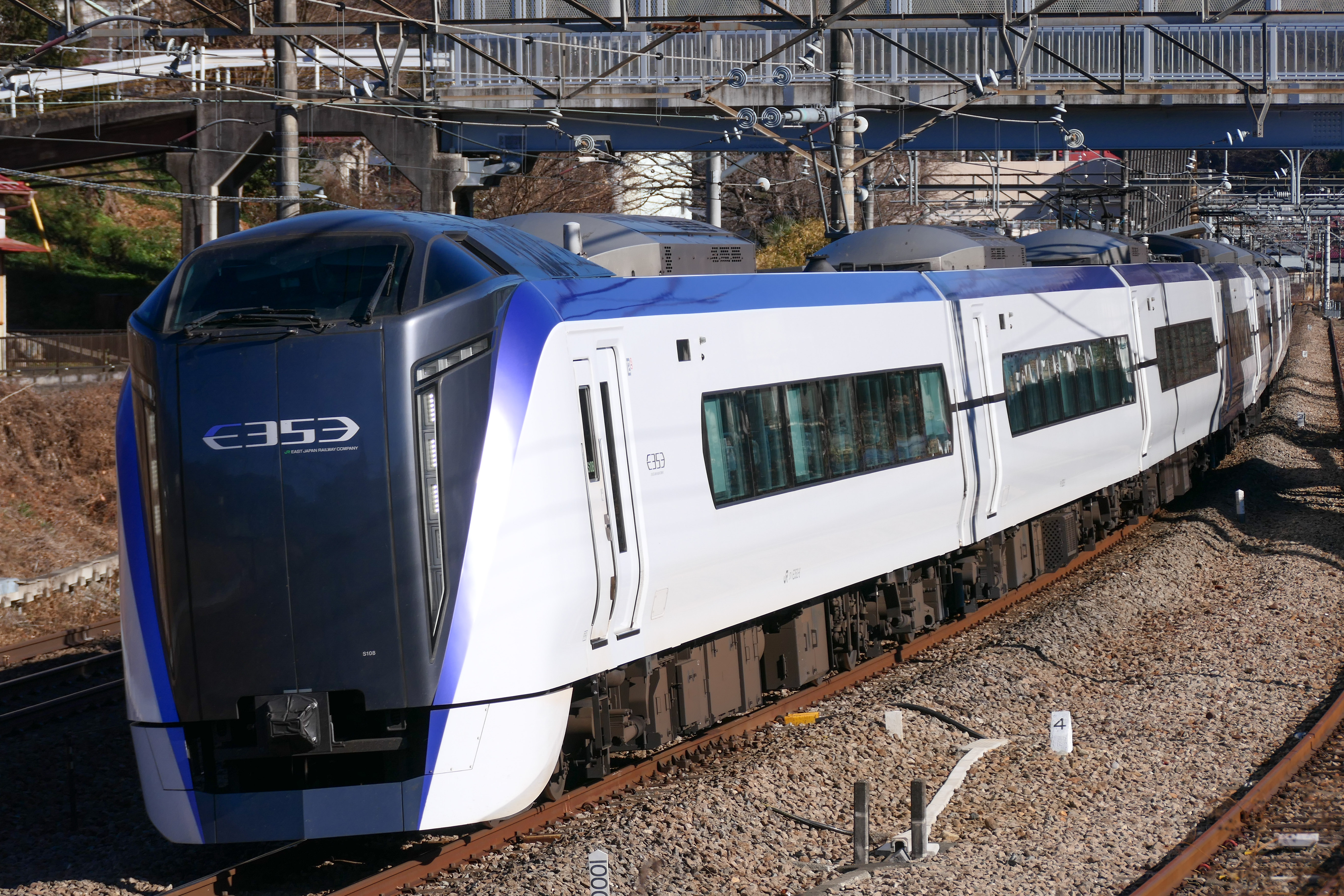
실제 E353계

자이라이너 E353 아즈사
특급 「아즈사」에서 사용되는 JR 동일본 E353계를 모델로 하는 팔 강화형 자이라이너. 고속 회전 동력톱 '아즈사 전기톱', 대형 절단도끼 '아즈사 액스'를 갖춘다. 내부에는 "에어로 스프링 시스템"이 탑재되어 있어 파워를 증강할 수 있음. E7 카가야키과의 Z 합체 형태 '신카리온 Z E7 아즈사'에서는 아즈사 액스가 코덴 아츠액스와 합쳐져 '아즈사 코덴 아츠액스'로 변화한다. 무장은 전체 길이, 중량은 26.5m, 129t.

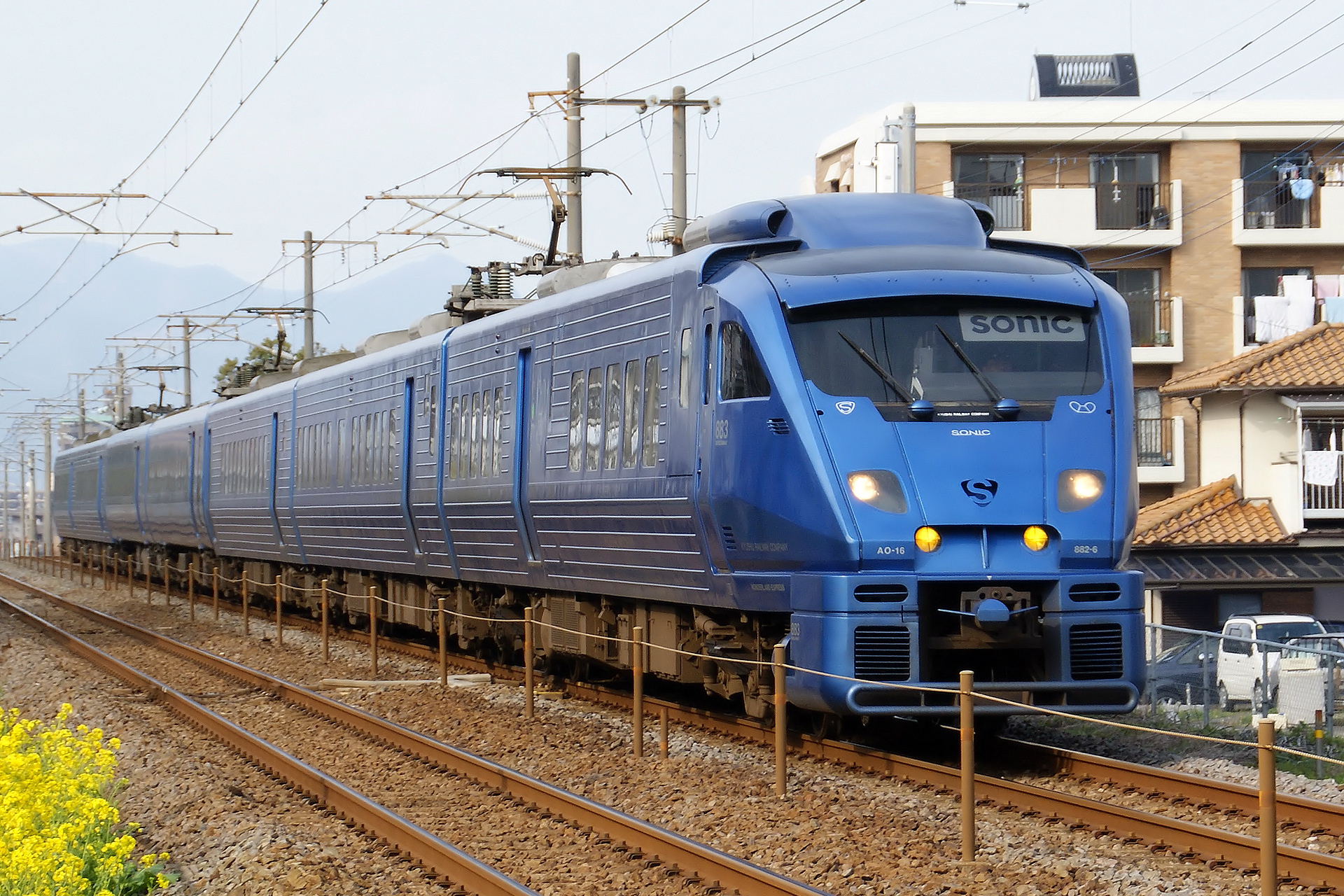
실제 883계

자이라이너 883 소닉
특급 「소닉」에 사용되는 JR 큐슈 883계를 모델로 하는 다리 강화형 자이라이너. 초속궁총 소닉보건과 기동력을 향상시켜 비행을 가능하게 하는 초가속 장치 소닉제트를 갖춘다. 800 츠바메와의 Z합체 형태인 신카리온 Z 800소닉에서는 소닉보총이 팬터그래프크나이와 합체해 소닉팬터그래프보총으로 변화한다. 전체 길이, 중량은 27.5m, 118t.  또 TV 애니메이션에는 E5와 하야부사의 Z합체 형태 E5소닉이 등장한다. 소닉제트의 거대한 추력으로 인해 비행능력이 없는 E5로도 비행이 가능해졌다.

자이라이너 HC85 히다
특급 「히다」에서 사용되는 JR 도카이 HC85계를 모델로 하는 유일한 팔다리 강화형 자이라이너. 2량 편성의 자이라이너로, 각각이 오른팔과 오른 다리·왼팔과 왼쪽 다리에 합체 한다. 다리 부분의 고출력 슬래스터로 기동력, 팔 부분의 대형 아머에 의해 방어력이 강화되어 근거리 격투 공격에 적합하다. 무기는 근거리전용 '히다 하이브리드 소드'와 원거리전용 '블라스터'를 갖춘다. N700S 노조미와의 Z 합체형태 신카리온 Z N700S 히다에서는 히다 하이브리드 소드를 무늬쪽에서 합체시킨 히다 하이브리드 나기나타 를 사용한다. 전체 길이와 중량은 27.5m, 131.4t.

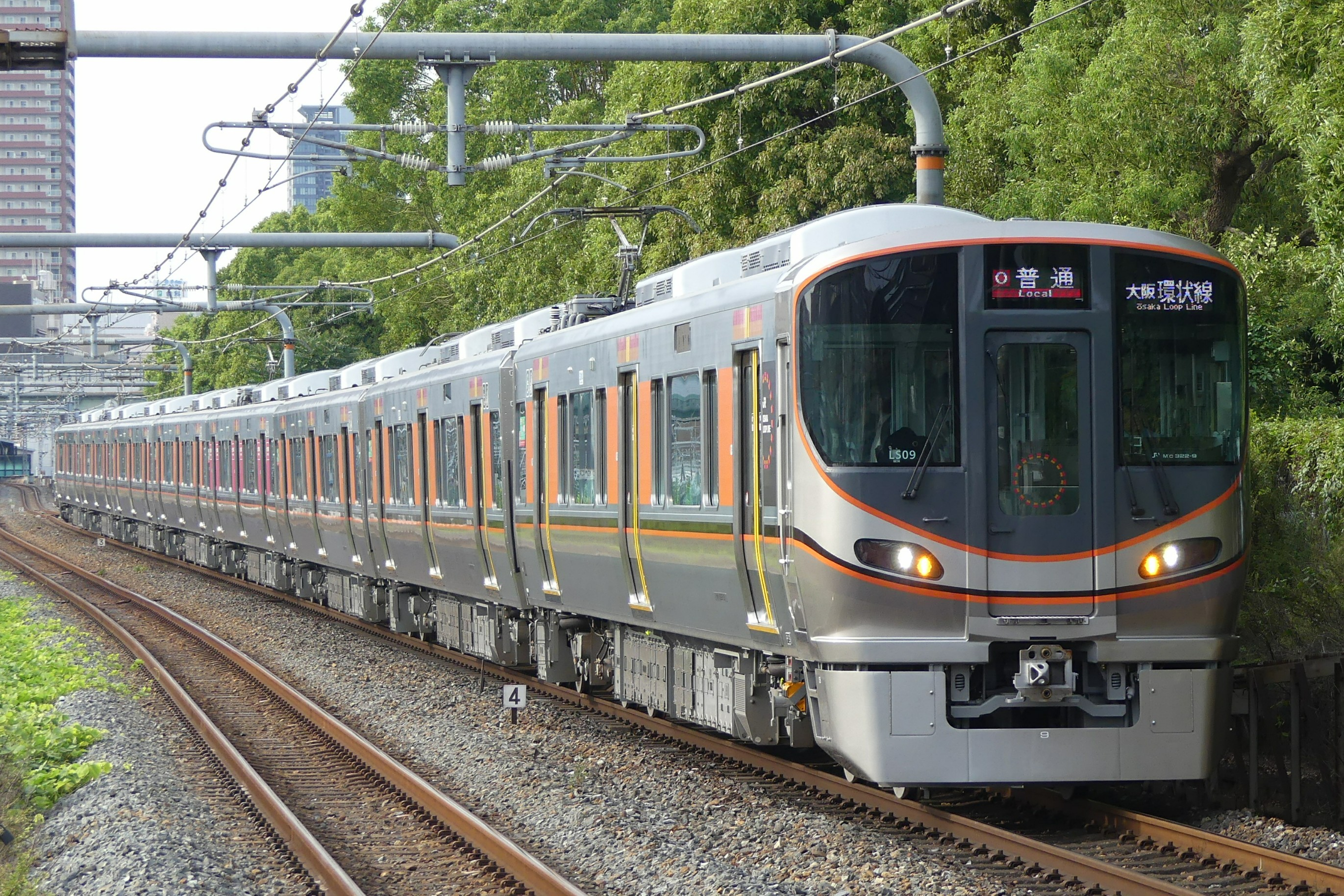
실제 323계

자이라이너 323 오사카칸죠
오사카 순환선에서 사용되는 JR서일본 323계를 모델로 하는 팔 강화형 자이라이너. 오른팔부에 대형 블레이드 '오사카 칸죠 블레이드', 왼쪽 어깨부에 초경화 실드 '오사카 칸죠우 쉴드'를 갖추어 공격력·방어력 모두 증강된다. 500 코다마와의 Z 합체 형태 「신카리온 Z 500 오사카칸죠」에서는, 오사카칸죠 블레이드가 신고우토우와 합체해 「오사카칸죠신고우토우」로 변화한다. 전체 길이와 중량은 26.5m, 122t.

자이라이너 뮤 스카이 TYPE EVA

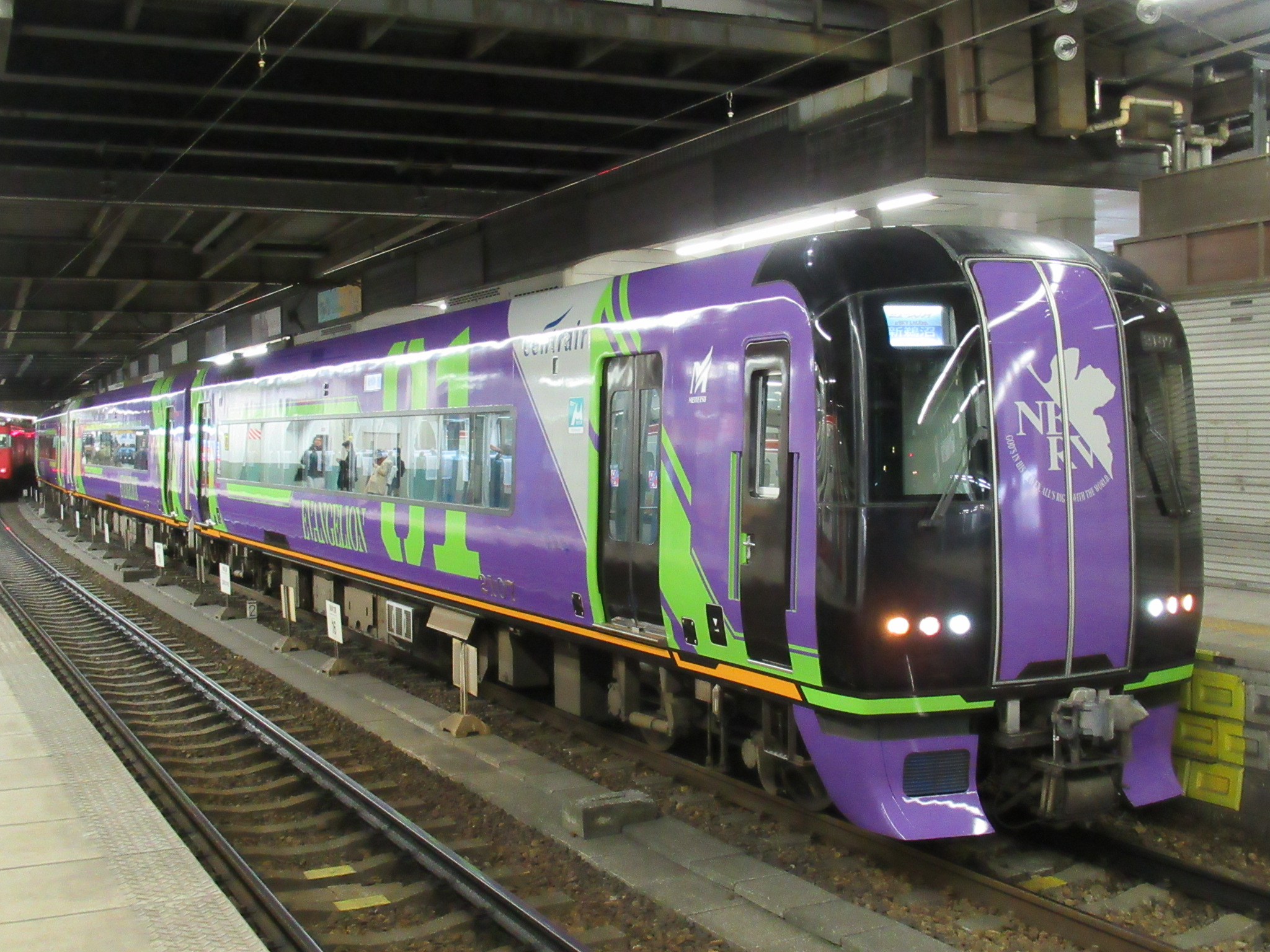
실제 나고야 철도 2000계 포장 차량

특급 [[[메이테쓰 특급|뮤 스카이]]]에 사용되는 메이테쓰 2000계 가운데 2020년 1월 14일부터 3월 9일까지 메이테쓰 이누야마선에서 운행된 [에반게리온 초호기]를 모티브로 하는 래핑이 된 차량을 모델로 하는 팔 강화형 자이라이너. 유일하게 사철 차량을 모델로 하는 기체로, [신세기 에반게리온]과 콜라보레이션 한 제21화에 500 TYPE와 함께 기본 성능은, 무장의 명칭이 「뮤 스카이 블레이드」 「뮤 스카이 실드」로 바뀌는 것 이외는 323 오사카 칸죠와 거의 같으나, 「안티 A.T. 필드」를 사용한 공격도 가능하게 된다.  500 TYPE EVA와의 Z 합체 형태 「신카리온 Z 500 뮤 스카이 TYPE EVA」에서는, 뮤 스카이 블레이드와 프로그레시브 신고우트와 합체해 「뮤 스카이 프로그레시브 신고우트」로 변화한다. 그 밖에 분키누스의 창을 소지한다.전체 길이와 중량은 26.5m, 122t.

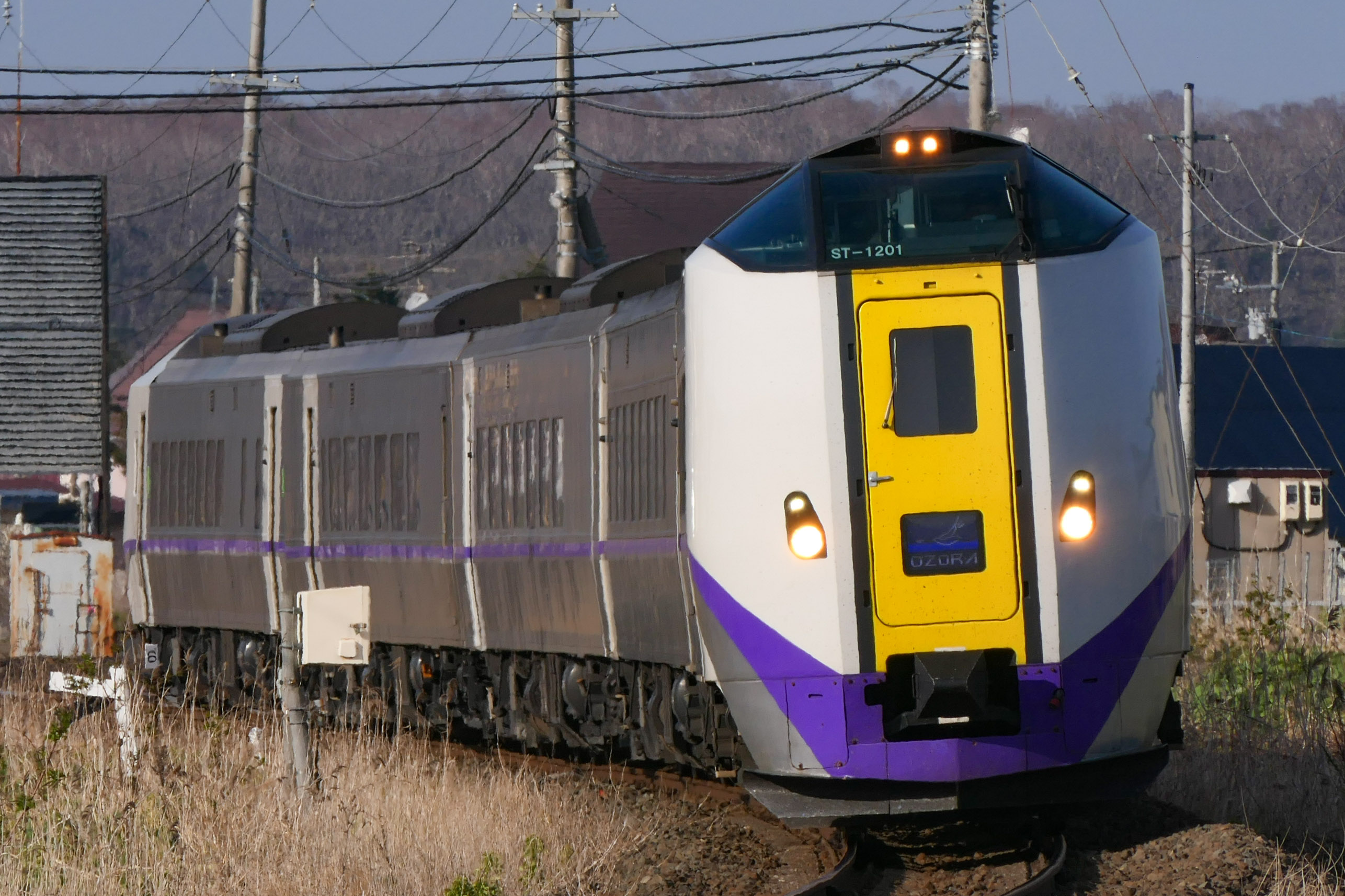
실제 키하 261계

자이라이너 261 호쿠토
특급 「호쿠토」에 사용되는 JR 홋카이도 키하 261계를 모델로 하는 다리 강화형 자이라이너. '북터머신건'을 갖춘다. H5 하야부사의 Z 합체 형태 「신카리온 Z H5 호쿠토」에서는, 호쿠토 머신건이 칸테라 가트링과 합체해 「호쿠토 칸테라 가트링」으로 변화한다.

다크 호스
다크 신카리온을 지원하는 말모양 로봇. E5 하야부사 등 신카리온Z와도 합체가 가능하며 다크호스가 하체에 합체하는 켄타우로스 모드, 다크 호스를 구성하는 부품을 전신에 장착하는 데블 모드 등 2가지 합체 형태가 존재한다. 켄타우로스 모드에서는 기동력과 전투력이 향상돼 다크 호스의 꼬리 부분에 해당하는 다크 블라스터를 사용한다. 데빌 모드에서는 파워가 큰폭으로 강화되어 다크 호스의 앞다리 부분에 상당하는 「다크 캐논」을 사용 가능.

앱솔루트 유니콘
다크 신카리온 앱솔루트를 지원하는 말모양 로봇. 다크 신카리온 앱솔루트가 앱솔루트 유니콘 합체함으로써 나이트 모드로 변화한다. 덧붙여 앱솔루트 유니콘은 텔레비전 애니메이션 본편에는 등장하지 않는다. 나이트 모드는 다크 신카리온 앱솔루트의 최종 형태로서 자리 매김되고 있어 사용 무기인 「유니콘 스피어」로 번개를 흡수하고 풀어내는 「나이트 그랑 크로스」를 사용 가능.

##### 신카리온 더블 Z
신카리온 더블 Z란, TV 애니메이션의 이야기 종반에 등장한 궁극의 Z 합체형태. 복수의 자이라이너와 합체하는 Z 합체의 진화형으로, 이 합체는 더블 Z합체라고 불린다. Z 기어의 '신카리겟터'에서 폐색해제된 특별한 Z코드를 사용하여 일본내의 에너지를 철맥을 통해 신카리온 Z에 전달함으로써 합체가 가능해진다. 작품 속에서는 이하의 2체가 등장했다.
신카리온 더블 Z E5
E5 하야부사를 중심으로 한 더블 Z 합체. 오른팔에 E235 야마노테, 왼팔에 E353 아즈사, 오른 다리에 883 소닉, 왼쪽 다리에 E259 넥스가 합체하며 뒷면에는 800 츠바메 날개가 장착된다. 기관사는 신과 함께 하나비 타이쥬 야마카사가 탑승한다.무기는 야마노테 엑스칼리버에 가세해 왼쪽 어깨에 넥스 캐논을 갖추어 소닉 팬터그래프 보건 등 합체에 관련되는 신칼리온 Z의 무기도 사용 가능.
다크 신카리온 더블 Z
다크 신카리온 앱솔루트를 중심으로 한 더블 Z 합체. 오른팔에 HC85 히다, 왼팔에 323 오사카칸죠, 양 다리에 261 호쿠토가 합체한다. 운전사는 아부토에 가세해 나가라·긴가·메텔이 탑승한다. 무기는 히다 하이브리드 나기나타 등, 합체에 관련된 신카리온 Z의 무기도 사용 가능.

#### 초 Z 합체 기구를 가진 신카리온 Z
초Z 합체란 이하에 열거하는 초Z 합체기구를 가진 특정 신카리온(이하 '초Z 합체')과 기본적 구조의 신카리온Z가 합체하는 시스템. 초Z 합체 기체에 대해 합체 상대의 선두 차량이 들어가는 형태로 합체되며 선두 차량의 머리 부분에는 초Z 합체 기체에 따른 헤드기어가 장착된다. 동일한 합체기구는 후발의 알파엑스에서는 '초Z합체' 표기는 사용되지 않지만 닥터 옐로우의 것과 거의 같은 합체기구이기 때문에 동일한 것으로 취급하기로 한다.초Z합체 후의 명칭은 주가 되는 합체 상대의 형식번호와 초Z합체 기체의 명칭을 계속 표기한다. 구체적으로 예시하면 E5는 하야부사와 닥터 옐로의 초 Z 합체는 E5 닥터 옐로가 된다.
텔레비전 애니메이션에서는 합체하는 두 기의 운전기사의 적합율이 96%이상인 동시에 서로의 적합율 오차가 0.1%이내이어야 합체가 가능하다.
신카리온 Z 닥터옐로우
닥터 옐로우의 애칭으로 불리는 JR 도카이 923형을 모델로 하는 신카리온 Z. 5량 편성으로 3번째는 무기고.1량째, 5량째에서 신카리온 Z 본체로 변형되어, 이 형태에는 자이라이너를 합체시킬 수 있음. 두 번째·네 번째가 추가로 합체함으로써 'Z호센 모드'로 모드가 바뀌었고, 여기에는 Z합체의 합체 시스템이 응용됐다. 전체 길이와 중량은 평상시 26.5m, 110t, Z 호센모드시 28.5m, 225t. 사용 무기는 근거리용 동그레일 소드와 원거리용 이누크 숏 건. 비행 유닛을 장비하고 있으며 옐로우 윙으로 활주 가능. Z호센 모드에서는 이마의 스캐너로 스캔한 정보를 분석해 전방위로 공격 가능한 켄석 미사일이 사용 가능.
신카리온 Z 알파엑스
ALFA-X라는 애칭으로 개발이 진행되고 있는 JR 동일본 고속 운전 시험 차량 E956형을 모델로 하는 신카리온 Z. 최첨단 기술을 결집해 개발된 차세대형의 기체. 기본적 구조의 신카리온 Z와 같은 3량 편성이지만 닥터 옐로우와 마찬가지로 다른 신카리온 Z와의 합체가 가능. 또한 자이라이너와의 Z 합체도 가능. 사용 무기는 그레이트 엑스소드 알파 엑스캐논 엑스스피어로 비행이 가능한 알파윙도 갖췄다. 합체 상대인 신카리온Z나 자이라이너의 성능을 증폭시키는 알파엑스 시스템을 탑재하고 있어 시스템 발동시에는 얼굴에 X의 글자가 뜬다.

## 스토리
완구판과 애니메이션판(1기)에서는 일부 내용(적의 명칭이나 하야토가 신카리온을 타는 계기 등)이 변경됐다.

### 구제품판의 스토리
신사이타마시에 살고 있는 하야토는 철도박물관에 근무하는 아버지·호쿠토의 영향으로, 신칸센이나 전차를 아주 좋아하는 소년이다. 어느 아침 하야토는, 호쿠토가 두고 온 「Shinca」라고 하는 카드로 철도 박물관의 지하에 존재하는 특무 기관 「신칸센 초진화 연구소」에 헤매 버린다.
최심부의 격납고에서 신칸센 E5계를 발견한 하야토. 그러자, 왠지 승차문이 열렸기 때문에 탑승해 본 그 때, 돌연, 경보와 아나운스가 울려퍼졌다. 신칸센 E5계는 하야토가 가지는 「Shinca」에 반응해, 하야토를 태운 채로, 자동조종에 의해 목적지를 향해 발차해 버린다.
이차원으로부터 오는 거대한 물체 「바치가미」가 거리에 가까워져 날뛰고 있는 것이 보였을 때, 하야토가 호쿠트의 지시로 운전석에 「Shinca」를 터치하면, 차량은 「신칸센 초진화 연구소」가 비밀리에 개발한 인간형 로봇 「신카리온 E5 하야부사」로 변형한다. 일본의 안심과 안전을 지키기 위해 하야토는 E5 하야부사와 함께 바치가미에게 맞선다.

### TV 애니메이션 제1기의 스토리
철도 팬인 초등학생 하야스기 하야토는 철도박물관 직원인 아버지 하야스기 호쿠토와 함께 도쿄역에서 신칸센을 탄다. 도호쿠 신칸센 「E5계 하야부사」를 탄다고 하는 약속으로 출발한 여행은, 호쿠토가 지정석권을 잊었기 때문에 「E2계 야마비코」로의 여행이 되었지만, 하야토는 평상시 바쁜 호쿠토와의 여행을 기대하고 있었다. 그러나, 갑작스런 철도박물관으로부터의 전화로 호쿠토는 오미야역에서 하차하게 되어, 여행은 반쯤에 중단되어 버린다. 귀가하려는 하야토는 호쿠토에서 맡아둔 태블릿에 ID카드를 놓고 간 것을 발견하고, 신고하기 위해 철도박물관으로 간다. 철도박물관에 도착한 하야토는 백야드로 이어지는 문을 발견하고 ID카드를 터치해 문 안쪽으로 걸어갔다. 망설인 앞에서 하야토가 들여다본 것은 평상시와는 다른 모습으로 무언가에 대응하는 호쿠토의 모습이었다.
하야토가 망설인 곳은 특무 기관 「신칸센 초진화 연구소 동일본 지령실 오미야 지부」. 「거대 괴물체」라고 불리는 존재에의 대응을 목적으로 한 조직으로, 호쿠토는 사령장·이즈미 신페이와 함께 지금 확실히 거대 괴물체에의 대처를 재촉받고 있었다. 과거 포획 조사를 위해 격납고에 보관됐던 거대 괴물체가 재부팅해 폭주하고 있었고 거대 괴물체에 대항하기 위해 비밀리에 개발된 인간형 변형 로봇 신카리온은 운전사가 없어 가동되지 않는 E5 하야부사를 제외하고는 이 거대 괴물체 포획 때 손상돼 출동할 수 없는 상태로 이대로라면 격납고는 앞으로 10여 분 만에 파괴될 처지에 놓였다.
하야토는 이러한 모습을 쭉 들여다 보고 있었지만, 차장형 로봇·샤숏트에 발견되어 수상한 사람으로 착각된다. 그 소동으로 하야토는 초진화 연구소의 직원에게 발견되지만, 샤숏트의 계측에 의해 하야토가 신카리온 운전사의 적합자라고 판명된다. 신인 사령원·미하라 후타바는 하야토를 신카리온에 태우는 것에 반대하지만, 하야토 자신은 「아버지에게 도움이 된다면」이라고 지원. 전용 '신카(Shinca)'를 받고 신카리온 E5 하야부사에 탑승해 샤샷의 도움을 받으며 거대 괴물체를 물리치는 데 성공한다.
하야토는 같은 동일본 지령실 소속의 오가 아키타의 E6 코마치, 다이몬야마 츠라누키의 E7 카가야키, 츠키야마 시노부의 E3 츠바사와 협력해, 링크 합체도 활용하면서 거대 괴물체를 격퇴해 나간다. 이후 대화 의사소통이 가능한 거대 괴물체가 덮쳐 지금까지의 거대 괴물체와는 현격히 다른 강도에 열세를 보이지만 동해 사령실에서 키요스 류지의 N700A 노조미가 급파돼 격퇴에 성공한다. 이 때의 거대 괴물체는 후에, 인류 이전의 종족인 키트라르자스의 에이전트 중 1명·겐부로 판명되어, 이 이후 뱟코·스자쿠·세이류 등 다른 에이전트나, 그것들을 묶는 이자의 존재도 표면화하게 된다.홋카이도에는 하츠네 미쿠의 H5 하야부사, 큐슈에는 오오조라 레이의 800 츠바메과 각지에 신카리온의 배치가 진행되는데, 세이류가 탑승하는 적대적인 검은 신카리온(블랙 신카리온)도 출현한다. 격화되는 싸움을 응시해 서일본 지령실의 시작을 위해서 교토 지부에 전속되어 있던 호쿠토는, 어른이 탑승 가능한 신카리온의 개발에 착수한다. 이렇게 해서 시작된 500 코다마는 종래의 신카리온을 강화하는 크로스 합체의 기구를 갖추고 있었지만, 소비 전력의 문제 등 미완성인 부분이 있었다. 크로스 합체된 E5×500의 초 그란크로스로 블랙 신카리온을 격퇴하는데 성공하지만, 이 싸움을 통해 하야토는 세이류 등과의 대화 가능성을 생각하게 된다. 한편 세이류도 하야토의 말에 당황하면서도 흥미를 가져, 스자쿠의 도움을 받아 인류를 알 수 있도록 인간계를 방문해 하야토나 우에다 아즈사와 조우한다.
이츠츠바시 긴, 이츠츠바시 죠, 키리시마 타카토라의 트리니티를 더해 전력은 한층 더 충실해져 갔다. 하야토는 키트라르자스와의 대화를 지향하지만, 키트라르자스에서는 「인류와는 전쟁 이외의 길은 없다」라고 생각하는 구세대의 에이전트가 귀환하고 있었다. 현대의 에이전트는 인류와의 대화의 길을 모색하고 있었지만, 그 중에서도 뱟코는 구세대의 에이전트의 귀환에 의해 자신들의 작전이 무로 돌아가는 것을 염려해 초조해 해, 스스로 결말을 짓기 위해 하야토나 새롭게 닥터 옐로에 탑승한 류지를 지하 세계로 유인하지만 패배. 그 후 귀환한 구세대 에이전트 카이렌에 의해 가슴의 붉은 돌을 뽑히고 뱌코는 석화된다.뱟코의 석화를 알게 된 겐부는 뱟코의 뜻을 카이렌에게 전하기 위해 소오교쿠에게 대화의 시간을 달라고 부탁한다. 소오교쿠의 승낙을 얻자, 겐부는 스스로 신카리온을 알기 위해 인간계로 나갔고, 신카리온의 강점을 소격에게 보이기 위해 싸우다 일방적으로 공격을 받아 패배한다. 겐부는 지저세계로 돌아가지 못하고 현장 부근에 쓰러져 있다가 초진화연구소에 의해 보호받고, 처음엔 세류나 스자쿠를 생각하며 마음의 문을 닫았지만 하야토나 츠라누키와의 대화를 통해 태도를 누그러뜨린다. 대화를 위해 일단 지저세계로 돌아가고자 하지만 소오교쿠의 계략에 의해 거대 괴물체가 되어 대치한 하야토에게 가슴의 붉은 돌이 파괴되기를 바란다. E5 하야부사의 그란크로스 때문에 붉은 돌이 파괴된 겐부는 석화되지만 하야토는 자신들을 지키기 위해 겐브가 스스로 석화를 택한 것을 알고 통곡한다.
소오쿄쿠로부터 겐부의 석화를 전해들은 세이류는 소쿄쿠의 '겐부를 죽인 것은 신카리온'이라는 말의 진위를 가리기 위해 다시 인간세계로 향한다. 하야토에게 진실임을 확인하지만, 그 진의를 물을 새도 없이 소작의 계략에 의해 소환된다. 그 결과, 분노를 하야토에게로 향한 채 블랙 신카리온에서 하야토와 싸우게 되지만, E5×닥터 옐로와의 전쟁중에 정신세계에서 하야토와 대화한다. 세이류의 물음에 하야토는 「겐부는 동료다」라고 회답해, 대해서 하야토로부터는 「좋아하는 것은 무엇인가」라고 추궁받지만 세이류는 대답할 수 없었다. 싸움은 양기의 그란크로스와의 충돌이 되어, 패한 세이류가 하야토에게 「하야토들을 믿었던 자신의 기분을 믿는다」 「나도 신카리온을 좋아한다」라고 대답해 떠났다.하야토와의 결착의 후, 세이류는 지저 세계에는 돌아오지 않고 인간계를 방랑하고 있었다. 재회한 아즈사로부터 간청받는 형태로, 헤매면서도 클레어툴스의 전투에 고전하는 하야토들을 구원한다. 이로 인해 구세대의 에이전트 토라메로부터는 반역자로 단정되지만, 세이류 자신은 당분간 하야토들과는 일정한 거리를 유지하고 있었다. 후에 키트라르자스와의 결별을 결의해 하야토들과 공투, 적합율 상승에 수반해 진화한 블랙 신카리온 쿠레나이와 함께 오미야지부 소속의 신카리온 운전사로서 인정된다. 동시에 이 무렵, 공석이었던 N700A의 운전기사에 류지의 동생·키요스 타츠미가 맡고 있었다.
이후로는 세이류를 중개역으로 이자와의 대화가 시도되지만 카일렌 등의 방해로 무산된다. 카이렌(후에 본체가 아닌 카게무샤로 판명된다)과의 싸움에서 E5×500은 리미터를 해제한 초 그란크로스의 사용을 피할 수 없게 되었고, 그 결과 리미터의 역할을 담당하고 있던 샤숏트가 기능 정지해 버린다. 가게무샤와 교대로 탈출한 카이렌은 지상에의 선전을 포고해, 검은 화물열차로 도쿄역으로 향한다. 그 이전에 동일본에서는 소오쿄쿠, 서일본에서는 토라메가 동시에 출현하면서 신카리온 항공기들이 대응에 쫓기고 있으며, 무방비 상태였던 도쿄역에는 최종 방어수단인 중앙요격시스템이 전개된다. 소오쿄쿠·토라메도 물리치고 아직 땅밑 세계에 있던 E5 하야부사와 500 코다마를 제외한 모든 신카리온이 도쿄역에 집결하지만, 진정한 모습이 된 카렌 앞에 압도되어 갔다.한편, 지저세계의 하야토들은 이자 아래에 당도한다. 일찌기 8대 이사브로우의 이름으로 프로젝트 신카리온에 참가한 이자는, 옛 부하인 호쿠토 데미즈와의 재회를 완수한다. 이자는 인류와 키트라르자스 모두에게 신칼리온을 주고, 그 결과 창조될 미래를 보고 싶었다는 생각을 말한다. 그러나 카이렌은 자신이 심판자라고 해서 인류는 불필요하다고 생각하며 이자와 사상이 대립하고 있고, 이자는 카이렌을 말리는 소원을 담아 하야토에 'E5 하야부사 MkII'를 부탁하고, 스자쿠에게 하야토와 호쿠토를 도쿄역으로 보낼 것을 명령한다. 이자는 홀로 남겨진 홍수에 지저세계를 유지할 수 없음을 말하며 의미심장한 말을 던지며 피난을 촉구한 뒤 스스로 무너져 온 바위에 깔렸다. 지상으로 돌아온 하야토는 카이렌과 대치. E5 하야부사 MkII의 참전으로 호각이지만 카이렌의 방어를 무너뜨리지 못하고 공격수를 잃었지만, 돌연 부활한 샤숏트의 격려에 의해 형세 우위로 기울어진다. 마지막은 E5 하야부사 MkII와 블랙 신카리온 쿠레나이의 더블 그란크로스를 받아 카이렌은 넘어진다.
키트라르자스와의 전쟁은 끝났고 세이류-스자쿠 둘은 인간계에서 생활하고 있었다. 각지에 이전에 쓰러뜨린 거대 괴물체가 재출현 하는 사상도 산견되었지만, E5 하야부사 MkII를 주기체로 하는 오버크로스 합체의 효과도 있어 격파해 나간다. 카이렌과의 전쟁 후 실종됐던 소격은 카이렌보다 더 구시대 인간과의 공존을 모색하고 인간세계에 잠입한 에이전트 기린과 접촉하고 있었다. 소오쿄쿠는 블랙 신카리온을 복제한 '블랙 신카리온 넘버스'를 구사해 세이류에서 오리지널 블랙 신카리온 홍을 강탈한다. 이로 인해 세이류는 하야토들과 화해한 후의 기억을 잃어버리게 되지만, 시노브로부터(일시 대체기로서 운용되어 현재는 예비기로서 보관되고 있었다)E3 츠바사 아이언윙을 빌려 다시 찾아온 넘버스와의 싸움에 임해, 싸움 속에서 기억을 되찾아 갔다.키린과 쌍격은 겉으로는 협력했지만 속내는 달랐다. 기린은 타인의 운전기사 적합율을 어느 정도 추측할 수 있는 아즈사의 자신있는 능력에 주목해 협력 관계에 맞은 과학 산업성에 근무하는 쿠라시키 야쿠모가 초진화 연구소 사령원의 후타바의 소꿉 친구인 것을 이용해 접촉. 하야토 등 운전사에게 '신카리온으로 세계를 이끌기' 위해 시련을 주고 있었다고 밝혀 협력을 요구하지만 거부당하자 표변해 초진화연구소 각 지부에 넘버스를 보내고 자신은 블랙 신카리온 오거에 탑승해 도쿄도청으로 이동해 일본 정부와의 협상을 요구했다. 이 건에 의해 지금까지 일반적으로는 은닉되어 있던 신카리온의 존재가 드러난다. 한편, 소격은 이때 아즈사를 손아귀에 넣으려고 유괴를 획책하지만 아즈사들을 '손님'으로 대접하는 기린에 의해 일격을 받고 사라진다.
하야토와 E5 하야부사 MkII는 새롭게 호쿠토가 탑승한 923 닥터 옐로와의 오버크로스 합체(E5 MkII×923 닥터 옐로)에 의해 키린과의 결전에 도전하지만 호각의 형세였다. 야쿠모로부터 블랙 신카리온을 돌려받은 그는 키트라르자스끼리 결판을 내기로 하고 기린을 억지로 지저세계로 밀어넣어 출입구를 파괴하고 외계와의 접속을 끊었다. 단합 각오의 결전에 도전하는 세이류였지만, 마찬가지로 코린에 협력하고 있던 야쿠모의 아버지·쿠라시키 이즈모가 CEO를 맡고 있던 쿠라시키중공이 부설하고 있던 지하 선로를 이용해 달려온 하야토등의 설득에 번복해, 협력해 기린을 토벌할 결의를 굳힌다. 스자쿠로부터 럭스베테를 제공받은 하야토와 세이류는, 블랙 신카리온 오거를 나고야 지부로 전송. 신카리온 전기가 집결해 최종 결전으로 돌입한다.라이징 모드를 전개한 블랙 신카리온 오거의 힘은 압도적이며, 신카리온은 한때 전기 철수를 피할 수 없게 된다. 블랙 신카리온 오거는 나고야 지부를 탈출해 국회의사당을 목표로 하지만, 고속으로 비행하는 블랙 신카리온 오거를 따라잡을 수단이 없고, 의지하는 룩스베테는 나고야 지부에의 전송으로 다 쓰고 있었다. 그러나, 연구소내에 극히 약간 보관되고 있는 것이 생각나, 또 사람들이 「협력」하는 것으로 증식하는 것이 판명. 사람들은 지금까지 신카리온의 일체가 은닉되어 있어 불안과 의심을 품고 있었지만, 아즈사가 지금까지 촬영 편집하면서도 공개되지 않았던 동영상을 공개하면서 불식되고 세간의 지지와 협력을 얻는 데 성공해 많은 양의 룩스베테가 확보된다. 스자쿠는 나고야 지부와의 사이에 직통선로를 만드는 것을 시도하지만, 너무 막강한 힘을 제어하지 못했으나, 룩스베테의 증식으로 부활한 겐부나 뱟코의 협력을 얻어 이루어낸다.
블랙 신카리온 오거에 따라잡은 신카리온 각 비행기는 일제 공격을 개시하고, 마지막에는 E5 MkII×블랙 신카리온 쿠레나이의 공격에 의해 블랙 신카리온 오거는 쓰러진다.

### 극장판의 스토리
속삼가가 속 스기 하야토가 훗카이도에 가족 여행 때문에 짐 준비를 하고 있다.하야토는 자기 방의 옷장에서 아버지 호쿠토가 어린 시절에 " 초진화 속도""장거리 해저 터널"등을 그린 노트를 발견하는데, 그 중 1페이지가 찢겨져서 있는 것을 신기하게 생각한다. 홋카이도로 향하는 도중 세이칸 터널을 통과할 때 노트의 얘기, 아버지도 철도를 좋아하는 소년이었음을 하야토는 확신한다. 라야 마 고원 스키장을 찾은 하야토는 라이브 이벤트에서 부르는 미쿠와 재회한다. 속삼 가족과 담소하는 미쿠는 이전 출현했지만 이내 자취를 감춘 "고질라 같은 모습의 괴물체"가 스키장 근처에 다시 오는 것을 확인한다. 하야토와 호쿠토는 "눈의 고지라"으로 명명된 괴물체에 대응하기 위해 홋카이도 지부에 급행하다 신 카리온에서 출격하는데, 그 강대한 힘에 압도되고 하야토가 고질라가 쏜 빔 상태의 빛의 입자의 직격탄을 맞아 각은 하야토를 구할 수 있도록 손을 뻗어 빛의 입자로 진입한다. 한편 그 무렵, 오미야 지부에서는 신카리온을 떠나서 고향에 돌아온 아키타·츠라누키, 시노부가 모아졌고 세이류를 포함한 4명으로 모의 실험 장치 검사를 받지만 누구도 신형 신 카리온에는 적합하지 않았다.
정신을 잃었다 하야토는 홋카이도 지부의 의무실에서 깨어나지만 옆 침대에는 낯선 소년이 잠들어 있었다. 후타바와 히비키로부터 상황 설명을 받은 하야토는 그 낯선 소년이 현장 근처에서 발견된 것, 회수된 923 닥터 옐로우가 무인도 있다는 것을 알게. 하야토는 오미야 지부에서 급행한 4명과 가래 나무, 미루우 지와 대면하지만 마음대로 시뮬레이터를 사용한 사례의 소년이 적합자임이 발각한다. 신형 신카리온은 누구인가를 묻는 아키타들에게 홍수는 코끼리와의 전쟁 3개월 후에 우주의 거대 인공물이 지구에 가고 있음이 발각된 것에서 개발 중이던 "ALFA-X"의 개발을 서두르고 있던 것과, 지금부터 몇달 전에 홋카이도 신칸센 연신을 위한 터널 굴착 공사 중 발견된 지하 공간에서 완성된 ALFA-X가 발견되고, 동시에 초진화 연구소 오미야 지부의 ALFA-X개발 데이터에 실행 데이터가 추가 기재한 것을 밝히고 만일에 대비해서 ALFA-X의 운전사를 찾을 필요가 있었다고 설명했다. "ALFA-X"에 적합한 소년의 신원을 찾으려는 하야토는 그 어조가 여동생인 하루카에 닮았다는 사실을 알고 아버지·각 도의 어린 모습임을 깨닫는 난감하다. 중학 수험을 앞두면서"철도 좋아합니다"임에 망설였다 소년 호쿠토는 그 사실을 토로, 그 미혹을 하야토에 긍정된 일로 마음을 허용한다. 갖고 있던 노트에 "철도 노선의 꿈"을 그리고 1쪽을 찢어 하야토에게 건넸다. 그래도 속내는 망설이던 하야토이었지만 어머니 사쿠라에서 " 믿고 기다려"이라고 격려했다.
홍수의 설명했다"우주의 거대 인공물"의 정체는 메트로폴리탄 바른 엽란.우주로 흩어진 키트라르자스의 일파 '발할란'의 본거지로, 리더 나하네가 이끄는 시공간을 조종하는 '빛의 입자'를 가진 종족으로, 빛의 열차에서 변형되는 빛의 기계신 '발돌'을 가지고 있었다.오다와라역 부근에 빛의 열차가 출현해 N700A·800·트리니티가 출격하지만, 「빛의 입자」의 힘으로 과거의 시대·장소에 전송 되어 버려 연락 불능 상태가 된다.이어서 이와테현내에 블랙 신카리온 오거가 출현, E5·E6·E3·H5·블랙 신카리온 쿠레나이와 류지가 탑승하는 923 닥터 옐로우가 출격하지만, 이쪽도 「빛의 입자」의 힘으로 다른 시대·장소로 전송되어 버린다.
하야토가 소년 호쿠토를 찾자 ALFA-X의 앞에 있었다. 소년 호쿠토는 세이칸 터널의 존재에 의해 자신이 과거로부터 온 것, 자신이 하야토의 아버지인 것을 파악하고 있었다. 그리고 하야토와 가족들을 슬프게 하지 않기 위해서라도 자신은 원래의 세계로 돌아가길 원하고 이를 위해 ALFA-X를 타야겠다고 결심한다. E5 MkII와 ALFA-X는 빛의 열차와 발하랑이 다가오는 도쿄역으로 급행하지만 다시 빛의 입자의 힘으로 다른 시대와 장소로 전송된다. 하지만 이는 나하네나 뒤에서 조종하던 소쿄쿠에게도 계산 밖이자 나하네의 측근 오하네프에 의해 즉각 소환되지만 하야토 자신은 다른 차원의 일을 떠올리지 못했다. 발할랑 속에서 하야토는 나하네와 대치하고 있고, 나하네는 지구에 소망을 이룰 힘이 있다는 메시지를 받았다며 인류로부터 지구를 빼앗을 것을 선언한다.직후 ALFA-X는 조종되어 E5 MkII에 대해서 공격을 개시, 소년 호쿠토는 스스로의 노트를 찢어버리는 것으로 「신카리온 그 자체」의 존재를 지우고 하야트를 구하려고 하지만 하야토에게 설득되어 단념한다.여전한 E5 MkII의 궁지는 달려온 겐브의 E5에 의해 구원된다.
한편으로 쌍격의 앞에는 거대 괴물체화한 토라메가 가로막는다. 무슨 생각이냐고 묻는 뱟코에게 소우격은 신카리온과의 최종 결전 후 우주로 흩어진 키트라르자스에 대해 지구를 떠나야 했던 문제는 해소됐다는 메시지를 보냈고, 그에 가장 먼저 답한 사람이 바로 발하랑이었음을 답한다. 발할랑은 발돌의 완성을 위해 미래의 기술을 원하고 있고, 이에 대해 소격은 개발중인 ALFA-X의 존재를 제공하고, 발할랑은 원하는 기술이 "미래 완성될 ALFA-X"에 탑재되어 있다고 답했지만 충분한 양의 "빛의 입자"는 남아있지 않으며, 우연히 그 무렵 땅속에 묻혀있던 방대한 "빛의 입자"를 인류가 계속 파낸 후 "발랑 X-X"를 인류가 다시 한번 파내려가고 있다.
나하네는 발도르를 불러들여 ALFA-X를 수중에 넣고, 빛의 열차로 변형해 도쿄역으로 향한다. 대응할 수 있는 신카리온이 없는 도쿄역에서는 중앙 요격 시스템을 전개, 빛의 열차는 중앙 요격 시스템 안으로 유도된다. 한편 하야토들은 발하랑 속에 남아 있었으나 검은 입자의 영향으로 망각했던 다른 차원의 사건들을 떠올리며 사라진 다른 신카리온들도 다른 차원에 있는 것이 아닌가 추측했다. 발하랑 상공의 빛 집합체를 파괴하면 신카리온 전기가 귀환하면 일제히 중앙 요격 시스템을 목표로 한다. 재차 변형한 발들에 대해 전기(電機)가 필살기를 사용하지만 통용되지 않았다.
그 찰나, 블랙 신카리온 오우거 도쿄역에 내습. 타고 있던 것은 소쿄쿠로부터 기체를 탈취한 뱟코이며, 도착 즉시 블랙 신카리온 쿠레나이과 오버크로스 합체하여 그 공격으로 ALFA-X의 해방에 성공한다. ALFA-X가 해방되자마자 E5 MkII와 오버크로스 합체하며 일기가성으로 돌아섰지만 빛의 입자에 의해 지켜진 발들은 견고했다. 하야토는 반대로 빛의 입자를 이용해 발도르를 쓰러뜨릴 생각을 하고, 스자크에서 전송된 검은 입자를 이용해 빛의 입자를 증폭시키고, 끝내는 알티메트그랑크로스로 발도르를 격파한다.
싸움이 끝나자 소년 호쿠토는 자취을 감추고 있었다. 어른 호쿠토와의 재회를 기뻐하는 하야스기 일가. 하야토의 옆에는 소년 호쿠토로부터 건네받은 노트의 한 페이지가 남아 있었다.

### TV 애니메이션 제2기의 스토리
키트라르자스와의 전쟁으로부터 몇년후. 오카르트를 좋아하는 초등학생 아라타 신(김신)은 언론인을 지망하는 언니, 아라타 아유(김아영)가 모두 우스이고개 철도문화마을을 방문했었다. 여행의 목적은 구마루야마 변전소에 나타난 우주인으로 보여지는 수수께끼의 그림자의 정체를 찾는 것이었지만 성과는 얻지 못하고, 오기노야에서 점심을 먹고 있었다. 남매간에 「꿈」에 대해 의견을 나누고 있으면 그것을 듣고 있던 달리기꾼에게 얽히게 되지만, 있던 소년 우스이 아부토(윤치상)와 카메라맨, 묘우죠노 아케노(명아라)의 도움을 받게 된다. 아부토는 어떤 호출에 응해 서둘러 자리를 뜨지만, 아부토가 가진 소형 로봇에 흥미를 가진 신하 아부토를 추적하면서 다시 우스이고개 철도문화마을로 들어간다.
일반적으로는 은닉되어 있었지만 우스이고개 철도문화마을 지하에는 『신칸센 초진화연구소 요코가와지부』가 존재하고 있어, 거대 괴물체의 대응에 쫓기고 있었다. 아부토는 스스로 강화·개조를 담당한 신카리온 Z E5 하야부사 등에서 거대 괴물체와 싸우기 위해 달려오지만, 취약률 때문에 E5 하야부사는 가동하지 못했다.한편 아부토를 쫓아 격납고에 잠입한 싱은 눈앞의 신카리온이 몇 년 전 의문의 괴수와 싸웠다고 알려진 정체불명의 신칸센형 로봇 테츠도우다의 정체라고 확신한다. 현장 근처의 일반인(아케노)에게 거대 괴물체가 다가오지만 신카리온은 출동하지 않고, 속을 끓이던 신은 아브토에게 「신카리온은 세계를 구하는 것이 아닌가」라고 다그친다. 그 때, 아브토가 가지는 소형 로봇·스맛토(스마트)의 계측기가 신의 높은 적합율을 표시한다.망설이는 와중에도 싱에게 희망을 건 아부토는, 부팅에 필요한 Z기어를 건네준다. E5 하야부사로 출동한 싱은 아부토와 스맛토의 도움도 받으며 거대 괴물체를 격퇴하는 데 성공한다.
정식으로 E5 하야부사의 운전사가 된 신은 E235 야마노테와의 Z 합체에도 성공해 강화된 거대 괴물체도 물리친다. 그 후에는 같은 운전기사가 된 오마가리 하나비(오성화)의 E6 코마치, 토가쿠시 타이쥬(장대수)의 E7 카가야키과도 협력해 거대 괴물체를 격퇴해 나간다. 싸움을 통해서 지하 공간에 「검은 결정체」( 「블랙 스톤」 「쐐기돌」등으로 호칭.이하 '블랙스톤'이라고 한다)의 존재가 발각되어 적대하는 테오티를 자칭하는 집단에서 목적이 이 블랙스톤의 파괴임이 판명된다. 싸움의 격화에 대비해 주요 멤버의 오미야 지부 전속이 결정되지만, 그런 때에 테오티의 와다 츠미의 요코가와 지부에의 잠입을 허락해 버린다. 신은 힘겹게 이를 격파하지만 와다츠미는 떠나려는 시점에 선전을 포고한다. 신들은 오미야 지부로 전속되어, 나카스 야마카사(나정욱)의 800 츠바메, 안죠 나가라(안도준)의 N700S 노조미, 아라시야마 긴가(류은하)의 500 코다마와 각지에 신카리온 Z나 자이라이너의 배치는 진행되는 한편, 개발의 키맨이었던 아부토는 「실종한 아버지를 만나러 간다」라고 말하고 사라진다. 아부토가 떠난 지 얼마 되지 않아 적대적인 검은 신카리온(다크 신카리온)이 나타나고, 신은 전쟁 중에 다크 신카리온을 타는 것은 아부토가 아닌가 생각한다. 절친한 친구 아부토의 적대로 인해 스맛토는 당황하여 아부토의 기억을 봉쇄하려 하고, 한때 신의 E5는 적합률 부족 상태가 되어 Z 합체를 할 수 없는 상태에 빠진다. 신의 협력에 의해, 스맛토는 신과 함께 아부토를 되찾을 결의를 굳히고, 때를 같이해 오미야 지부를 습격한 와다츠미의 요격에 다시 Z합체에 성공함과 동시에 적합율 상승에 의해 E5 야마노테는 각성한다. 이에 따라 와다쓰미는 격퇴되고 와다츠미는 온몸을 붉은 결정으로 뒤덮여 활동을 정지한다.

## 등장인물

### TV 애니메이션 제1기

#### 파일럿 / 운전사
완구판에서는 파일럿, 애니메이션판에서는 운전사로 표기되어 있다.
하야스기 하야토(速杉 ハヤト)
성우 - 사쿠라 아야네 / 김현미 (극장판 토미카 하이퍼레스큐 드라이브헤드 한국 더빙판)
본작의 주인공. 사이타마현 사이타마시 오미야구에 거주하고, 오미야 초등학교에 다니는 초등학교 5학년(제65화부터 초등학교 6학년)의 소년. 신카리온·E5 하야부사 → 신카리온 E5 하야부사 MkII 운전사 2007년 10월 17일생의 10살 → 11살 (제41화 이후).
철도 동호인(특히 승철, 음철) 특히 신칸센이 좋다. 신칸센(신카리온)을 좋아하는 놈 중에 나쁜 놈은 없다고 단언할 정도로 신칸센을 각별히 사랑하고 있으며(이것은 블랙 신카리온조차 예외는 아니다), 사물을 비롯하여 수치나 가능성 등을 여러 가지로 신칸센이나 철도에 비유하는 버릇이 있다. 또 각지의 신칸센을 타는 것을 아주 좋아해, 특히 처음 타는 노선·차량의 경우는 「오오오오, ○○신칸센·○○계 데뷔다!」 등이라고 외치는 버릇이 있다. 반면 고소 공포증 때문에 비행기를 타본 적이 없다. 그러나 레이와의 패러글라이딩 특별훈련과 아키타와 츠라누키의 조언으로 이를 극복하고 있다. 아버지 호쿠토와 같은 신칸센 운전사가 꿈. 책임감이 강하고, 「나는 시간이라고 한 것은 지키는 남자, 그러니까」가 말버릇.
애니메이션판에서는, 아버지·호쿠토의 태블릿에 들어가 있던 게임 앱으로 위장한 시뮬레이터 「신카리온·심」으로 높은 스코어를 때려내고 있던 것, 샤숏트에 의한 적합율의 판정이 96.5%로 매우 높았던 적도 있어, 「아버지에게 힘이 되고 싶다」라고 스스로 지원해 E5 하야부사의 운전기사로 기용된다.
완구판에서는, 살고 있는 장소는 가공의 「신사이타마시」로 되어 있다. 또 연고지애가 강해 현지 유소년축구단에 소속돼 있다. 초진화 연구소에 헤매었을 때, 호쿠토에게 운동 신경을 인정받아 파일럿으로 발탁되었다고 하는 캐릭터 설정이 되어 있다.
애니메이션판에서의 캐릭터 디자인에 관해서, 담당하는 아오노 유카는, 감독 이케조에 타카히로로부터 「하야토는 「캡틴 츠바사」의 오오조라 츠바사와 같이 솔직하고 곧고, 신칸센을 뒤쫓는 테츠오타입니다」라는 지시가 있어, 아오노는 「하야토는 상쾌한지 어떤지 혼란했지만, 실제는 신칸센을 좋아하는 좋은 아이로 침착했다」라고 말하고 있다.
오가 아키타(男鹿 アキタ)
성우 - 누마쿠라 마나미
아키타현 기타아키타시 아인지구 출신의 초등학교 5학년(제65화부터 초등학교 6학년) 소년. 신카리온 E6 코마치의 운전기사. 2007년 7월 8일생의 10살 → 11살 (제27화 이후).
조상 대대로 마타기 가문에서 전국 수준의 실력을 가진 경기 빔 라이플 선수. 세계 빔라이플선수권에서 세계 1위가 되는 것이 꿈. 적합률은 85.6%. 냉정 침착한 성격으로 사물의 이해가 빠르고, 「이야기는 읽을 수 있었다(상황에 의해서 「읽을 수 있다」나 「읽을 수 있다」의 경우도 있다)가 말버릇. 단지, 자신의 기분을 솔직하게 말로 하는 것은 별로 없다. 단 음식은 좋아해 보통은 표준어로 말하지만 같은 도호쿠 지방 출신인 시노부와의 대화에서는 말씨에 사투리가 나온다.
신카리온·심에서 고득점을 내고 있었지만, 아케이드판이었기 때문에 초진화 연구소의 눈에 띄고는 있었지만 개인은 특정되어 있지 않았다. 그 인물을 찾기 위해 하야토가 아키타시까지 향했을 때 우연히 만났고, 게다가 경기빔 라이플 대회에 참가하기 위해 승차한 도쿄행 코마치의 차내에서 하야토와 옆자리가 된다. 그 후, 센다이역에서 자신의 스마트폰을 가지고 가버린 하야토를 뒤쫓아 하야토가 조종하는 E5 하야부사에 탑승해 버려, 신카리온의 존재를 안다. 그 때에 전투중의 하야토를 적확하게 서포트한 것과 적합율의 높이로부터 신카리온의 운전기사가 되는 것을 요청받아 경기 빔 라이플에 전념하고 싶다고 하는 이유로부터 한때는 거절해도, 대회를 2위로 끝내 아키타로 돌아가려고 하고 있었을 때에 말한 하야토의 「누군가가 거리를 지키기 때문에, 누군가의 꿈이 연결된다」라고 하는 말에 감화되어 E6 코마치의 운전기사가 된다. 이를 계기로 하야토가 다니는 초등학교로 전학해 하야토와 같은 반 친구가 된다. 교실에서의 자리는 하야토의 바로 앞. 또, 오미야 지부의 기숙사에서 살게 되고, 츠라누키가 오고 나서는 그와 같은 방에서의 공동 생활을 보낸다.
완구판에서는 '유우 아키타(바로 아키타)'라는 이름으로 기본적인 캐릭터 설정은 애니메이션판과 거의 비슷하지만 조종사가 되기 전에는 사격 솜씨를 발휘할 수 있는 장면이 적었다. 벌집에 산이 태워졌기 때문에 동물이 없어져, 자신과 할아버지를 제외한 주위가 마타기를 그만둔 것으로부터 고독을 안고 있었지만, 하야토와 관철이라고 하는 「신카리온 동료」를 얻어 훌륭한 조화를 발휘해 나간다고 하는 설정이 되어 있다.
아오노는, 이케조에로부터 「 「초기 멤버 중에서는 미남이지만, 키요스 류지가 등장하기 전까지는 대단한 쿨하지 않습니다」라고 설명이 있었다」라고 말하고 있다.
다이몬야마 츠라누키(大門山 ツラヌキ)
성우 - 무라카와 리에
이시카와현 가나자와시 출신의 초등학교 5학년(제65화부터 초등학교 6학년)의 소년. 신카리온·E7 카가야키 운전기사. 2007년 11월 27일생의 10살 → 11살 (제47화 이후).
건설업체 다이몬야마 건설의 대를 잇는 아들. 적합률은 84.5%. 가나자와 토목왕을 자칭하며 친정인 다이몬야마 건설을 일본 굴지의 종합 건설사로 만드는 것이 꿈. 터널이나 굴할과 같은 건축물을 좋아하는 토목, 지형 매니아. 의로운 성격의 열혈한으로, 「정말 ○○다!」라는 말을 입에 달고 산다. 또, 전투중의 기합등 무엇인가에 있어서 「내가 좋아하는 넉자 숙어는, 「○○○○」이다!」 라고 사자성어를 쓰는 버릇이 있다. 호탕하고 거친 성격으로 윗사람에 대해서도 대등하게 대등하게 대하기 위해 데미즈를 '데미즈의 남편', 후타바를 '누나' 또는 '후타바의 누나', 혼죠를 '앙짱' 또는 혼죠의 누나, 미시마를 히비키 누나라고 부른다.
가족 구성은 다이몬야마 건설 사장인 어머니 미스즈, 여동생 카가리, 남동생 겐로쿠 등 4인 가족. 선대 사장이었던 아버지가 먼저 가는 바람에 그의 아내인 미스즈가 사장을 물려받았다. 어머니 미스즈가 엄격한 성격 때문에 그녀에게는 머리를 들 수 없다. 또 다이몬야마 건설 임직원들은 젊음으로 불리며 흠모습을 받고 있다. 아이돌 유닛 「슈퍼·스파이스」의 결성 당초부터의 광팬으로, 특히 이나호를 추천하고 있다.
신카리온 심에서 높은 점수를 받아 출수가 직접 스카우트에 나서고 있다. 그 후, 초진화 연구소·동일본 지령실 이시카와 지부에서 대략적인 강의를 받고 나서 초진화 연구소로 향해, 설득 교섭을 위해서 도쿄 관광의 안내역을 맡은 하야토등과 오미야역에서 만난다. 당초는 운전기사가 되는 것을 완강히 거부했지만, 출격한 하야토들의 고전하는 모습을 보고 일시적으로 E7 카가야키 운전기사가 된다. 이후에도 어머니를 도와 가업인 건설회사 일에 전념하기 위해 신카리온 운전사의 권유를 새삼 거절하다 속마음은 하야토들과 함께 싸우고 싶었고 사정을 알게 된 미스즈가 집안 일 따위는 신경쓰지 말고 아이는 아이답게 자신이 하고 싶은 일을 하라고 질타, 안전제일만은 지키겠다는 약속을 주고 받으며 보내져 정식으로 E7 카가야키 운전사와 카가야키 가가. 이를 계기로 하야토와 아키타가 다니는 초등학교로 전학을 가서 하야토 등과 같은 반 친구가 된다. 교실에서의 자리는 하야토 바로 뒤. 오미야 지부의 기숙사에서 아키타와 같은 방에서 공동 생활을 보낸다.
완구판에서는 「마에다 관철(앞이다 관철)」이라고 하는 이름으로, 기본적인 캐릭터 설정은 애니메이션판과 거의 같지만, 태블릿을 잘 다루는 디지털 덕후라고 하는 일면을 가진다. 마에다 도시이에의 자손으로, 뛰어난 힘을 가져, 가라테 대회에서 우승하는 실력을 가진다. 기모노 모티브의 고풍스러운 자작 의상을 입고 있다. 이 코믹컬라이즈에서는 가업이 건설회사지만 그다지 부유하지 않아 자택 겸 사무실은 성의 천수각풍 벽보로 체면을 유지하고 있다. 애니메이션판과는 반대로 부친이 있어 어미가 「~요」가 되는 독특한 어조로 이야기하고 있다. 관철에 대해서는, 기모노를 사 준 이후 「아무것도 사 줄 수 없다」라고 흘리고 있다고 하는 설정이 되어 있다.
이케조에로부터의 오더는, 「주인공이 될 것 같은 느낌」이라고 설명이 있고, 아오노는 「자신이 시청한 1990년대의 왕도로봇 애니메이션에서는, 주인공과 미남에 이은 3명째는 덩치가 좋은 녀석이기 때문에, 처음 쓴 디자인은 건장한 체격이지만, 주인공이 같지 않았다고 생각해 고쳐 쓴 것이 결정고가 되었다」라고 말하고 있다.
츠키야마 시노부(月山 シノブ)
성우 - 요시무라 나나미
야마가타현 요네자와시 출신의 초등학교 4학년(제65화부터 초등학교 5학년) 소년. 신카리온 E3 츠바사 및 신카리온 E3 츠바사 아이언 윙 운전기사. 2008년 12월 20일생의 9살 → 10살 (제50화 이후). 평균 적합율은 79%. 야마가타 사투리가 섞인 말투로 말하다.
대대로 내려오는 닌자 집안에서 본인도 수리검에 무게를 두고 있는 쓰키야마식 닌술의 전승자. 탐정이기도 한 할아버지 밑에서 닌자로 수행 중. 그래서 크리스마스 자체를 모르고 자랐다. 일시적으로 운전한 E3 츠바사 아이언윙이 홍수로부터 자신에게의 크리스마스 선물로 준비되어 있던 기체였다고 알려지면서 크리스마스를 매우 좋아하게 되었다.
와일드보어에 몰린 아키타를 도왔고 이후 할아버지 댁에서 아키타에게 꿩소바를 대접할 때 서로의 출신지를 밝히고 사투리로 대화하면서 아키타와 신뢰를 쌓고 있다.
야마가타 분실의 소속이지만, 오미야 지부에 정기적으로 체재하고 있어, 체재시는 하야토들과 행동을 함께 하고 있다. 초진화 연구소의 기숙사는 11세 이상이 아니면 기숙사할 수 없기 때문에, 오미야 지부에의 전속은 하고 있지 않다.
이케조에로부터의 오더는 「닌자」라고 설명이 있어, 설정을 물은 아오노는, 「당초의 디자인은 개그 노선이었지만, 귀여운 계열로 하고 싶어, 현재의 디자인으로 결정되었다. 호쿠토와의 관계를 느껴 머리 모양과 표정의 일부를 보냈다」라고 말하고 있다.
키요스 류지(清洲 リュウジ)
성우 - 오사카 료타 / 나이토 유미 (초등학생기)
아이치현 나고야시 거주의 중학교 2학년(제65화부터 중학교 3학년)의 소년. 신카리온·N700A 노조미 → 신카리온 닥터 옐로의 운전기사. 2005년 2월 8일생 13살 → 14살 (제58화 이후). 적합률은 최대 97%로 하야토 다음으로 높다. 「실수하지 마!」라고 하는 것이 입버릇.
세남매 중 장남으로 남동생 타츠미와 여동생 미유가 있다. 돌아가신 아버지 치쿠마의 친구 하야토의 아버지 호쿠토에게 적합률을 알아봐 달라며 아버지가 건드려온 신카리온 운전사를 자원했기 때문에 호쿠토가 직접 지도를 해 운전사가 된다.
시즈오카 현내에서 N700A 노조미의 시운전 중이었으나 도쿄역에 거대 괴물체가 나타났다는 연락을 받고 급파됐다.
자신보다도 어린 하야토들의 지금까지의 전투 경험을 인정하면서도 그다지 신뢰하지 않아 함께 싸우기를 거부했지만 하야토가 어머니 사쿠라 얘기를 한 뒤에는 자신의 어머니 카에데와 겹친 탓인지 스스로 하야토들에게 협력하여 싸우고 있다. 그 후로도 함께 싸우는 것에 난색을 표했는데, 이것은 초등학교 때 카에데로부터 「연장자로서 연하의 사람을 지키지 않으면 안 된다」라고 교육받고 있어 하야토들을 신뢰할 수 없었기 때문이었다. 그러나, 입원중의 카에데와 간호사의 말이나 블랙 신카리온과의 전투중에 하야토로부터 「서로를 믿지 않으면 아무것도 할 수 없다」라고 들은 것에 의해서 서로를 믿는 것의 중요함을 깨닫게 되어 하야토들에게 적확한 어드바이스를 해 그들과 공투한다.
지하 시험장에 있어서의 블랙 신카리온·버서커 모드와의 싸움에서 왼쪽 어깨를 부상당한 이후는 당분간 전열로부터 멀어져 그 동안은 임시로 하야토가 나고야 지부에 파견되는 등 하고 있었지만 무사히 회복해 복귀해, 제38화 이후는 새롭게 개발된 신카리온·닥터 옐로로 출격한다.
어려서부터 격투기(가라데)를 하다 보니 신카리온 전투 때도 기본은 맨주먹으로 싸운다. 아버지 치쿠마를 일찍 여의고 어머니 카에데가 장기 입원해 있어 좋아하는 가라데를 그만두고 꿈을 접어야 했던 과거가 있다.
애니메이션 제2기에서는 제11화부터 등장. 적합율이 낮아졌기 때문에 나고야 지부의 임시 지도원 대리가 되어, N700S 노조미의 운전기사 후보로서 안죠형제를 지도하고 있다.
키요스 타츠미(清洲 タツミ)
성우 - 히노 유미
아이치현 나고야시 거주의 초등학교 6학년(제65화부터 중학교 1학년)의 소년으로, 류지의 남동생. 54화부터, 류지가 닥터 옐로우로 갈아 타는 바람에 운전기사가 부재중이던 신카리온·N700A 노조미의 운전기사가 된다. 적합률은 86.5%.「무슨 일이야」라고 하는 것이 입버릇.
항상 류지의 등을 쫓고 있어 강해지려는 생각을 가진다. 형과는 달리 장난스럽고 밝고 사교적인 성격으로 첫 대면인 아즈사, 긴죠, 다카토라와도 금세 친해진다. 식욕이 매우 왕성하고, 신바람이 나기 쉬우며, 그 일로 자주 류지에게 꾸중을 듣는다.
류지의 영향을 받아 가라데를 배우기 시작해, 형에게 뒤지지 않을 정도로 두각을 나타내, 지구 대회에서 우승할 정도의 솜씨를 가진 실력자이며, 하야토가 나고야 지부에서 류지로부터 가라데의 특훈을 받을 때에도 동반하고 있다.
청의 가로되 유우쇼(BOYS AND MEN)가 캐릭터의 초기 모델이라고 했다.
하츠네 미쿠(発音 ミク)
성우 - 후지타 사키
홋카이도 삿포로시 출신의 초등학교 5학년(제65화부터 초등학교 6학년) 소녀. 신카리온 H5 하야부사의 운전사. 신카리온 운전사로 유일한 여자. 안경쟁이.
성격은 스토익하고, 운동은 물론 공부도 잘하는 위원장 타입. 또 통찰력도 뛰어나고, 합동연습 시에 류지가 하야토와 콤비를 했을 때, 하야토의 힘이 활용되지 않았던 것이나 류지가 옛날 가라데를 했던 것을 간파하고 있다. 특기는 검도. 일찍이 세이칸 연락선으로 운항되었고, 현재는 하코다테항 내에 기념관으로 계류 전시되어 있는 마슈마루가 너무 좋아요. 다만, 신칸센은 물론 철도에는 흥미가 없고, 하야토가 가르칠 때까지 E5계와 H5계의 차이를 몰랐다.
운전사로서의 자질은 뛰어나지만 멀미가 잘 나는 약점을 지녔다. 하야토들에 대해서는 처음엔 신랄한 태도로 대하고 있어 컨디션 관리를 소홀히 하다 감기가 악화돼 쓰러진 하야토를 운전사 실격이라고 평가한다. 이후 멀미를 이유로 H5 하야부사의 운전을 하야토에 넘기려 하자 하야토는 "그래서 임무를 포기하다니 그야말로 운전사 실격"이라고 했고, 게다가 하야토가 몸 상태가 좋지 않아 바로 출동하려 했기 때문에 그에게 운전사 실격이라고 말한 것을 사과한다. 로프 스파이더 II와의 재대결로 다시 멀미가 날 것 같지만, 소야의 조언을 생각해 내 멀미를 극복해, 하야토와 함께 로프 스파이더 II를 쓰러뜨린다. 이후 하야토들과는 마음을 터놓고 있어.
이름 그대로 VOCALOID 하츠네 미쿠(하츠네 미쿠의 미디어 전개 참조)를 모티브로 한 캐릭터로 목소리는 하츠네 미쿠의 음성 데이터 제공자인 후지타가 맡고 후지타가 아프레코한 음성을 하츠네 미쿠의 발매원인 클립톤 퓨처 미디어가 음성 합성해 미쿠의 형태로 음성화하는 시도가 이뤄지고 있다. 또 운전할 때 착용되는 파일럿 슈트는 하츠네 미쿠의 기본 코스튬을 모티브로 했다. 더욱이 첫 등장인 15화에서는 하코다테역 앞 모브 캐릭터로서 다른 보컬로이드들(카가미네 린·렌, 메구리네 루카, MEIKO, KAITO)도 등장하고 있다. 덧붙여 후지타는, 하츠네 미쿠와 발음 미쿠는 다른 사람이라고 말하고 있다. 극장판에서는 3D에 의한 라이브 씬이 있어, 하츠네 미쿠의 발매원인 클립·퓨쳐·미디어 스스로가 제작을 다루고 있다.
「신카리온 캐릭터 인기 투표」에서는 1위를 하고 있다. 인형과 피규어, 넨도로이드 등이 판매되고 있다.
오오조라 레이(大空 レイ)
성우 - 마츠이 에리코
후쿠오카현 기타큐슈시 출신의 초등학교 3학년(제65화부터 초등학교 4학년) 소년. 신카리온 800 츠바메의 운전기사. 2009년 8월 30일 생의 8살 → 9살 (제34화 이후). 운전 기사 중에서는 최연소. 평균 적합율은 83%.
아버지가 JAXA의 다네가시마 우주 센터에서 근무하기도 해서 우주인이 되는 것이 꿈이다. 어른이 될 때까지 키 제한인 158cm에 키를 키우기 위해 우유를 마시거나 멸치로 칼슘을 섭취하고 있지만 아직 성과는 나타나지 않고 있다. 양 귀에 커프스 귀걸이, 목부터 인식표 모양의 목걸이를 달고 있다. 겁 없이 혼자 덤비는 일이 많아 오히려 몸을 위험하게 할 수 있다.
로봇공학의 초천재아로 자신이 설계한 800 츠바메의 개발에 종사하고 있다. 하야토가 신칸센에 대해 뜨겁게 말하듯이 가끔 로봇에 대해 열변을 하지만 하야토들은 그 이야기를 따라가지 못한다. 성실하고 솔직한 성격으로, 「○○이야!」라고 말하는 버릇. 당초는 하야토들 3명을 「선배」라고 부르고 있었지만, 합동 훈련 후에는 3명에게 제자의 진입을 지원해 「스승」이라고 부르고 따른다.
키리시마 타카토라(霧島 タカトラ)
성우 - 이치키 미츠히로
가고시마현 가고시마시 출신의 초등학교 6학년(제65화부터 중학교 1학년)의 소년. 신카리온·N700 미즈호의 운전기사. 2007년 3월 12일생 11살 → 12살 (제62화 이후). 적합율은 이츠츠바시 형제와 같은 83.5%. 건장한 체격의 소유자.
본래는 모지지부 소속이지만 운전하는 N700 미즈호가 신카리온 트리니티로서 운용되는 형편상, 교토 지부에 파견되어 있다. 이 때문에, 이츠츠바시 형제와 함께 셋이서 함께 행동하는 것이 많아, 아즈사는 「서일본(교토)의 3인조」의 1명으로서 인식되고 있다.
본가에서 요정을 운영하기 때문에 요리를 잘하는 것이 꿈도 요리사. 말투는 정중하지만 오래된 전통에 집착해 오기가 되기도 한다. 요리에는 강한 집착이 있어, 당초는 생선 요리에 집착하는 긴이나 죠와는 뜻이 맞지 않았다. 교토에 온 것도 요리솜씨가 형편없었기 때문에 스승으로 하여금 아버지인 니치린으로부터 일단 요리를 떠나도록 권유받았기 때문이다. 이 때문에 전투중에 이츠츠하시 형제와 의견이 갈라졌을 때에, 하야토에게 「아직 싸운다면, 더 이상 너희에게 의지하지 않아」라고 일갈한다. 그 후타바에게 「명령입니다」라고 재촉당해 정신을 가다듬어, 2명과 호흡을 맞추어 트리니티 합체를 성공시켰다.
전투 후에는 하야토들에게 자신이 만든 사츠마아게를 대접하며 그 맛이 마음에 든 이츠츠바시 형제와 화해하고 있다.
이츠츠바시 긴(五ツ橋 ギン)
성우 - 고우다 에리
야마구치현 출신의 초등학교 5학년(65회부터 초등학교 6학년) 소년으로 이쓰하시 형제의 쌍둥이 형. 신카리온 700 히카리레일스타 운전사. 2008년 3월 13일생 10살 → 11살 (제62화 이후). 부치○○가 입버릇. 친정은 어부로, 자신도 낚시를 잘한다. 트리니티로서 운용되는 형편상, 동생인 죠우나 타카토라와 셋이서 함께 행동하는 것이 많아, 현지가 야마구치이기 때문에, 모지 지부에 출장 가는 일도 많다. 적합률은 동생인 죠나 다카토라와 같은 83.5%.
세토 내해의 어업을 위해 많은 어부들과의 경쟁에서 이겨내기 위해 다양한 방법이 필요하기 때문에 도전정신이 형제 모두 매우 높다. 생선요리는 특히 자연산 생선을 좋아하고 신카리온 운전사가 된 동기도 맛있는 생선을 먹을 수 있다는 이유였다. 하지만 기숙사에서 나온 생선 요리는 양식어뿐이어서 만든 사람의 의기와 오래된 전통을 지키는 것을 중요시하는 매호랑이와는 처음에는 뜻이 맞지 않았다.이 때문에 전투중에 타카토라와 의견이 갈라졌을 때에, 하야토에게 「오래됐다든지 새것이 아니고, 어느쪽이나 소중하다!」라고 일갈한다. 그 후타바의 재촉에 의해 정신을 가다듬어, 죠와 함께 타카토라와 호흡을 맞추어 트리니티 합체를 성공시켰다.
전투 후 타카토라가 만든 사츠마아게를 먹으며 그 맛이 마음에 들어 화해하고 있다.
이츠츠바시 죠(五ツ橋 ジョウ)
성우 - 고우다 에리
야마구치현 출신의 초등학교 5학년(65회부터 초등학교 6학년) 소년으로 이쓰하시 형제의 쌍둥이 동생. 신카리온 700 노조미 운전사. 2008년 3월 13일 태생의 10살 → 11살 (제62화 이후). 어미에 「○○처」라고 붙이는 버릇이 있다.
적합율은 형 긴, 타카토라와 같은 83.5%다. 형과 마찬가지로 생선 요리는 까다로워 처음엔 타카토라와는 뜻이 맞지 않았다.
긴과 마찬가지로 전투 후 타카토라가 만든 사츠마아게를 먹고 그 맛을 좋아해 화해하고 있다.
하야스기 호쿠토(速杉 ホクト)
성우 - 스기타 토모카즈
#신칸센 초진화 연구소 관계자를 참조.

##### 동일본 지령실
하야스기 호쿠토(速杉 ホクト)
성우 - 스기타 토모카즈
하야토의 아버지. 겉으로는 철도박물관의 직원이지만, 실제로는 신칸센 초진화 연구소 동일본 지령실 오미야 지부의 운전사 지도장. 신카리온·500 코다마 → 신카리온·923 닥터 옐로의 운전기사이기도 하며, 신카리온 운전기사로서는 유일한 어른. 이전에는 JR 동일본 도쿄 지사 우에노 신칸센 제2운전소의 운전기사로, 대학원 석사논문에서 집필한 「초진화 속도」에 착안한 야시로에 의해, 초진화 연구소에 스카우트 되었다. 데미즈는 대학시절 후배이며 그에게서 하야스기씨라는 경칭이 붙어 불렸다. 지도장으로서 오미야 지부를 견인하는 한편, 일상생활에서는 칠칠치 못한 탓에 아내 사쿠라에게는 고개를 들지 않는다.
하야토를 E5 하야부사에 태운 것에 대해서, 당초는 아들을 위험한 일을 당하게 하는 것에 강하게 고뇌하지만, 후타바로부터 「 「어른이 아이를 지키는 시대」로부터 「아이와 어른이 모두 지키는 시대」로 바뀌었다」라고 말해 인식을 고쳐 백업 하게 된다.
동일본 지령실에 배치되는 3기의 신카리온의 운전사가 갖추어져, 오미야 지부에 거대 괴물체에 대한 준비가 된 것으로부터, 새로운 괴물체의 위협에 대비해 교토에 있는 초진화 연구소·교토 지부에 단신부임하게 되어, 지부를 개편해 신설되게 된 초진화 연구소·서일본 지령실의 시작에 참가, 서일본 지령실 교토 지부의 첫진화. 제23화에서, 운전기사로서는 처음으로 500 코다마에서 출격했다.
맹우 치쿠마의 급서를 받아 남겨진 키요스가의 가족을 돌보고 있으며, 치쿠마의 아내 카에데가 입원할 병원을 수배하고, 장남 류지를 신카리온 운전사로서 길러냈다.
극장판에서는 하야토와 함께 눈의 고질라를 요격하지만 눈의 고질라가 입에서 뿜어내는 빔 형태의 빛 입자로 하야토를 구하려다 실종되고 만다.
아오노는 가족의 존재를 소중히 여기는 캐릭터를 표현하고 싶어 결혼반지를 끼우고 싶었다. 그리고 "멋진 아버지"라고 하는 디자인이 떠오르지 않아 고생했다」라고 말하고 있다.
이즈미 신페이(出水 シンペイ)
성우 - 미도리카와 히카루
신칸센 초진화 연구소 동일본 지령실의 지령장으로, 오미야 지부의 최고 책임자. 호쿠토와 함께 신카리온을 개발한 핵심 인물 중 한 명. 호쿠토는 대학시절의 선배. 함께 역사연구동아리에 소속되어 있었기 때문에 일본의 역사(특히 전국 시대)는 매우 자세하고, 전투시에는 전국 시대의 전투를 참고로 전술을 짜기도 한다. 또 간장의 동서양의 차이를 말할 수 있는 등 일본의 음식문화에도 조예가 깊다. 이전에는 JR 동일본 도쿄 지사 마루노우치 차장구에 소속하는 차장으로, 호쿠토가 기관사로서 승무하는 열차에 승무하는 것이 많았다. 초진화연구소에는 호쿠토보다 한 발 앞서 옮기고 있다.
신카리온의 지령, 출동권한을 갖는다. 사람 사용법이 거칠고, 민생판 신카리온·심을 도입했을 때에는 적합율의 데이터 축적을 위해서 하야토에 「시뮬레이션 총수를 백만회」라고 말하거나 신카리온 운전사의 적합자를 찾기 위해 하야토를 아키타에 보냈을 때의 이유를 「루이는 친구를 부른다」라고 비유하는 등, 때때로 농담과도 진담도 아닌 언동을 취하기도 한다. 또한 후술 온천여행 등 즉석에서 다양한 이벤트를 기획하기도 한다.
항상 각진 안경을 쓰고 있어 중요한 결정을 내릴 때나 무언가가 생각날 때 손가락으로 가운데를 밀어 올리는 동작을 한다.
거대 괴물체의 뒤에서 조종하는 에이전트의 존재를 모니터 너머로 처음으로 확인(다만, 이것은 호쿠토가 이전부터 추측 지적하고 있었다)해, 역시 그 존재를 확인한 히비키에 대해서, 극비 사항으로서 조사할 것을 명한다. 초진화 연구소원 총출동으로 이와테의 온천지로 향했을 때, 후타바에 임시 지령소의 설영과 사실상의 지령장 임시 대리를 강요해 자신은 비밀 목욕을 구실로 외출했지만, 실은 조사를 위한 외출이며, 거기서 에이전트와 접촉하여, 에이전트의 몸에 감도는 수수께끼의 「검은 입자」를 1알, 샘플로서 입수한다. 그 후, 연구팀에 의해 인공 배양에 성공한 「검은 입자」를 살포해, 에이전트 겐부에 부착시키는 것에 성공해, 사쿠라지마 부근에 에이전트등의 아지트가 있는 것을 밝혀낸다.
이케조에로부터의 주문은, 「 「 「 「의경 파트 레이버」의 고토 키이치와 같은 표표한 캐릭터」이지만, 아오노는, 「여러 번 바뀌어 지금의"캇치리계"가 되었습니다. 이미지는 춤추는 대수사선]의 무로이 신지. 그렇지만, 그 만큼 표정은 굳지 않아요. 일 끝나자마자 호쿠토와 술을 마시러 갈 것 같은 느낌이 듭니다</ref>라고 말하고 있다.
미하라 후타바(三原 フタバ)
성우 - 아마미야 소라
신칸센 초진화 연구소 동일본 지령실의 사령원(오퍼레이터). 호쿠토와 이즈미의 출신 대학의 후배. 지령실과 신카리온 운전사와의 상호통신·초심자에 대한 매뉴얼 설명·신카기어의 기동 확인·초진화 속도 게이지의 시각을 담당한다. 호쿠토의 교토 지부에의 이동에 수반해 지도장 대리로 지명되어 제60화에 정식으로 지도장에 착임한다.
거대 괴물체의 출현이 활발해진 것을 받아, 사령원 연수를 끝낸 다음 배속의 사령을 앞당기는 형태로 종합 사령부로부터 동일본 지령실에 착임했다. 신인으로 부임하자마자 신카리온과 거대 괴물체의 싸움을 보면서 일상과는 전혀 거리가 먼 진실을 엿볼 수 있게 된다.
하야토를 E5 하야부사에 싣는 것에 대해서, 당초는 「어른이 아이를 지키는 것은 당연. 어린아이를 신카리온에 태워 싸우게 하다니, 어찌된 일이냐며 완강히 반대하다가 괴물체를 교전 10초 만에 쓰러뜨린 하야토의 아버지에게 힘이 되고 싶었다는 말과 강한 의지에 어른과 아이가 함께 미래를 지켜 나가야 한다고 생각을 바꾸고 하야토들의 지원에 전력을 다하게 된다. 특촬 매니아(특히 「신커라이저」의 팬)라고 하는 일면이 있어, 각지의 로컬 히어로 순회가 취미이지만, 그 취미를 하야토들에게 알려졌을 때는 동요하고 있었다. 미인이고 몸매가 좋지만 아즈사가 말하길 사복에 대한 센스는 별로 없다.
동일본 지령실안에서 제일 젊기 때문에, 신카리온 운전사의 케어도 담당한다.일에 대해서 매우 성실한 성격으로, 신카리온 운전기사(특히 하야토와 츠라누키)나 상사인 이즈미등의 예상외의 언동에 휘둘리기도 한다.
혼죠 아카기(本庄 アカギ)
성우 - 후루시마 키요타카
신칸센 초진화 연구소 동일본 지령실의 남성 사령원. 후타바가 착임하기 이전에는 신카리온 운전사와 지령실과의 상호 통신을 담당하고 있었다. 거대 괴물체의 코드 네임 호칭 명명을 담당.
운전사의 특성이나 행동 패턴 해석, 컨디션 관리, 민생판 신카리온·심으로 하이 스코어러(적합자)가 나타난 지방의 특정도 맡는다. 냉정 침착하게 업무를 익혀, 하야토등 운전기사들에게는 상냥하게 대하는 의지할 수 있는 형과 같은 존재인 한편, 사적으로는 어딘가 미덥지 않은 면도 있다.
초진화 연구소 직원이 총출동하는 여행 시에는 연구소의 부재중 업무를 맡기고 있다.
후타바로부터 「휴일에 우에노의 국립과학박물관에 함께 가 주었으면 한다」라고 부탁받아 동행했을 때, 후타바를 의식해 버려 당초는 허둥대고 있었지만, 후타바의 노력과 아키타들의 성장을 눈앞에서, 사령장 대리로서의 자각에 눈을 뜨면서, 후타바에 호의를 가지게 된다. 그러나 앞에서 말한 것을 목격한 아즈사와 츠라누키에게는 약점을 잡혔고, 그것을 입에 올리면 이상하게 동요하고 만다.
쿠루메 미도리(久留米 ミドリ)
성우 - 엔도 사키
신칸센 초진화 연구소 동일본 지령실의 여성 의사. 신카리온 운전사의 메디컬 체크를 담당한다. 왼쪽 눈 밑에 울음이 있고 웨이브 있는 풍성한 긴 머리와 글래머러스한 몸매도 어우러져 섹시한 외모를 지닌다. 하야토도 신카리온 운전사가 되었기 때문에, 그 메디컬 체크를 처음 받았을 때는 뺨을 붉히고 있었다. 마음의 알코올 소독이라고 칭할 정도의 주호.
요코가와 지부 멤버의 이동에 수반해, 제2부에도 계속해 등장한다.
야마구치 나가토(山口 ナガト)
성우 - 이하라 마사아키
신칸센 초진화 연구소 동일본 지령실의 정비장. 정비사 중에서는 가장 크고, 근골이 늠름한 신체를 가진다. 신카리온 각 기체의 유지보수를 담당한다. 하야토 등 운전사들과도 싹싹하게 대하는 한편, 싸움에 의해 기체에 손상이 심하면 「뭐라고 운전하고 있는 거야!」라고 언성을 높이기도 한다. 임무에 충실한 열혈한
미시마 히비키(三島 ヒビキ)
성우 - 하세가와 노도카
신칸센 초진화 연구소 동일본 지령실의 여성 연구원. 기술자로서 신카리온의 강화와 거대 괴물체의 해석도 담당한다. 물리학·화학·생물학·뇌과학·지학과 이과가 붙는 학문과 인류학·심리학과 관련한 학문은 허용 범위로서 모든 분야에 정통. 초진화연구소 출범 초기 멤버 중 한 명으로, 처음부터 BL소설 같은 것을 애독했으며 동인지 즉매회에서 BL계 동인지의 신간을 대량으로 구입할 정도이다. 이즈미란 그가 초진화 연구소로 옮긴 지 약 1주일 만에 히비얀, 즈페라고 애칭으로 서로 부르는 사이다.
신페이에 이어 에이전트의 존재를 확인한 뒤 홍수로부터 '극비사항'으로 에이전트와 해후했을 때 채취한 검은 입자를 분석해 중간 보고를 하고 있다. 또, 신카리온 운전사의 탑승전의 맥박, 심박수의 파형 패턴에 공통성이 있는 것을 밝혀내 최초 적합자인 하야토의 철도를 좋아하는 사람을 대신해, 이것을 「철분」이라고 명명하고 있다.
요코가와 지부 멤버의 이동에 수반해, 제2부에도 계속해 등장한다.
오노하라 킨토키(小田原 キントキ)
성우 - 키타자와 요우
신칸센 초진화 연구소 동일본 지령실의 남성 정비사(전 정비장). 동일본 지령실 중에서는 최연장. 신칸센 차량의 정비와 노반의 보수에 관한 지식과 경험의 실력을 8대에 인정받아 초진화 연구소에 초대받았다. 호쿠토가 애독하는 철도저널 특집기사에서 전설의 정비사라고 소개될 정도로 그 방면에서는 알려진 유명인이고 호쿠토도 초진화연구소로 옮긴 직후 직접 만난 것에 감격하고 있다.
몸집은 매우 작고 키는 하야토 허리께까지밖에 되지 않는다. 또 머리는 옆머리와 뒷머리에 흰머리만 있을 뿐 정수리 부분은 완전한 대머리. 콧수염, 눈썹도 완전히 백발. 퉁명스럽고 입은 악하고 장인 기질의 고집불통이지만 숙련된 솜씨로 신카리온을 정비하는 그 솜씨는 확실하다. 나가토의 스승으로, 정비장 시대에는 젊었을 무렵의 호쿠토나 홍수에 기계의 지식을 지도하고 있다. E5 하야부사로 첫 출진한 하야토를 나가토와 함께 치하하며 위로하고 있다.
전투로 파손된 부품의 상처를 보는 것만으로 하야토 등의 조종 버릇을 간파해, 아키타는 후미키리건에 너무 의지해 총신을 망친다, 츠라누키는 조종이 잡하고 파워에만 의지해 구동계를 망친다, 하야토는 매회의 전투에서 보디를 망가뜨린다고 지적하고 있다.
자신의 작업실에 스크랩을 대량으로 모으고 있다.
오오야마 다이야(小山 ダイヤ)
성우 - 아마사키 코헤이 (제8화) / 칸제 노리아키 (제26화 이후)
신칸센 초진화 연구소 동일본 지령실의 남성 사령원. 통칭은 안경. 주로 혼죠의 오퍼레이션의 보좌를 담당한다. 이즈미가 지령실의 사령원의 양성을 시작했을 무렵에, 그 1 기생으로서 초진화 연구소에 들어간 베테랑의 사령원이기도 하다. 논리적으로 상황을 파악하고 분석하는 능력이 뛰어나 기본적으로는 냉정 침착하지만 사명감에 불타 감정을 드러내기도 한다. 또 고생생물도 잘 알고 있어 클레아툴루스가 중생대에 서식했던 생물과 흡사하다는 점을 지적했다. 또 장기(長器)를 자제하고 있으며, 말(馬)의 움직임에 비유해 적의 전술을 분석하고 있다.
혼죠와는 오미야 지부에의 착임이 동기. 극도의 근시이기 때문에 두꺼운 렌즈의 안경을 착용하고 있지만, 아무리 움직여도 흔들리지 않고 떨어지지 않는다. 안경 속에는 소녀 만화 같은 눈동자가 있다.
제1부 종료후에 타지부로 이동하고 있었지만, 요코가와 지부 멤버의 이동과 동시에 오미야 지부로 복귀, 제2부에도 계속해 등장한다.
산죠 미노리(三条 ミノリ)
성우 - 킨교 와카나
신칸센 초진화 연구소 동일본 지령실의 여성 사령원. 후타바의 입장상의 선배로, 주로 그 오퍼레이션의 보좌를 담당한다. 다이아와 마찬가지로 안경을 착용했다. 츠라누키들이 터널복구 작업을 도와주려고 할 때, 「초보에게는 무리」라고 부정적인 발언을 해 버리지만, 코야마에게 야단맞아 그 일을 사과한다. 500 코다마의 통과 예정 시각까지 복구 작업이 완료된 것에 감동해, 코야마와 서로 무의식적으로 껴안는다. 그 후로는 시스템 복구 작업에 어려움을 겪고 있는 코야마를 적극적으로 돕는 등, 그를 사랑하기 시작했다.
요코가와 지부 멤버의 이동에 수반해, 제2부에도 계속해 등장한다.
샤숏트(シャショット)
성우 - 우에다 유지
하야토 전투를 지원하는 E5 하야부사, 후에 E5 하야부사 MkⅡ 전용 차장형 마스코트 로봇. 8대가 남긴 설계도를 바탕으로 개발되었다. 다른 신카리온은, 운전기사와의 인터록(동조)에 의한 기복의 심함으로 인터페이스 기능이 생략 되고 있기 때문에 동종의 로봇은 존재하지 않는다. 1인칭은 「사」(통상시), 「나」(전투시), 「나」(적대 모드시).
신카리온의 운전사 적합자의 적합율을 계측하는 기능을 가지지만, 내비게이션 기능은 붙어 있지 않기 때문에 미아가 되기도 한다.
자기학습 프로그램을 내장한 고성능 AI를 탑재한 지름 30cm 정도의 소형 로봇으로 동그란 몸에 손발이 붙어 있다. 안면에 보이는 부분은 곡면 디스플레이로, 눈과 입은 이미지. 적합율 계측시에는 적합율의 수치를, 연구소내에서의 침입자 발견이나 칠흑의 신칸센 출현등의 긴급시에는 붉은 경보체제를 표시한다. 단, 적합률 계측 중에 적합율이 급격히 상승한 경우에는 측정 불능이 되어 눈을 돌려 기능을 정지시킬 수 있다.
요설하면서도 한 마디 많은 경우가 종종 있고, 「입 다물어!」 「시끄러워!」라고 혼나거나, 자신의 의견이 주위로부터 전혀 인정받지 못하거나 하면 「문, 닫힙니다스」라고 한 후에 디스플레이가 블랙아웃 되어, 일시적으로 기능을 정지한다.
복부에는 Shinca 전용 IC카드 슬롯이 있고 링크 합체(크로스 합체 및 오버크로스 합체) 때에는 합체 상대의 Shinca가 배출된다.
원리는 불분명하지만 항상 공중에 떠서 그대로 이동할 수 있다. 발바닥에는 이동용 바퀴와 받침대가 있지만 그것을 이용해 이동하는 경우는 거의 없다. 제20화에 윙 판타그래퍼 DX(디럭스)라고 하는 명칭의 백팩을 장비해 튠업 된 모습으로 등장. 새로운 장비로 가동식 윙과 인물 인식 시스템, USB 접속을 동력원으로 하는 기능을 추가. 인식 시스템은 A등급 = 친구, B등급 = 우호적인 인물, C등급 = 적의는 없는 듯, D등급 = 적 에이전트 주의하라는 등 4등급이다. 다만 적 에이전트인 스자쿠에 대해서는 처음에 D등급 판정을 내렸으나 상냥한 대접을 받고 친구라는 말을 들어 최종적으로 설정되지 않은 S등급으로 판정했다.
오랫동안 E5 하야부사의 적합자가 나타나지 않고 초진화 연구소의 경비에 종사하고 있었기 때문에, E5 하야부사의 운전사가 된 하야토를 짝으로서 사모하고 있다.
하야토와의 친목을 다지기 위해 하야토 집안에서 동거를 제의했지만 어머니 사쿠라의 엄격한 성격을 우려한 하야토에게 거절당했다. 초진화 연구소로부터의 용건을 전하기 위해서, 공중 이동으로 하야토가 다니는 초등학교의 교문 앞에 나타나기도 해, 하야토는 샤숏트과 조우했을 때의 아즈사의 행동을 경계하고 있다.
통상은 「○○입니다.」 「○○이며 마스」라고 하는 차내 아나운스 어조이지만, 전투시 (신카리온내)에서는 엄격하고 용감한 어조로 바뀐다.(극장판의 경우, 도쿄에 「눈의 고지라」가 나타나서 놀라는 장면은 [차내 아나운스] 어조였다.)
하야토들과 행동할 때는 하야토가 애용하는 배낭에 수납돼 있으며 배낭의 검은 부분에서 눈 부분만 꺼내고 있다.
제61화에서 하야토의 적합율 100%넘기를 달성시키기 위해서 자기 자신인 AI의 프로그램을 스스로 소거해, 초기화. 샤숏트의 데이터는 결코 외부에 공개되지 않았고 백업을 할 수조차 없었기 때문에 레이와 히비키에서도 AI 복구는 불가능했지만 카이렌의 방어를 좀처럼 뚫지 못하고 하야토가 포기하려 할 때 갑자기 부활해 하야토를 격려해 승리로 이끈다. 이에 대해 출수는 블랙 신카리온 쿠레나이에 샤숏트를 넣었을 때의 데이터가 남아 있었기 때문에 나노머신(룩스베테)과 반응해 부활한 것이 아니냐는 가설을 내놓았다.
「처음에는 완구의 캐릭터 디자인이 정해졌기 때문에, 애니메이션용으로 손을 대어 작화하기 쉽게 조정하거나 표정을 추가했다. 하야토의 륙은 「상품화를 염원에 두어 디자인해」라는 의뢰를 받아 오리지날 상품으로 만들기 위해서, 샤숏트를 넣으면 눈이 나오는 설정을 디자인했다」라고 아오노는 말하고 있다.

##### 기타 연구소 직원
아즈마 스바루(東 スバル)
성우 - 야마데라 코이치 / 킨교 와카나 (보이스 체인저의 목소리)
신칸센 초진화 연구소 종합 지령부의 총사령장으로 초진화 연구소의 최고 책임자. 젊은 나이에 요령과 재주로 이례적인 속도로 승진해 총사령장에 취임한 엘리트.
주위에서는 과묵하고 엄격한 관록이 있으며 다가가기 어려운 분위기의 위엄 있는 인물로 인식되고 있으며, 쿨한 체하며 때때로 무의미한 위엄을 발동하지만, 사실 누구에게나 가볍게 말을 거는 등 평평한 성격. 장시간의 회의는 질색. 토종 철도 마니아로, 출장·시찰 시에는 부하나 비서의 동행이나 자동차로의 이동을 좋아하지 않고, 현지까지 각 노선으로 향하는 구애를 가진다. 「전철을 좋아하기 때문에 철도 회사에 입사했다」라고 장담해, 철도에 관한 지식과 조예의 깊이는 하야토에 전혀 뒤지지 않는다.
블랙 신카리온의 현상 사찰을 위해 오미야 지부를 방문하려고 하지만, 도중에 도쿄역으로 들르려던 곳에서 하야토들을 만나 의기투합. 이후 오미야 지부에 도착하면 전투에서 블랙 신카리온을 작전에 투입하는 것을 허용하고 있다.
하야토들에 대해서는 의기투합한 경위로부터, 「총사령장과 운전기사라고 하는 관계는 되고 싶지 않다」라고 하는 이유로 정체를 밝히지 않고 있다. 그래서 하야토는 평소 어떤 일을 하느냐고 물었을 때 주로 동물(반려동물 펭귄) 사육이라며 속이고 있다.
제60화 이후 부득이하게 얼굴을 내밀어야 할 경우 하야토들이나 후타바에게 노출되는 것을 막기 위해 애완용 펭귄 인형을 대용으로 삼고, 목에 걸친 보이스 체인저 기능이 있는 트랜시버로 그 의지를 전하고 있다.
타카사키 하루나(高崎 ハルナ)
성우 - 후지타 마미
신칸센 초진화 연구소 종합지령부의 비서실장. 후타바가 종합지령부에 재적하고 있을 때의 상사.
스바루에 대한 스케줄 관리와 조정 등을 원활하게 정리할 수 있는 재원. 하지만 스바루의 평평한 태도에 종종 시달리고 있다.
펭귄(ペンギン)
성우 - 없음
스바루가 키우는 반려동물 총사령관실의 사물함 안에서 몰래 사육되고 있으며, 방에 아무도 없을 때는 스바루의 속마음을 듣는 역할을 하고 있다. 어디 교통카드 일러스트에서 본 것 같은 외모를 하고 있다. 무표정하다고 생각하기 쉽지만, 부리의 움직임으로 감정을 나타내며, 기분이 나쁠 때는 입꼬리가 ㄱ자로 구부러지고, 기쁠 때는 입꼬리가 미묘하게 올라간다.
제60화 이후에는 스바루 대신 총사령장석 의자에 서서 목에 걸린 보이스 체인저 기능이 있는 트랜시버를 통해 스바루의 의지를 전달한다.
오오누마 소우야(大沼 ソウヤ)
성우 - 하시 타카야
신칸센 초진화 연구소 홋카이도 지령실의 지령장이지만 겉으로는 세이칸 연락선 기념관 마슈마루의 관장으로 되어 있다. 예전에는 세이칸 연락선 선장으로 있었다. 미쿠를 손자 같은 눈으로 보고 있으며 일과로 여기는 죽도를 휘두르기 위해 마슈마루 갑판을 빌려준다.
아카시 카이세이(明石 カイセイ)
성우 - 무사시 신노스케
신칸센 초진화 연구소 서일본 지령실의 지도원이기도 한 남성 사령원. 후타바와 같은 위치에 있어 죠 긴 타카토라 등 3명의 신카리온 운전사의 지도와 케어도 담당하고 있다.
하시마 린도우(羽島 リンドウ)
성우 - 호시노 타카노리
신칸센 완전 진화 연구소 동해 지령실의 지령장. 제2기에서도 계속 지령장을 맡고 있다.
하마마츠 스루가(浜松 スルガ)
성우 - 이와사키 료타
신칸센 완전 진화 연구소 동해 지령실의 지도원인 남성 지령원. 후타바와 같은 위치에 있어, 신카리온 운전기사(주로 타츠미)의 지도와 케어도 담당하고 있다.
오구라 아카츠키(小倉 アカツキ)
성우 - 야자키 후미야
신칸센 초진화 연구소 큐슈 지령실의 사령장. 후쿠오카 사투리로 말해 사이고 다카모리를 연상시키는 전형적인 큐슈 남아의 풍모로 츠라누키에게는 「더운 아저씨」라고 칭해진다.
제2기에서도 계속 지령장을 맡고 있다.
카와우치 나기사(川内 ナギサ)
성우 - 킨교 와카나
신칸센 초진화 연구소 큐슈 지령실의 지도원이기도 한 여성 사령원. 후타바와 같은 위치에 있어, 신카리온 운전기사(주로 레이)의 지도·케어도 담당한다.

##### 기타 연구소 관계자
야츠시로 이사부로(八代 イサブロウ)
성우 - 우에다 유지
#기타 키트라르자스 참조.
키요스 치쿠마(清洲 チクマ)
성우 - 오오사카 료타
류지와 타츠미의 아버지 고인신칸센 초진화 연구소의 주임 연구원으로, 이사브로우의 심부름으로 호쿠토를 초진화 연구소에 초대했다. 호쿠토, 신페이와 함께 초진화 연구소에 설치된 신카리온 개발 팀 「팀 신카리온」의 주임 연구원으로서 신카리온의 개발, 특히 초진화 속도를 도달시키는 소형 모터에 종사하고 있어 그 개발중에 실시한 「제1회 초진화 속도 도달 실험」에서 발생한 폭발 사고에 말려들어 사망했다. 눈앞보다 대국을 보라는 현실주의자로 류지의 냉철함은 대물림이기도 하다. 그 말은, 호쿠토나 남겨진 아들·딸들에게도 계속 전해 내려오고 있다.
우에다 아즈사(上田 アズサ)
성우 - 타케타츠 아야나
하야토의 클래스메이트인 초등학교 5학년→6학년(제65화부터)의 소녀. 하야토의 소꿉친구로, 살고 있는 맨션과 교실에서 하는 자리가 옆자리. 헤어스타일은 주로 64회까지는 양갈래, 제65화 이후에는 시뇽이 달린 긴 머리에 눈 옆에 분홍색 크고 둥근 속눈썹을 붙였다.
하야토로부터는 기본적으로 풀네임으로 불리고 있다. 아키타에게서는 성, 츠라누키에게서는 아래 이름, 후타바에게서는 「아즈사짱」이라고 불리고 있다. 스스로 애용하는 핸디 카메라를 이용해 동영상을 촬영해, 「JS(여자 초등학생)가 처음으로○○해 보았다」라고 하는 제목의 시리즈 동영상을 투고하고 있는 인기의 유튜버. 어린 시절에 자신이 좋아했던 것이 다른 아이와 겹쳐져 있어 답답함을 느끼고 있을 때, 하야토가 취미에 열중하는 행동을 본 것으로 「왠지 모르게 남들과 다른 것을 하고 싶다」라고 생각해 유튜버가 된 적이 있다. 투고한 동영상의 재생 회수를 늘려 유튜브로 세계 제패하는 것이 꿈.
호기심 많고, 동영상의 소재가 될 만한 것에는 뭐든지 달려드는 성격. 그러기 위해서라면 휴일을 모두 쓰고 단독으로 먼 곳까지 가는 행동력이 있다.그래서 하야트들로부터는 경계심을 사고 있다.또, 갑자기 전학 온 아키타와 츠라누키가 하야토와 묘하게 사이가 좋다는 것을 의심하고 있었는데, 후술 건으로 그 이유를 알게 된다.
동영상 촬영 등 자신이 좋아하는 화제가 되면, 주위에 대량의 하트 마크를 출현시킨다. 자택의 베란다에서 신작 동영상 촬영을 하고 있는 것이 하야토에 목격되고 있다.
제14화에서 스자쿠에 이용됨으로써 신카리온의 존재를 알게 된다. 해결 후 초진화 연구소에서 동영상을 수정하고 하야토 등에게서 설교를 받아 '정보의 비밀을 엄수할 것'을 약속받는다. 단지, 「약속한다」라고 말하면서도 「끼워라!」라고 하야토를 재촉해, 초진화 연구소에 출입하게 된다. 직감이 뛰어난지 호쿠토도 이 건과 관련되어 있음을 지적하고, 직소하기 위해 호쿠토가 단신 부임하고 있는 교토지부로 가려고 했다. 초 그란크로스 버전업 시험을 위해 하야토가 교토 지부로 향한다는 것을 알고 하야토에 동행했고, 신카리온을 춤추게 하기 위해 철분을 늘리자고 하야토에게 부탁해서 교토 철도박물관을 둘러보아도 하야토에게 주도권을 잡혀 질린 행동을 할 때마다 "도중 하차할래?"라고 위협받으면서도 철분을 늘리기 위해 참고 있었지만, 역시 무리!
JC유튜버가 신카리온을 춤추게 하는 동영상을 촬영하기 위해 신카리온을 타고 싶어 하지만 신카리온 운전사가 될 생각은 추호도 없어 LINE 그룹을 만드는 등 신카리온 팀의 총지휘역을 자청한다.
그 후도 세이류와 자주 우에노에서 접촉해, 마침내 식객으로서 자택에 초대했다. 하야토 댁의 신년회에서 세이류를 위해서 스윗츠의 선물을 기대해도, 아키타·레이·츠라누키·시노부가 가져온 것이나, 류지와 미쿠가 택배우편으로 보내 온 것이 거의 면류 뿐이었기 때문에 끊어졌다. 그 후, 사쿠라도 세이류에게 파스타를 내밀었다.
긍정적인 성격으로 답답한 분위기를 싫어한다. 그 때문에 하야토들이 고민하고 있을 때 등에 화가 나서 무언가 발언을 하는 경우가 있는데, 그것이 결과적으로 사태를 호전시킬 수도 있다. 제62화에서는, 샤숏트가 사라진 것에 충격을 받아 말없이 식사를 시작한 오미야 지부 멤버에게 찢기고, 아키타, 츠라누키, 시노부, 세이류에 이어, 후타바에게까지 큰 소리로 하고 싶었던 것을 내던지고, 그대로 자리에서 일어났다. 이것은, 아키타에 의해 「아즈사 나름대로 우리에게 갈채를 넣었다」라고 해석되어 츠라누키에게는 「돌아서 귀찮다」, 세이류에게는 「아즈사답다」라고 평가되어, 거기에 시노부도 찬동해, 오미야 지부의 멤버가 재차 움직이기 시작하는 계기가 되었다.
제65화부터는 스자쿠도 식후시키고 있다.
제69화에서는 유튜브의 콩쿨에 응모하기 위한 동영상을, 후타바나 이즈미들의 협력에 의해 촬영하고 있었지만, 촬영 종료후에 이즈미로부터 「"신카리온을 춤추게 하는 동영상"은 찍지 않아도 좋은가?」라고 질문 받았을 때, 자신의 적합율을 측정하고 있지 않음에도 불구하고, 「자신은 적합율이 낮기 때문」이라고 포기하고 있는 것이 판명. 게다가 다른 사람의 적합률의 높낮이를 어느 정도 판별할 수 있기 때문에 프랑스에서 일시 귀국한 야쿠모에 의해 그 능력을 연구한다는 명목으로 아버지 이즈모의 품으로 끌려가 버리고 기린과 대면한다.
최종 국면에서는, 블랙 신카리온 오우거의 습격이나 신카리온의 존재를 은닉되어 온 것에 따르는 사람들의 불안이나 의심을 불식하기 위해, 지금까지 찍어 저장해 온 동영상을 편집해 신카리온이나 초진화 연구소가 남모르게 사람들의 평화를 지켜 온 것을 소개하는 동영상을 공개해, 여론의 지지를 신카리온과 초진화 연구소로 불러들이는 것에 크게 공헌한다.
하야스기 하루카(速杉 ハルカ)
성우 - 미나미 와카나
하야토의 여동생. 초등학교 2학년→3학년(65화부터)의 소녀. 8세. 항상 헤드폰을 몸에 지니고 있어, 어미에 「~라고 생각되어」 「~(손)인 까닭에」라고 붙이는 설명조의 작은 소리로 대화한다.
오빠 하야토의 철도 이야기를 따라가지 못해 어처구니가 없지만, 그 취미나 기호는 완전히 파악이 됐고, 여러 번 들었기 때문에 이야기의 내용과 길이도 완벽하게 기억하고 있다. 하야토를 「형」, 호쿠토를 「아버지」, 사쿠라를 「어머니」라고 부른다. 엄마 사쿠라의 벼락치듯 잔소리는 겁난다. 주로 쓰는 사람은 왼손잡이. 당초에는 아버지가 초진화 연구소의 직원, 형이 신카리온 운전사라는 것은 일절 알려져 있지 않았지만, 후타바와의 바람을 의심한 것이 계기로 호쿠토가 자백한 것에 의해, 아버지와 형의 비밀이나 신카리온의 존재를 알게 된다.
아오노는 (이케조에로부터의) 주문이 없었기 때문에 자유롭게 디자인했습니다.헤드폰은 생각을 할 때는 혼자 틀어박히고 싶은 나 자신을 투영시켰습니다라고 말했다.
하야스기 사쿠라(速杉 サクラ)
성우 - 시미즈 리사
하야토 엄마. 평소에는 상냥하지만 화나게 하면 무섭다.
남편의 호쿠토에 대해서는 공처 같지만, 남편의 일은 인정하고 있어 자신이 납득한 것은 받아 들인다.
제3화에서 호쿠토로부터, 자신의 진짜 근무처의 일이나 하야토가 신카리온 운전기사가 된 것을 털어놓지만, 그것들을 모두 받아 들인 다음, 「나는 듣지 못한 것으로 한다」라고, 하야토는 어디까지나 보통 어머니로서 대할 것을 결정한다.그런데도, 하야토가 연구소로부터의 호출로 이른 아침부터 아침 식사도 거기에 뛰쳐나가면 「학교에 연락해 둘 것인가」라고 중얼거린다 등, 신카리온 운전사로서의 하야토의 행동이 통상의 생활에서 문제가 되지 않도록, 적절한 후속조사는 하고 있다.
제13화에서, 정신적으로 궁지에 몰려 고민하고 무리하게 밝게 행동하려고 하는 하야트를 보다 못해, 이미 신카리온에 대해 알고 있다는 것을 내비쳐, 그것을 눈치챈 하야토로부터의 「(우리 아이는) 신카리온을 타지 않는 것이 좋은 것일까」라고 하는 고민을 듣고 「아버지는 걱정성일 뿐. 아버지보다 강한 어머니가 괜찮다고 말하니까」라고 힘을 주어 하야토의 고민을 불식해, 본래의 웃는 얼굴과 자신을 되찾게 한다.
확고한 역녀(성, 에도막부 말기 매니아). 또 아즈사를 마음에 들어한다.
아오노는 가슴이 큰 이유는 이 시점에서 몸을 사리는 여성밖에 없었기 때문이라고 말한다.
오가 모미지(男鹿 モミジ)
성우 - 마사카 미호
아키타의 어머니. 아키타를 '아키타군'이라고 부르며 매우 사랑하는 부모바보이며, 무례없는 스윗츠를 좋아한다. 아키타의 스윗츠를 좋아하는 것은 어머니에게서 물려받은 것이기도 하다. 아즈사로부터 '캐릭터 너무 진하다'고 칭해 다른 일동도 아연실색했다. 걱정이 많고, 마타기인 시아버지와 그의 후계자인 사냥꾼 남편의 뜻에서 엄격하게 자란 아키타를 지켜보고 있다. 그 때문에, 신카리온에 대해서는 아키타로부터 직접 별로 듣지 않고, 사쿠라로부터 「부모가 할 수 있는 것은 단지 지켜보는 것 뿐」이라고 타이르고, 신카리온 운전사를 자녀로 둔 미스즈와 치아키에게도 격려받고 있다.아키타가 거대 괴물체와 싸우는 것을 우연히 목격해 버린 것으로, 신카리온의 존재를 알게 된다. 그 때는 음성이 연결되지 않은 상태였지만, 그녀의 입모양은 아키타가 읽어냄으로써 승리로 이어지고 있다.
다이몬야마 미스즈(大門山 ミスズ)
성우 - 타카하시 리에
츠라누키의 어머니로 다이몬야마 건설의 사장. 선대의 사장이었던 남편을 잃고 다이몬야마 건설을 혼자 처리하고 있다. 츠라누키의 호탕한 성격과 말버릇은 대물림이기도 하다. 츠라누키가 고분고분하거나 우쭐대면 갈채를 받기 위해 허리에 세게 때린다.
츠라누키가 자신을 배려하며 회사를 돕는다는 것을 알지만, 츠라누키에게는 그 자신이 정말 하고 싶은 일을 시키고 싶어 한다. 그래서 달구리의 속마음을 듣고는 안전 제일만은 지키겠다고 약속받고 그를 내보낸다.
다이몬야마 카가리(大門山 カガリ)
성우 - 코보리 미유키
츠라누키의 여동생. 오빠를 닮지 않고 가나자와 미인에 비유될 정도의 용모이기 때문에, 미스즈가 「월요일이라고 하는 것은 때로는 잔혹」하다고 말할 정도이다. 첫 등장시는 「츠라누키의 여동생」이라고 크레디트되고 있었지만, 제29화로 이름이 판명되었다.
다이몬야마 켄로쿠(大門山 ケンロク)
성우 - 샤모토 유
츠라누키의 남동생. 형과는 생김새가 똑같아서, 「닥」이라고 밖에 말할 수 없다. 첫 등장시는 「츠라누키의 남동생」이라고 크레디트되고 있었지만, 제29화로 이름이 판명되었다.
츠키야마 치아키(月山 チアキ)
성우 - 아다치 유카
시노부의 어머니로 츠키야마식 둔갑술의 쿠노이치이다. 시노부에게서는 어머니로 불리고 있다. 현재는 오키나와로 이주해 있다.
키요스 카에데(清洲 カエデ)
성우 - 히로세 유카
류지와 타츠미의 어머니나고야시 어느 초진화 연구소 부속 병원에 현재 장기 입원하고 있다. 류지가 만드는 계란말이 좋아하는 거. 죽은 남편 치쿠마의 친구인 호쿠토와 안면이 있다.
키요스 미유(清洲 ミユ)
성우 - 신도 케이
류지와 타츠미의 여동생. 초등학교 3학년(65화보다 초등학교 4학년) 소녀. 9~10세. 류지를 '류형', 타츠미를 '타츠형'이라고 부른다.
키리시마 니치린(霧島 ニチリン)
성우 - 후카가와 카즈유키
타카토라의 아버지이자 '요정키리시마'의 주인. 타카토라와 같은 머리를 하고 있다.

#### 키트라르자스
애니메이션판에서 등장하는 수수께끼의 인물들.처음에는 '땅바닥에서 기어나온 종족', 나중에는 '망해가는 종족'이라고 부르다가 제33화부터 등장한 트라메의 발언으로 '키트라르자스'라는 종족으로 판명되었다. 인류가 등장하기 전부터 존재하는 종족으로 땅 밑에서 보다 고도의 문명이 발달했지만 환경 변화에 대응하지 못해 진화의 길이 끊겼고 마침내 쇠퇴해 갔다. 현재는 현대에서 살아남기 위해 지상에 사는 인간들을 모두 배제하고 지상을 그들의 새로운 거점으로 삼으려 한다는 것이 백호에게 알려진다. 또한 오랜 규칙에 따라 패배나 배신을 허용하지 않는 것으로 알려져 있다.
가슴에 심장 역할을 하는 붉은 보석과 같은 코어가 녹아 있어 코어의 반짝임이 약해지면 석화가 시작되어 반짝임이 사라지거나 어떤 요인으로 코어가 흉부에서 뽑히면 완전히 석화되어 버린다.

##### 현대의 에이전트
아래의 4명을 가리킨다. 각자가 인간을 관찰하면서 개별적으로 신카리온에 싸움을 걸지만 패배를 거듭했기 때문에 제27화부터 스자크의 제안에 따라 협력하여 싸우게 된다. 또 겐부, 세이류, 스자쿠는 초진화연구소에 협력하게 된다.
뱟코(ビャッコ)
성우 - 호소야 요시마사
인간이나 기계의 약점을 찌른 작전이나, 서투른 필드에서의 싸움에 유인하는 작전을 특기로 한다. 에이전트 중 가장 냉정하게 부감적인 눈높이에서 신카리온을 관찰하고 전략을 세운다.
등 중앙에서 수정과 같은 기둥 모양의 물체가 6개 방사형으로 나 있다.
당초는 「인간과는 서로의 입장이 서로 맞지 않는 이상, 싸울 수 밖에 없다」라고 하는 강경한 입장을 취하고 있어 단독으로 대화하러 온 하야토에 대해서도 「서로 생각하고 있는 것이 다르기 때문에, 서로 이해할 수 있다고는 생각할 수 없다」라고 일방적으로 화해를 거절해, 재차 신카리온에 대해서 선전포고하지만, 겐부나 스자쿠와 협력해 작전을 입안·실행해 나가는 가운데 조금씩 인간에 대한 견해를 바꾸어 간다. 그런 가운데, 토라메의 귀환으로 인류 섬멸에 첨예한 카이렌의 귀환이 임박하는 것을 찰지해, 자신들이 지금까지 온 것이 잿더미로 돌아갈 우려가 있는 것에 초조감을 더해 우구이스다니역 부근에서 마오 노부나가를 3개 반복하지만, 성장을 이루고 있는 아키타들을 깔보고 있었기 때문에 패배. 그 후는 세이류를 블랙 신카리온에서 싸우게 하기 위해서 스스로 거대 괴물체화해, 새롭게 등장한 류지의 닥터 옐로와 대전해 연습한 후, 자신들의 세계에서 결판을 지으려고 류지와 하야토를 도발, 지하 세계로 하야토들을 유인해 대전하지만, 하야토에 검이 절단된 것으로 패배. 그래서 스스로도 끝없이 몇 번을 향해 오든 나는 말없는 대화를 계속하겠다고 한 하야토 인간과 키트라르자스의 대화를 모색하는 모습이 강한 감명을 받는다. 거기에 토라메가 난입하지만 뱟코는 스스로도 피해를 입는 대신 토라메를 길동무 삼아 그란크로스과 함께 퇴각하면서 하야토에게 세이류를 부탁한다고 남긴다. 그 후, 키트라르자스의 오래된 규칙에 따라 귀환한 카이렌에 의해 가슴의 붉은 돌을 뽑혀 석화한다.
이후 76회에서 부활한 겐부가 그에게 전송한 룩스베테에 의해 부활하고 겐부와 함께 스자쿠에 협력하여 블랙 신카리온 오우거 추격작전을 성공시킨다. 최종 결전 후 하야토가 "카이렌은 지구를 좋아하지 않았나"라고 하자 카이렌을 소생시켜 함께 이주할 별을 찾기로 결심한다.
극장판에서는 카이렌의 소생을 위해서 지하 세계로 돌아왔지만, 이와테에 출현한 블랙 신카리온 오우거를 요격해 타고 있던 소오쿄쿠를 격퇴, 블랙 신카리온 오거를 강탈하고 팀·신카리온의 엄호를 위해서 도쿄역으로 향한다.
겐부(ゲンブ)
성우 - 맥스웰 파워즈
인간과 철도, 그리고 신카리온에 강한 흥미를 가지고 다양한 적을 보내 신카리온의 힘을 시험하고자 한다. 남성 에이전트 3명 중 가장 큰 몸집.
제12화·제13화에서 스스로 거대 괴물체가 되어 신카리온과 싸워 한때는 우세하지만, 새롭게 참전한 N700A 노조미를 더한 신카리온에게 패퇴, 깊은 상처를 입는다. 그 후로는 지하세계에서 치료에 전념하면서 자신들과 인간의 차이에 대해 생각하며 하얀 신카리온(N700A 노조미)을 고집하는 세이류에게 "정말 대단한 놈은 또 있다"는 충고. 완치되자 세이류 대신 다시 직접 싸우러 가려고 하는데, 이것은 사람의 힘의 근원이 결속력이라고 세이류에게 이해시키기 위한 이자작책이었다.
녹색 신카리온(하야토)과 싸움으로써 인간은 자신이 가지지 못한 마음을 가졌기 때문에 강하고, 마음을 가지지 않는 것이 자신들의 약점이 아닐까 생각하게 된다. 또 제40화에서 뱟코를 구하러 가지 않은 세이류의 행동에 대해서도 녹색 신카리온(하야토)은 자신을 위해서가 아니라 동료들을 지키기 위해 싸우고 있기 때문에 뱟코의 목숨까지 빼앗지는 않을 것이라고 이해했다.
뱟코가 카일렌에 의해 석화된 후 신카리온과 직접 싸워 살아남을 가능성을 발견한 뱟코의 뜻을 카이렌에게 전하기 위해 소격에게 대화의 시간을 가질 것을 요청한다. 소쿄쿠의 승낙을 받으면 스자쿠의 협력으로 할로윈 분장을 하고 인간세계에 들어가 녹색 신카리온(하야토)을 찾아 철도박물관에 오른다. 이에 혼죠와 코야마의 대화를 통해 하야토들이 신리후로 들어와 다시 거대 괴물체가 되어 그들과 직접 대치하게 된다. 그러나 원래 신카리온의 강점을 소오쿄쿠에게 보여주기 위한 싸움이었기 때문에 일방적으로 공격을 받아 패배, 지저세계로 돌아가지 못하고 현장 근처에 쓰러져 있는 것을 초진화연구소에 보호받는다. 보호된 당초는 세이류나 스자쿠를 생각해 마음을 열지 않고 있었지만, 하야토들에 의해서 여러 가지 대접을 받아 한층 더 츠라누키의 「나이와 성별이나 출생이 달라도, 한지붕아래에서 모두 우리 가족이다」라고 하는 가족관을 들은 것으로 태도를 연화. 가족(세이류와 스자쿠)을 데리고 온다고 해서 일단 지상에서 다같이 밥을 먹으면 모두 나의 가족이다. 그 괴물로 달려갔던지고, 그 괴물에게 달려온에 달려가자꾸라고 해서 일단 지저에 달려온이라고 해. 하야토들은 이에 어리둥절해하는데, 이는 겐부의 뜻이 아니라 소오쿄쿠가 쳐놓은 함정이었다. 그것을 안 겐부는 E5 하야부사의 팔을 잡았을 때에 하야토에게 「(가슴의 붉은) 돌을 노려라」라고 간청, 하야토는 그것을 거절하지만, 샤숏트와 겐부의 설득을 받아 그란크로스로 돌이 있는 부분을 노려, 겐부를 격파한다. 이후 철도박물관 본관 옥상의 파노라마 갑판에서 주저앉아 석화하고 있는 곳으로 달려간 하야토에 대해 "세이류를 지켜달라"며 석화, 하야토는 겐부가 하야토들에게 상처를 주지 않기 위해 스스로 석화하는 길을 택한 것을 알고 통곡한다.
그 후, 사체는 초진화 연구소에 보존되어 있었지만, 제76화에서 스자쿠나 아즈사들이 증식시킨 룩스베테의 영향으로 부활. 룩스베테를 뱟코에게 보내 그를 소생시킨 뒤 뱟코와 함께 스자쿠에 협력해 블랙 신카리온 오우거 추격 작전을 성공시킨다. 최종 결전이 끝난 후는 초진화 연구소 오미야 지부에 남아, 훈련용의 시뮬레이터로 신카리온 E5와 하야부사의 조종을 만끽하거나 아즈사가 사 온 케이크를 세이류와 함께 먹거나 하고 있다.
극장판에서는, 1일 1회의 E5 하야부사의 시뮬레이션 체험과 3도의 스윗츠를 조건으로 정식으로 신칸센 초진화 연구소 오미야 지부 소속이 되어, 하야토의 위기에 E5 하야부사에 탑승해 달려와 핀치를 구한다.
제2기에도 제14화부터 등장. 철도박물관에서 SL아저씨로 일한다. 다크 신카리온의 공격을 받은 E5, E6, E7 체제를 다시 세우기 위해 스스로 거대 괴물체화하고, 피해를 입으면서도 신카리온 3기를 지킨다.
세이류(セイリュウ)
성우 - 신도 케이
소년 같은 외모를 하고 있는 에이전트. 신카리온에 대해서는 매우 강한 흥미를 가지고 있다. 블랙 신카리온 → 블랙 신카리온 쿠레나이의 기사적합률은 100% 이상.
겐부를 빈사로 몰아 압도한 흰색 신카리온(N700A 노조미)의 힘을 알아보기 위해 이자로부터 사용이 금지된 블랙 신카리온에 올라타 신카리온들과 대치한다. 압도적인 힘으로 E5 하야부사·E6 코마치·E7 카가야키·E3 츠바사·H5 하야부사 등 5기의 신카리온을 접근시키지 않고 N700A 노조미을 압도하는 실력을 발휘하지만, 동료 신뢰의 중요성을 깨달은 류지의 N700A 노조미와 6기의 연계 공격에 의해 몰려 넘어질 뻔한 것을 이사로 강제 송환된다. 그러던 중 겐부의 충고의 진의가 미도리 신카리온(E5 하야부사)과 그 운전사인 하야토임을 깨닫고 이후에는 하야토에 대해 흥미의 화살을 돌린다. 제24화에서는 블랙 신카리온에서의 출격을 이자(李子)에게 제의해도 허가를 받을 수 없는 상황이었지만, 뱟코 겐부 스자쿠의 조력에 의해 인간의 진화의 가능성이 '사람과 서로 협력한다'는 것을 깨닫고, 그것을 이자에게 인정받아 출격의 허가와 새로운 힘을 부여받았다. 제25화에서는 칠흑 같은 신칸센(블랙 신카리온)에서 초진화연구소에 직접 탑승해 연구소를 파괴하려고 획책하지만, 포박필드에 사로잡혀 E6 코마치, E7 카가야키, E3 츠바사에 의해 지하 시험장으로 전송된다. 거기서 N700A 노조미와 증원으로 달려온 H5 하야부사·800 츠바메의 제휴를 받아도 압도적인 힘을 자랑했지만, 500 코다마와의 크로스 합체를 완수해 모두의 생각을 짊어진 E5 × 500과 일대일의 승부에 도전해도 2발째의 초 그란크로스를 받아 스스로 패배를 인정한다. 이자의 재촉으로 철퇴를 피할 수 없게 되지만, 그 직전에 '왜 신카리온을 타고 있는가?' '신카리온을 좋아하는 것은 아닐까?'라고 신카리온끼리 싸워 승리해도 달갑지 않은 하야토에 질문을 받고 마음이 흔들리기 시작한다. 이후 상처받은 몸을 달래기 위해 쉬다가 토라메의 귀환에 맞춰 휴면에서 깨어났다. 동시에 토라메에게 토라메가 알던 이전 사람들과는 다르다는 충고를 해주었다. 제37화에서 완전히 회복되긴 했지만 하야토의 말을 떠올리며 어리둥절해하다가 스자쿠에게 인간을 직접 알면 된다는 조언을 듣고, 그의 힘에 의해 인간의 모습이 되어 인간계에 잠입한다. 그 때에 들은 「신칸센」이라고 하는 말에 반응해, 우에노역에서 헤매고 있던 중 아즈사의 말을 걸어 우연히 하야토를 조우했지만, 서로의 얼굴을 몰랐기 때문에 그대로 헤어진다. 그 후, 아즈사로부터 방금까지 함께 있던 소년이 하야토라고 듣고 놀란다. 제40화에서 뱟코가 하야토와 류지를 초대해 싸웠을 때에 힘을 빌려달라고 부탁받았지만, 상술과 같이 인간에 대한 생각에 망설임이 생기고, 또 녹색의 신카리온(하야토)은 뱟코의 목숨까지는 빼앗지 않을 것이라고 생각했기 때문에 출격하지 않았다. 이것이 원인으로 뱟코가 카이렌에 의해서 목숨을 빼앗기는 결과가 되어 버렸다.
제45화에서 소쿄쿠로부터 겐부가 석화되었다는 소식을 듣고, 소쿄쿠의 겐부를 죽인 것은 신카리온(하야토)이라는 그의 말의 진위를 확인하기 위해, 다시 인간으로 둔갑하여 철도박물관으로 향하는 하야토의 모습은 없고, 지저세계로 돌아가려 할 때 철도박물관역 홈에서 하야토와 재회하여 하야토가 진실이 라고 겐브를 쓰러뜨렸다고 한다. 하지만, 겐부를 쓰러뜨린 하야토의 진의를 묻기 전에 소우쿄우의 모략에 의해 스자쿠에게 소환되어 분노의 화살을 하야토를 향한 채 블랙 신카리온에 올라탄다. 그리고 제47화에서 하야토와 세번째의 대전이 되어, 새롭게 크로스 합체를 완수한 E5 × 닥터 옐로의 전투의 도중, 정신 세계에서 하야토 본인과 대치한다. 다시 한번 겐부에 대해 묻는데, "겐부는 적이 아니라 우리의 동료"라는 말을 듣는다. 또, 겐부도 하야토와 같이 신칸센이나 신카리온을 좋아했던 것이나 아키타들의 동료 운전기사들이 좋아하는 것이 그 사람을 나타내는 것이라고 말해 「네가 좋아하는 것은 뭐야?」라고 물어도 그 자리에서는 대답하지 않고 있었다. 하야토의 말에 무엇을 믿으면 좋을지 알 수 없게 되어 뱟코와 겐브에게 물었을 때에, 이자에게 「네가 생각하고 판단해라」라고 전해져 마지막은 울트라 그란크로스와 헬 그란크로스와의 충돌로 패한다. 이후 하야토에게 "하야토들을 믿었던 내 마음을 믿는다"고 전한 뒤 "나도 신카리온을 좋아한다"고 말하고 떠났다. 그 이후에는 우에노역 부근을 배회하고 있다.
제47화에서 하야토들과의 전쟁 이후 그는 지저세계로 돌아가지 않을 것을 결심하고 스자쿠에게 작별을 고했다. 그리고 다시 우에노역에서 아즈사와 재회했을 때, 폴리드 블라썸에게 고전하는 하야토들을 '도와줘'라는 간청을 받고, 블랙 신카리온에서 달려와 하야토들을 승리로 이끌었지만, 토라메의 책략에 의해 그는 종족의 반역자로 단정되고 만다.
제48화로 아즈사로부터 겐부가 케이크를 좋아하게 된 것을 들은 이후는 케이크에 흥미를 가져, 케이크에 이끌려 행동하는 일도 많아졌다.
제49화에 있어서의 토라메로부터의 도전을 받아 하야토 들로부터의 권유를 완강히 거절하지만, 아즈사에 휘둘리는 사이에, 지저 세계에서 맛본 적이 없는 스윗츠나 닭꼬치에 매료되면서 서서히 친해져 간다. 그리고 제50화에 있어서의 토라메와의 결전때, 그로부터 겐부의 석화의 진실을 알고, 이번에는 스자쿠가 자신때문에 위험해진다고 해 동요해 틈을 만들어 버려 몰리기도, 달려온 하야토에게 「사람도 종족도 관계없는, 같은 신칸센이나 신카리온 좋아하는 동료」라고 하는 말에 격려받아 분기. 키트라르자스와는 결별하고, 사람과 종족의 울타리를 넘을 각오를 한 것으로 하야토들과 완전 화해. 그와 동시에 하야토를 서로 이름을 부르게 되어 함께 토라메를 쓰러뜨렸다.
지상에서의 생활이 주가 되어 하야토들과의 관계가 증가하는 것에 수반해, 인간의 습관이나 지식을 배우기 위해서 메모를 하게 되지만, 아무래도 좋은 것까지 세세하게 메모를 하기 위해, 아즈사나 하야토에게 「그것은 메모하지 않아도 좋으니까!」라고 말하는 것도 많다.
제52화부터 아즈사의 집에 얹혀살게 되었고, 2019년 1월 3일에 하야스기 집에서 개최된 「신카리온 운전사 신년회」에도 아즈사와 함께 참가했다.
제55화에서 삐져 버린 샤숏트를 달래기 위해 도쿄역에 데려가, 신칸센의 표 구매 방법등에서 하야토의 등을 쫓고 있는 것을 전했다. 그러나 그 직후 클레어툴스가 출현해, 샤숏트를 그대로 블랙 신카리온에 올려 버린다. 그러나, 이것에 의해 초진화 속도(1225 km/h)를 넘어 그 3배인 3675 km/h까지 가속해, 샤숏트도 블랙 신카리온과 융합해 버린다. 하야토의 재촉을 받은 샤숏트의 어드바이스로 흐름을 탄 채 체인지 하는 순간, 블랙 신카리온이 블랙 신카리온 쿠레나이로 진화하면서 동시에 마스크가 깨지고 파일럿 슈트가 변화했다. 이를 계기로 하야토의 강도의 비결을 이해하게 되었고, 스바루와 홍수의 주선으로 오미야 지부 소속의 신카리온 운전사가 되었다.
제56화의 제2차 지저세계전략에서는 자신이 교섭인이 되어 이자와 대화하기 위해서 하야토나 레이와 작전을 실행하지만, 레이가 단독 행동해 버린 것으로, 더 이상의 작전은 불가능이라고 판단해 하야토를 데리고 철퇴를 하려고 해도, 레이를 내버려둘 수 없는 하야토와 상술한 뱟코의 건에 의해, 자신의 판단 미스로 인해, 더 이상 동료를 잃고 싶지 않다고 판단해 하야토를 데리고 철퇴를 하려고 해도, 레이를 내버려둘 수 없는 하야토와 상술한 캬리스케온의 생각에 사로잡은 캬리스케를 찾지않고, 캬리샤를 캬리요.
제65화에서는 전쟁이 끝나고 신카리온으로의 출동이 없어, 인간이 아니기 때문에 학교에도 가지 못하고 아즈사의 집에서 폐인이나 다름없는 자타락한 나날을 보내고 있었다. 거기서 하야토에 이끌려가는 형태로 시즈오카현 후지시에서 열리는 후지산 연꽃축제에 방문하기 위해서 신후지역으로 향해, 회장의 연꽃밭 속을 질주하는 동해도 신칸센의 모습에 마음 가득 차 기분 전환하지만, 완전히 하야토에 감화되어 하야토에 막상막하의 철도를 좋아하게 되었다.
제69화에서는 다시 모습을 드러낸 소오쿄쿠의 술수에 넘어가 블랙넘버스 4기의 일제 공격으로 블랙 신카리온을 빼앗기고 일시적으로 하야토들과 화해한 후의 기억을 잃어버린다. 그 후 하야토들이 여러 가지 시행착오를 겪어도 기억이 돌아오지 않고 있었지만, 다시 블랙넘버즈가 내습했을 때에 '신카리온으로 잃은 것은 신카리온으로 밖에 되찾을 수 없다'라고 생각한 시노부의 제안에 따라 예비 기체인 E3 츠바사 아이언 윙을 운전하게 되어, 블랙넘버즈 3기와의 전투중에 시노부의 어드바이스 등으로 기억을 되찾고, 시노부와의 더블프.
제73회에서는 표변해 공격적이 된 기린이 운전하는 블랙 신카리온 오우거 라이징 모드에 대해 야쿠모가 반환해 준 블랙 신카리온 버서커 모드로 교전한다. 하야토들을 보호해 자신 단독으로 키트라르자스로서 기린과의 결착을 맺기 위해, 블랙 신카리온 오우거를 눌러 사쿠라지마의 지하 세계에 돌입해 외계와의 접속을 끊는다. 기린과는 지하 세계에서 맞부딪치게 될 각오였지만, 지하 세계까지 쫓아 온 하야토와 오미야 지부의 멤버의 설득을 받고 생각을 번복. 하야토와 공동 투쟁하는 길을 선택해, 팀·신카리온의 동료들과 함께 블랙 신카리온 오우거를 격퇴한다.
스자쿠(スザク)
성우 - 와타나베 아케노
제13화 막판에 신카리온에 패해 자취를 감춘 겐부의 후임으로 등장한 여성 에이전트. 겐부와는 대조적으로, 결박을 사용하는 것이 자신의 스타일이라고 자부하고 있다. '패시네이팅'이 입버릇
사람의 마음을 다루는 것이 특기이며, 세이류나 겐부를 인간으로 둔갑시키는 능력도 가지고 있다.
제14화에서는 인간의 모습으로 둔갑해 아이돌 유닛 슈퍼 스파이스의 라이브 회장에 뛰어들어 아즈사를 이용해 신카리온의 존재를 일반인에게 폭로하려 하고, 제20화에서는 샤숏트에 블랙 Shinca를 삽입해 조종하는 등 다른 에이전트에 비해 교활한 것을 볼 수 있다. 제24화에서는 아즈사를 다시 이용해 신카리온의 데이터를 훔치려고 했지만, 검은 입자를 더욱 얻기 위해서 행동한 홍수의 계략에 빠져, 결과적으로 앞에서 기술한 행동을 역수로 빼앗기게 되었다. 그러나, 그 때의 영상으로부터 인간의 진화의 가능성이 「사람과 서로 협력한다」는 것임을 세이류에게 깨닫게 된다.
제30화에서는, 강한 원념에는 영향을 받기 쉬운 체질인 것이 판명되었다.
인간은 마음에 의해 현혹되거나 혼란되기 때문에 마음이 있다는 것이 인간의 약점이라고 생각했으나 제40화에서 겐부의 반박을 받았다.
제45화에서 "겐부를 죽인 것은 신카리온(하야토)"이라는 말을 들었을 때, 소쿄가 말한 겐부의 행동에 강한 위화감을 느껴 소우쿄쿠에 대해서도 의심을 품고 있다.
세이류가 지저 세계를 떠난 뒤 이자의 서포트로 돌아갔지만 믿을 만한 동료가 아무도 없게 된 외로움과 소우쿄쿠와 카이렌의 두 존재로 몰리고, 세이류에게 이별을 고하기 위해 뱟코 겐부에 이어 마침내 그녀도 거대 괴물체가 되어 신카리온의 앞을 가로막는다. 그러나 신카리온을 쓰러뜨릴 생각은 없었고, E5 닥터 옐로의 울트라 그란크로스과 함께 스스로 석화할 생각이었다. 그러나 세이류의 설득에 넘어가 가버린 두 사람 몫까지 살아 있어 달라는 세이류의 소원을 들어주면서 석화를 만류했다. 그 후 세이류가 소오쿄쿠와 카이렌을 꾀어내는 작전에 대한 협조를 요청했을 때 반대로 조건을 내걸어 오미야 지부 내에 마련된 은신처적인 바에서 아카기에게 자신의 고민을 토로하고 그의 조언에 납득함으로써 세이류에게 협력했다.
텔레포테이션을 사용할 수 있기 때문에 제64화에서는 이자의 명에 의해 그 힘으로 지상세계에서 하야스기 부자를 도쿄역으로 향하게 하고 출수를 지상으로 귀환시켰다.
제65화에서는 지저 세계가 붕괴해, 돌아갈 장소가 없어졌기 때문에, 세이류와 같이 아즈사의 집에 얹혀 살게 되었다. 또, 제60화에서 혼죠와 나눈 대화로부터 연애 감정에 흥미를 가져, 아즈사의 집에서는 그것을 「연구」하기 위해 연애 드라마를 감상하고 있다.
제76화에서는 룩스베테를 이용해 빛의 레일을 신카리온의 수만큼 만들어내고, 블랙 신카리온 오우거를 추격하는 작전을 실행하기 위해 아즈사의 스마트폰에 부착되어 있던 룩스베테와 초진화 연구소에 보관되어 있던 룩스베테를 전국에서 많은 사람의 힘을 빌려 증식시킨 후, 그 영향으로 부활한 겐브 및 겐부에 의해 부활한 뱟코의 협력을 얻어,
최종 결전 후도 「개개의 생활도 나쁘지 않다」라고, 지상에 머무를 것을 결정한다.
극장판에서는 아즈사의 집을 나와 맨션에서 혼자 살고 있는 사실이 밝혀진다. 최종 결전에서는 뱟코의 부름에 따라 검은 입자를 하야토에게 보낸다.

##### 구세대의 에이전트
10년 전에 인류에 공격을 가한 다음 3명을 가리킨다. 카이렌이 지휘를 맡아 퍼스트 에너미를 출격시켰지만 실패로 끝나고 5년 후 지구를 떠나 자신들의 환경에 적합한 별을 탐색하기 위해 셋이서 우주에 진출해 긴 여행을 하고 있었다. 그러나, 그러한 별을 결국 찾지 못하고, 5년 후(현재)에 트라메가 선행 귀환, 나머지 2명도 연달아 귀환했다. 셋 다 호전적인 성격으로 멸망에서 벗어나려면 인류에게 무력행사에 의한 길밖에 없다는 사상 때문에 뱟코들 현재의 에이전트와는 반대되는 게 없다.
토라메(トラメ)
성우 - 타카시나 토시츠구
33화부터 등장한 겐부보다 더 큰 키트라르자스로 수인 같은 용모를 하고 있다.
10년 전에 인류와 싸웠던 에이전트 중 한 명이었으며, 당시는 인류를 압도하고 있었다. 전투 능력이라면 키트라르자스에서 제일이지만, 머리는 조금 모자라서, 세세한 것이나 난해한 작전은 서투르다. 귀환 후 10년이 지난 인간의 진화를 관찰하기 위해 단독으로 퍼스트 에너미에 머리부터 탑승해 출격하지만 완성된 신카리온과 진화한 인류의 힘에 압도돼 E5 + E6의 그란크로스 공격을 받기 직전에 철수했다. 그 후 뱟코가 신카리온과의 싸움에서 패배를 인정한 직후 퍼스트 에너미로 난입해 신카리온에 교전을 건다. 전력을 다하려고 했지만 뱟코에 대들었고, 함께 E5 하야부사의 그란크로스로 대미지를 입어 다시 철퇴했다.
블랙 신카리온에 흥미를 느껴 세이류로부터 블랙 Shinca를 빼앗아 운전하려 했으나 블랙 신카기어가 적합률이 부족하다며 승차를 거부하자 운행을 포기하고 블랙 Shinca를 세이류에게 돌려주고 있다. 이후 자신이 탈 수 없는 블랙 신카리온을 양산형 퍼스트 에너미를 이용해 파괴하려 하지만 이는 서곡이 세이류와 블랙 신카리온을 자신의 수하로 만들기 위한 모략이라 기꺼이 협력하고 있었다.
제47화 신카리온과의 전쟁 이후 세이류가 블랙 신카리온과 함께 잠적함에 따라 그가 패배하고 도망했다고 판단. 그 진위를 가리기 위해 제48화에서는 크레아툴루스의 일종인 홀리드 블라썸을 이용해 세이류를 유인하는 작전으로 나온다. 그 결과 그의 의도대로 홀리드블라썸에 고전하는 하야토들의 핀치로 달려가 신카리온에 협력함으로써 그를 반역자로 단정했다. 이어진 제49화에서 소우카쿠의 제안에 따라 스자쿠를 미행함으로써 세이류가 있는 곳을 파악하고, 그를 처형하기 위해 스스로 거대 괴물체가 되어 하야토들을 미끼로 삼아 싸우다가, 극비리에 개발되던 E3 츠바사 아이언윙의 준민한 공격에 의해 농락당해도 요지부동이었지만, 다시 달려온 블랙 신카리온에 의해 약점이 뜯기고, E3 츠바사 아이언윙 슈키리온의 준민한 공격에 의해 진퇴리온. 그러나 쓰러진 것은 그가 준비한 카게무샤이며, 7일후에 다시 같은 오미야에서 결말을 짓자 하야토들과 세이류에게 선전포고했다. 그리고 약속의 7일후의 오미야에서 선수를 쳐 나타난 세이류의 꾐에 타고 검은 화물열차를 타고 출현. 블랙 신카리온과 함께 포박되고 포박 필드 내에서 서로 충돌한다.처음은 블랙 신카리온 버서커 모드를 압도하고 있었지만, 달려온 하야토들에게 격려받아 「사람과 멸망해 가는 종족과의 울타리」를 넘은 세이류가 분발. E6 코마치 E7 카가야키 E3 츠바사 아이언윙과 뒤따라온 H5 하야부사 닥터 옐로의 거센 공격으로 포박필드를 파괴하려 했으나 마지막은 E5 닥터옐로우 울트라그랜크로스와 블랙신카리온 버서커모드의 헬그랜크로스를 받아 넘어뜨렸으나 이후 소우쿄의 역 제60화 필드에 의한 더블 그란크로스를 받아 넘어졌다. 그리고 제62화에서 카렌의 지상침공에 있어서는, 아이오이역 부근에서 다시 거대 괴물체가 되어, 닥터 옐로, N700A 노조미, 트리니티의 3대와 대치한다. 그러나 전투가 시작되자마자 트리니티가 분리된 700시리즈 3기에 등에 업힌 이무기를 쓰러뜨리고 700시리즈에 교란돼 휘청휘청하다가 N700A 노조미의 맥라기눈절곤과 닥터 옐로의 레이저 소드의 동시공격을 받아 쓰러졌다.
소오쿄쿠(ソウギョク)
성우 - 야마우치 켄지
(제1기) 제41화부터 등장한 키트랄자스.
생김새도 알 수 없는 외모에 등에 연보라색 골격익 같은 것이 나 있고 흰색과 검은색 가면 같은 것을 쓰고 있다. 신사적인 수다를 떠는 것이 특징.인간이나 키트라르자스(주로 카일렌)에 대해 대화해도, 그 진의는 불명. 트라메 이상으로 세류가 타는 블랙신칼리온이 탐난다. 스자크 이상으로 무슨 생각을 하고 있는지 모르는 책략가. 게다가 적을 쓰러뜨리기 위해서라면 동료를 부하로 태연하게 이용하고, 자신의 손을 더럽히지 않고 높은 곳을 구경하는 교활한 작전을 자랑으로 여기고 있다. 토라메·카이렌과 함께 행동하고 있었다고 여겨져 제41화에 카이렌과 함께 귀환하고 있다. 그 후, 겐부로부터 「지금 한번 대화의 시간을 달라」라고 부탁받아 조건으로 신카리온과 인간(특히 하야토)의 강점을 보여줄 것을 약속받아, 이것을 승낙. 겐부를 쓰러뜨린 신카리온의 세기를 똑똑히 지켜봤다. 제43화에서 이사에게 인사하고 칠흑 같은 화물열차를 빌려 클레어툴스를 지상에 보내자 제44화에서 하야트들과 합류하고 있던 겐부를 단념하고 그를 조종해 하야토들이 겐부를 살해하도록 종용해 하야토들에게 깊은 마음의 상처를 입혔다. 마무리로서 세이류에게 '겐부를 죽인 것은 신카리온(하야토)'이라고 가르쳐 의심을 품게 했고, 토라메의 협력으로 블랙 신카리온과 세이류를 자신의 부하로 만드는 데 성공했다. 그리고 제47화에서 세이류를 사용하면서까지 싸움에 집착하는 것은 사람에게 굴복하고 싶지 않다는 이유에서이며, 귀환했을 때 뱟코가 인간에게 굴복한 것은 이자(異者)에 의한 훈수가 아닌가 의심하면서 싸움이라는 길을 택한다는 결론에 이르고 있다.
제61화에서는 세이류의 작전을 읽고 카이렌을 지상 세계에 남기기 위해서 트라메를 부활시켜, 괴물화하지 않고 포박 필드에서 인왕으로 서서 신카리온을 발이 묶는데, 블랙 신카리온이 아니라 웨폰 트레인을 타고 온 세이류에게 「왜 이렇게 돌고 도는 것을 했는가」라고 물어, 「자신도 또한 블랙 신카리온을 찾고 싶다」라고 대답했다. 그리고 제62화에서의 카일렌의 지상 침공에 있어서는, 코리야마역 부근에서 거대 괴물체가 되어, E6 코마치·E7 카가야키·E3 날개 아이언 윙·블랙 신카리온 등 4대와 대치한다. 그러나 서쪽에서 싸우던 트라메가 시원하게 쓰러지면, 사용할 수 없으면 실망한다.그 태도를 본 세이류에게 "동료에게 희생을 강요하는 것은 카일렌에게 처벌되는 것을 두려워했기 때문인가"라고 묻자, 실제로 인간에게 접근한 세이류의 변화를 관찰하기 위해 겐부를 말로 삼았다고 밝혔다. 그것을 밝힘으로써 세이류 뿐만이 아니라 아키타들의 분노도 사게 되어, E6 코마치·E3 츠바사 아이언 윙·E7 카가야키의 연속 공격을 받아, 마지막에는 블랙 신카리온 쿠레나이의 데스 그란크로스로 쓰러져 신카리온의 강도를 평가하면서 소멸했다. 그러나 실은 블랙 신카리온 쿠레나이의 데스 그란크로스로 쓰러지기 직전에 탈출했고, 제69화부터 재등장한다. 또 카이렌이 쓰러진 뒤 바닥세계가 붕괴되면서 돌아갈 곳이 없어지자 기린과 접촉해 인간의 모습으로 둔갑해 협력하고 있음이 밝혀졌다. 지금도 여전히 오리지널 블랙 신카리온에 강한 집착심이 있어 블랙넘버즈 5기를 사용하여 특기인 분산작전으로 블랙 신카리온 홍을 고립시키고, 자신과 4기의 블랙넘버즈 일제공격으로 블랙 신카리온 쿠레나이를 기능 정지시키며, 마침내 염원하던 블랙 신카리온을 수중에 넣는다.
그래도 기린과는 다른 속셈을 갖고 있어 제72화에서 블랙넘버스를 출격시켜 양동(陽動)을 건 다음 아즈사를 유괴하려는 획책도 기린에 의해 저지당했다.
그 뒤로는 소식이 묘연해졌지만 마지막 화에 인간태의 모습으로 어딘가의 포장마차에서 닭꼬치를 먹는 모습이 묘사된다. 백호는 송격에 대해 "내가 살아남을 생각밖에 안 한다"
극장판에서는 우주로 흩어진 키트라르자스에 대해 지구의 풍요로운 현주소를 통신으로 보내고 응답한 발하랑과 접촉해 그들이 원하는 기술이 탑재된 신카리온 ALFA-X의 정보를 제공하고 발하랑의 지구 침공을 안내한 배후 조종사로, 스스로도 교란을 위해 블랙 신카리온 오우거에 탑승해 출격한다.
(제2기) 블랙 신카리온 오우거에 탑승해 뱟코와 싸워 진 뒤, 우주의 키트라르자스에 협력을 요청해도 대답이 없어 고민하면서 1년 정도 모리오카시의
술집에 다녔다. 그러자 어느날 가게주인의 제안에 따라 고향인 사쿠라지마(지저세계)로 돌아가기로 결심했다. 그리고 재래선과 신칸센을 갈아타면서 중도하차
하역 근처의 선술집에 다니면서, 자신이 원하는 것이 우주로부터의 대답이 아닌 신카리온이라는 것을 알게 된다. 그리고 그 말을 중얼거리는 것으로부터, 테오티의 칸나기에 도착하게 된다.
카이렌(カイレン)
성우 - 마스다 토시키
제40화 종반부터 등장. 흰머리에 검은 코트와 같은 옷을 입고 있고 얼굴에 금이 가 있으며, 스자크 이상으로 인간에 가까운 용모를 하고 있다. 흑요석을 물질변화하고 창모양의 무기로 변화시키는 능력을 지녔다.
3명의 구세대 에이전트 중에서도 특히 인류와 싸우는 것 외에 다른 도리가 없다는 사상에 치우쳐 있어 백호로부터 가장 두려워했다.트라메와 소쿄쿠로부터 「카이렌사마」라고 불릴 정도의 상사적인 위치이며, 세이류로부터도 종족 중 정점에 서 있는 존재라고 불릴 정도이며, 10년전에 양산형 퍼스트·에네미를 단속해 인류에게 공격을 가하고 있다. 그 5년 후에 고향에서 떨어져 토라메·소오쿄쿠과 함께 긴 여행을 하다가, 서향과 함께 귀환. 백호가 신카리온과의 싸움에서 패배해 퇴각한 직후 그 앞에 나타나 트라메에 맞서 배신한 그를 종족의 오래된 규칙에 따라 처형했다. 이후 송격과 함께 먼저 귀환하던 트라메와 합류, 이자와 면회하기 전 인사치레로 30여 구의 양산형 퍼스트 에너미를 이끌고 인간에게 공격을 가한다.전투 중 신카리온이 우세해지자 이들 앞에 모습을 드러냈고, 지난 10년간 인간이 개발한 신카리온을 높이 평가해 자신의 이름을 알린 뒤 사라졌다.
토라메나 소격의 행동에 전혀 관심을 보이지 않는다. 때문에 제50화에서는 토라메가 신카리온과의 싸움에서 패했을 때 당황하지 않고 트라메를 '보기 흉하구나'라고 평했다. 그러나 제52화에서 디노 윙의 강제송환 이후 스스로 움직이게 됐고 제53화에서 신칼리온의 본모습을 파악했다. 제56화에서 하야트들이 이자와 협상에 시도하려 했을 때, 이자로부터 「(하야토를) 깔보지 말라」라는 말을 듣고, 「부끄러움은 두려움을 낳아, 파멸을 가져온다」라는 말도 듣지 않고, 직속의 클레어툴스인 사우전드 펀크로 격퇴하려고 했지만 실패로 끝난다. 하지만 이자와의 접촉을 막는 데는 성공했다.
제60화에서는 소우쿄우와 함께 초진화 연구소로 향하도록 스자쿠에게 진언되지만, 세이류의 작전을 읽고 자신은 남아, 이자와의 대화를 요구하러 온 하야스기 부자 앞에 모습을 나타내, 종족 최강이라고 칭송받는 그도 거대 괴물체가 되어 싸움에 도전한다. 그는 지금까지의 싸움에서 신칼리온이 무엇을 위해 만들어졌는지를 이해하고 사람과 키트라르자스는 공존할 수 없다는 것을 깨닫고 지구를 태고의 상태로 리셋하기로 결심했다. 그 실현을 위해서 위협이 되는 E5 하야부사와 대전해 리미터를 해제한 E5 × 500의 초 그란크로스로 패했다(다만, 카게무사를 사용해 철퇴했다). 이 싸움에서 E5 하야부사의 리미터 역할을 담당하고 있던 샤숏트를 기능 정지시키는 것에 성공했다. 그리고 마침내 지상침공 개시를 선언하고 검은 화물열차를 타고 초진화연구소 종합지령실이 있는 도쿄역으로 향한다. 그리고 초진화 연구소 종합 지령실이 발동한 도쿄역·중앙 요격 시스템에 유도되어 거기서 E5 하야부사와 500 코다마를 제외한 11기의 신카리온과 대치, 샤숏트의 마음을 배울 수 있는 AI의 기술을 반대로 이용하는 것으로 마음을 지울 것을 선택한 것으로 진정한 모습이 되어 사람에 대해 최후의 싸움에 도전한다. 마음을 비운 것으로 9기(700 시리즈는 트리니티에 합체하고 있다)의 신카리온을 압도하고 있었지만, 지저 세계로부터 귀환한 하야토가 운전하는 새로운 신카리온인 E5 하야부사 MkII에는 반대로 압도된다. 세이류에게 「좋아한다고 하는 감정이 있는가」라고 질문받았을 때, 「좋아한다고 하는 감정은 쓸모없다」라고 일축한 것으로 하야토의 분노를 사, E5 하야부사 MkII와 블랙 신카리온 베니오의 더블 그란클로스로 넘어진다.
그 후, 제76화에서 하야토로부터 「그만큼 별을 되살리는 것에 필사적이었으니까, 실은 지구를 좋아했던 것은 아닐까」 「대화하면 반드시 알 수 있을 것」이라고, 소생이 시사되고 있다.

##### 기타 키트라르자스
닥터 이자(ドクター・イザ) / 야츠시로 이사부로(八代 イサブロウ)
성우 - 우에다 유지
제19화부터 등장한 에이전트들을 뒤에서 묶어주는 수령적인 존재. 블랙 신카리온에 탑승한 세이류를 강제 송환할 능력을 갖고 있다. 모습은 백발이 성성한 노인으로 다른 에이전트처럼 초록의 결정체 같은 것이 나 있다. 제27화 세이류의 패배로 인해 서로 협력한다는 것을 이해한 에이전트들에게 진화가 아닌 변화의 길을 제시했다. 또한 키트라르자스가 살아남는 길은 싸움의 길, 이주의 길, 변혁의 길 등 3가지 길 중 하나라는 점을 설명한다.
제35화 종반에서 E5 하야부사에 직접 교신해 하야트와 처음으로 대치해, 「새로운 진화를 이루는 것은 우리다」라고 하야토에 충고하고 있다.
제41화에서 서격과 함께 귀환한 그는 인사 때 이자에 대해 닥터라고 경칭을 붙여 불렀다.
제43화에서 몸의 석화가 진행되기 시작한 것이 판명되었다.
제47화에서의 회상 씬에서, 프로젝트 신카리온의 개발중에 실시한 「 제1회 초진화 속도 도달 실험」에서 발생한 폭발 사고로 소식 불명이 된 신칸센 초진화 연구소의 초대 소장으로서 개발 책임자인 「야시로 이사부로」본인인 것이 판명. 신카리온의 기본적인 시스템을 설계하고 E5 하야부사에 샤숏트를 내장하는 시스템을 구축한 인물이라는 점도 밝혀졌다. 제58화에서는 10년 전 퍼스트 에너미가 출현한 것을 계기로 지금까지 해 온 차세대 고속철도 연구를 토대로 신칼리온 개발을 지시한 것이 밝혀졌다. 또 이 이야기에서 하야토들을 불러내기 위해 겐부 뱌코 트라메의 거대 괴물체인 환영(페이크)을 소환해 호쿠토와 대면하고 그에게 대화하지 말고 싸움의 길을 걸을 것을 통고했다.
제63화에서 더욱 석화의 침식이 진행되어 쇠약해지면서도, 비로소 직접 하야토나 과거의 부하인 호쿠토·데미즈와 대면한다. 이 대화에서 그는 E5 하야부사의 운전사로서 적합률이 100%를 넘는 인간이 나타나기를 희망해 샤숏트를 개발했음을 밝힌다. 그리고, 그 역할을 끝냄으로써 샤숏트는 두 번 다시 원래대로 돌아가지 않을 것임을 알리고, 사람과 키트라르자스 모두에게 신카리온이라는 무력을 주어, 그것을 어떻게 이용해 어떠한 미래를 창조할 것인가 하는 대답을 보고 싶었다고 말한다. 하지만, 카이렌은 지구의 명운을 결정하는 심판자가 되어 그 지구에 인간은 불필요하다고 생각했기 때문에, 카이렌을 멈추게 하기 위해 하야토에 새로운 신카리온 「E5 하야부사 MkII」를 맡긴다. 제64화에서는 스자쿠에게 명하여 하야토와 호쿠토를 도쿄역으로 향하게 하고, 혼자 남은 출수에 카이렌이 럭스베테를 많이 끌어들여 지상세계를 유지할 수 없게 되었다는 것을 이야기하며, 출수에게 의미심장한 말을 하고 피난을 촉구하고, 자신은 석화의 영향으로 움직이지 못하기 때문에 그대로 무너져 온 바위에 깔려 소식불명이 된다.
키린(キリン)
성우 - 나미카와 다이스케
제64화부터 등장해, 이자가 홍수에 대해서 그 존재를 시사한 에이전트. 블랙 신카리온 오거의 운전기사.
11년 이상 전, 종족이 살아 남는 길은 「지상으로의 이주이다」라고 카이렌에 제창해, 선발로서 지상에 혼자서 올라가 지저 세계에 정보를 계속 주고 있었지만, 퍼스트 에너미의 침공시 이후는 행방불명이 되어 있던 것이 제72화에 스자에 의해 알려졌다.
지금까지의 에이전트들보다 인간계에 익숙해 있고, 스자크나 카일렌 이상으로 인간에 가까운 용모를 하고 있다.마루노우치 부근의 빌딩의 1실에 잠복 해, 수수께끼의 신칸센을 그림자로 조종해, 초진화 연구소의 나오는 모습을 엿보고 있다. 샤숏트와 동형의 블랙샤샷을 소지하고 있다.
제69화에서는 소오쿄쿠와, 또 제71화에서는 이즈모와도 뒤에서 손을 잡고 있었던 것이 밝혀진다.
강화형 거대 괴물체와 블랙 넘버스를 대치시키며 하야트들이 제 동료에 해당하는지 관찰하다가 합격선에 이르렀다고 판단하자 블랙 신카리온 오가 시운전 겸 하야트들과 직접 맞붙어 압도적인 힘을 보여준 뒤 자신의 동료가 될 것을 요구한다.
제72화에서는 야쿠모를 통해 아즈사를 데려온 하야토들과 해후한다. 그리고, 지상에 나왔을 때에 초진화 연구소를 갓 설립한 이사부로와 만나 정보교환을 한 결과, 「신카리온의 운전기사가 세계를 이끌 필요가 있다」라고 판단해 하야토들에게 일련의 시련을 과하고 있던 것을 밝혀, 재차 동료가 되도록 요구한다. 이 단계에서는 하야토들을 손님으로 취급하고 있으며, 아즈사를 유괴하려 했던 소쿄쿠에 대해서는 일격을 가하여 아즈사를 석방하고 있다.
그러나 하야토에 요구를 거부당하면 본성을 나타내, 신칸센 초진화 연구소 각 지부에 블랙 넘버즈를 출현시켜, 게다가 자신은 블랙 신카리온 오우거를 운전해 시나가와에 나타난다. 한 번은 포박당하더라도 포박필드를 파괴하고 블랙 신카리온 오거나라이징 모드로 변형되어 다수의 블랙넘버즈를 거느리고 신주쿠로 이동하자 도청에 공격을 가하고 일본 정부와의 교섭을 요구했다. 그 후, 세이류가 운전하는 블랙 신카리온 버서커 모드나 하야토들이 운전하는 E5 MkII × 923 닥터 옐로와 교전, 대탕 각오의 세이류에 의해서 한 번은 지상 세계로 되돌아오지만, 하야토들에 의해서 나고야 지부에 전송되어 팀·신카리온과 격전을 전개. 이를 힘겹게 물리치고 나고야 지부를 탈출해 도쿄로 향하지만 더 추격해온 팀 신카리온이 앞서 블랙 신카리온 오우거 격파돼 신병은 초진화연구소에 구속된다.

#### 기타 등장인물
쿠라시키 야쿠모(倉敷 ヤクモ)
성우 - 츠지이 켄고
장래가 촉망되는 젊은 캐리어 관료로, 쿠라시키 중공의 도련님. 신칸센 초진화 연구소 종합 사령부로부터의 의뢰로 신카리온의 조사를 실시하고 있다.신카리온과 키트라르자스의 전투 경위나 적합율·철분·나노머신 등 초진화 연구소만으로는 해명할 수 없는 다양한 수수께끼를 풀기 위해 초진화 연구소와 해외의 연구기관, 그리고 본성 및 정부와의 협력을 의뢰하기 위한 가교 역할을 담당한다.
후타바와는 네살 연상의 소꿉친구이자 두 부모가 멋대로 결정한 약혼자. 후타바로부터 약군이라는 별명으로 불릴 정도로 사이가 좋다. 어린 시절에는 후타바가 왕따를 당하던 곳을 돕는 후타바에게 영웅적인 존재였지만 성적이 우수했기 때문에 중학생이 될 때에는 다른 거리의 진학교를 다니기 위해 이사를 갔고, 이후로는 후타바와는 크리스마스에 만나는 것뿐이었다. 재회 후 간 오미야역 동쪽 출구의 야키토리점을 나온 뒤 후타바에게 34년간 해외(프랑스)에서 일하게 됐으니 함께 와 달라고 청혼하지만 오미야 지부에서 도와줄 게 있다는 이유로 거절당했다.
프랑스에서 일시 귀국했을 때에 후타바로부터 아즈사의 능력을 듣고, 연구라고 하는 명목으로 아즈사를 기린의 슬하에 데려가는 등, 아버지 이즈모나 기린의 실질적인 졸개로서 움직이고 있었지만, 이즈모나 기린의 진정한 목적을 알고, 후에 소우쿄쿠가 빼앗은 블랙 신카리온을 세이류로 돌려보내, 한층 더 클래시키 중공이 독자적으로 건설한 것이다.
쿠라시키 이즈모(倉敷 イズモ)
성우 - 오가타 만
야쿠모의 아버지로, 초진화 연구소와도 거래가 있는 유명한 대기업 「쿠라시키 중공」의 CEO. 우수한 인재를 자사에 스카우트 한다고 하는 명목으로, 후타바의 (장인의) 아버지를 자칭해 오미야 지부를 방문하지만, 본래의 목적은 약수로 하고 있는 후타바와 아들 야쿠모의 혼담을 진행시키는 것이었다. 그러나 후타바가 야쿠모의 청혼을 거절했다고 전해지는 바람에 쇼크를 받고 침울해져 버린다. 그 후 하야토들과 만나, 아키타에 소개된 히가시주조역의 일본식 과자점 「쿠로마츠 본점 쿠사즈키」의 순수한 맛을 접해 어릴 적 후타바의 말을 곧이곧대로 받고 있던 것을 생각해 내고 어느 정도 쇼크로부터 회복해, 후타바의 제자인 하야토들에게 높은 평가를 내린다. 그 후, 재차 후타바에 자사로의 전직을 타진해, 그 회답을 기다리기로 했다.
뒤로는 기린의 협력자이자 아들 야쿠모를 시켜 아즈사를 자기 곁으로 데려오게 했다. 13년 전 기린을 알게 됐고, 그들이 기린에 협력한 것은 신칸센의 유무에 따른 지역 격차를 걱정해 키트라르자스의 기술을 이용해 일본 전국에 신칸센을 정비해 지역 격차를 없애려는 목적 때문이었지만 결국 기린의 야망의 한 방망이를 결과적으로 짊어지고 있었다는 것을 알고 최종 결전 후에 모든 것을 자세히 밝히기로 결심한다.
슈퍼 스파이스(이나호 미야코 나스노)
성우 - 스자키 아야 (이나호), 킨교 와카나 (미야코), 이노우에 하루노 (나스노)
3인조 인기 여성 아이돌 유닛으로 이나호가 분홍색, 미야코가 노란색, 나스노가 파란색 의상을 입고 있다.
츠지모토 타츠노리(辻本 達規)(BOYS AND MEN)
성우 - 본인
제48화에 등장. 오지역 가까이의 키타토피아에서 행해진 초진화 연구소 오미야 지부의 망년회에, 이즈미가 써프라이즈 게스트로서 부른 「BOYS AND MEN」의 멤버의 1명. 덧붙여 이 씬에서의 「BOYS AND MEN」멤버는 1명 밖에 본인역으로 출연할 수 없기 때문에, 멤버 전원에 의한 오디션을 실시한 이케조에 의한 심사의 결과, 츠지모토에 의한 심사의 결과.

#### 제3신 도쿄시의 시민
제31화에서 하야토가 도카이도 신칸센을 주행중의 N700A를 촬영하고 있는 중에 열사병에 걸려, 의식을 잃고 있는 사이에 본 꿈속에 등장. 캐스트는 애니메이션 에반게리온 시리즈의 오리지널 캐스트가 맡았다.
호라키 히카리(洞木 ヒカリ)
성우 - 이와오 쥰코
신지의 반 친구동목 세 자매의 둘째 딸반 위원장을 맡고 있다. 잘 돌보는 성격아스카와 사이가 좋다. 노조미에서 '히카누나'로 불리지만 집에서도 고지식함이 드러나 이인초라고 부르기도 한다.
세 자매가 탄 차의 앞에 튀어나온 하야토에 주의를 준 것이 계기로, 하야토와 알게 된다. 그 후 아타미역에서 하야토가 말한 '오미야에 가는데 야마나시를 지나가지 않는다'는 뜻의 말에서 하야토가 자신들의 세계와는 다른 세계에서 왔음을 알 수 있다.
호라키 코다마(洞木 コダマ)
성우 - 이와오 준코
히카리의 언니이자 도키 세 자매의 장녀. 공과대학에 다니는 20살 대학생으로 카페에서 아르바이트를 하고 있는 안경 미인. 노조미에게선 코다 누나라고 불린다. 히카리와 마찬가지로 하야토가 다른 세계에서 온 것을 알면서도 하야토를 아타미역에서 E5 하야부사가 대기하고 있는 하코네유모토역까지 차로 데려다 준다.
원작에서는 이름만의 등장이었지만, 후에 「신칸센:에반게리온 프로젝트」에서의 「500 TYPE EVA」운행을 기념하여, 프로젝트 오리지날의 캐릭터로서 외모가 설정되었다. 애니메이션 작품 등장은 이 작품이 처음이다.
호라키 노조미(洞木 ノゾミ)
성우 - 이와오 준코
히카리의 여동생이자 도키 세 자매의 셋째 딸. 축구를 잘하는 장난꾸러기 초등학생. 남자들과 섞여 팀의 주전을 맡고 있다. 신칸센을 좋아하는 세 자매 중에서도 특히 신칸센을 잘 알고, 처음으로 하야토와 신칸센 토크가 맞물리는 인물이 된다. 500계를 모방한 숄더백을 애용하고 있다.
코다마와 같이, 원작에서는 이름만의 등장이었지만, 「신칸센:에반게리온 프로젝트」에서의 프로젝트 오리지날의 캐릭터로서 외모가 설정되었다. 애니메이션 작품 등장은 이 작품이 처음이다.
이카리 신지(碇 シンジ)
성우 - 오가타 메구미
중학교 2학년 소년. 14살. 신카리온 500 TYPE EVA 기사.
신칸센 초진화 연구소 서일본 지령실 교토 지부 소속의 운전기사로서 하야토와 공투 한다.
원작에서는 제3신도쿄시에 거주하고 있으며, 특무기관 NERV에 소속되어 있지만, 이 작품에서는 교토부 교토시 출신으로 초진화연구소 소속이라는 설정으로 변경되었다.
착용 중인 파일럿 슈트는 원작에서 사용된 에반게리온 초호기 플러그 슈트를 모티브로 했다.
아야나미 레이(綾波 レイ), 소류 아스카 랑그레이(惣流 アスカ ラングレー)
성우 - 하야시바라 메구미(레이), 미야무라 유코(아스카)
신지나 히카리와 같은 학교에 다니는 소녀들. 하코네 유모토 에비야(하코네 유모토 역에 실존하는 에반게리온 공식 숍) 앞을 가로지르는 하야토를 도로 너머로 목격했고 이때 두 사람은 하야토가 신카리온 운전사인 것을 아는 듯한 대화를 나눴다.
카츠라기 미사토(葛城 ミサト)
성우 - 미츠이시 코토노
음성만 등장. 신칸센 초진화 연구소 서일본 지령실의 사령원으로서 신지가 운전하는 500 TYPE EVA를 운영한다.
지상파 방송판의 제30화에 나간 다음 회 예고는, 원전을 재현한 미사토의 나레이션에 의해 방송되었다.

### TV 애니메이션 제2기

#### 운전사
아라타 신(新多 シン)
성우 - 츠다 미나미
제2기의 주인공. 도쿄도 기타구 타바타에 사는 초등학교 5학년으로, 신카리온 Z E5 하야부사의 운전기사. 10월 1일생 10살. 1인칭은 나. 스스로를 세계의 수수께끼와 불가능에 도전하는 남자라고 칭하며 외계인이나 UFO, UMA, 요괴 등의 미스터리에 흥미를 가지고 있으며 꿈은 외계인과 친구가 되는 것.「가능성은 제로가 아니다」가 입버릇.이따금 요괴와 신화·전설 및 전승에 관한 깊은 지식을 시도 때도 없이 펼쳐 보이곤 한다.철도에는 별 관심이 없었지만 신카리온Z를 타면서부터 관심을 갖게 됐다.
외계인의 흔적을 찾기 위해서 방문한 우스이 고개 철도 문화 마을에서 아부토를 쫓고 있는 사이에 신칸센 초진화 연구소 요코가와 지부(이하, 요코가와 지부)에 헤매어, 적합율의 높이가 전망되어 신카리온 Z E5 하야부사의 운전기사로 발탁된다.
오마가리 하나비(大曲 ハナビ)
성우 - 테라사키 유카
아키타현 오마가리시에 사는 초등학교 5학년으로 신카리온 Z E6 코마치 운전사. 12월 21일생 10살. 1인칭은 나. 스스로를 대곡의 역사에 그 이름을 새기는 남자라고 칭한다. 친가는 대곡에서도 손꼽히는 전통있는 가게 불꽃놀이꾼. 스스로도 불꽃놀이가 되는 것을 지망하고 있으며 불꽃과 음악을 융합한 궁극의 불꽃놀이를 하는 것이 꿈. 그 일환으로서 불꽃놀이하는 아버지를 돕는 한편, 락음악에 임하고 있다. 영혼이 타오르는 것을 「록이야!」라고 표현한다. 요코가와 지부 주요 멤버의 오미야 지부로의 이동과 동시에 오미야 지부 소속이 되어, 오미야 지부의 기숙사에 들어간다.
토가쿠시 타이쥬(戸隠 タイジュ)
성우 - 카이덴 미치코
나가노현 기소정 산속에 사는 초등학교 5학년으로 신카리온 Z E7 카가야키 운전사. 8월 10일생 10살 → 11살(16화 이후). 1인칭은 나 또는 나. 연약하고 차분하지만 전력질주하는 멧돼지를 정면으로 멈추고 내동댕이쳐 버릴 만큼 괴력의 소유자. 숲과 산을 매우 좋아하며 지식이 풍부하다. 원래는 동네에서 살았지만 현재는 부모를 떠나 임업을 하시는 할아버지와 살고 있다.
벌레가 약해서, 방충제를 놓을 수 없다.
일찍이 학교에서 친구를 구하려다 오히려 상처를 입혀, 그것을 욕먹은 것에 대해 트라우마가 되어, 사람과 거리를 두고 친구가 되는 것을 피하려 한다. 신카리온의 운전사가 되는 것도 거절하고 있었지만, 친구가 되고 싶다고 자신에게 몇번이나 다니는 신에게 접하고 생각을 고쳐, 함께 싸우는 것을 선택한다. 하나비와 같이 요코가와 지부 주요 멤버의 오미야 지부로의 이동과 동시에 오미야 지부 소속이 되어, 오미야 지부의 기숙사에 들어간다.

## 등장 기체

### 신카리온
신칸센 초진화 연구소에 의해서 개발된, 신칸센 차량으로부터 변형하는 대거대 괴물체용의 인간형 로봇. 운용하기 위해서는 각 차량 마다 적합한 운전사가 필요하다. 초진화 속도(1225km/h=음속)까지 가속하면 로봇 형태인 '모드 신카리온'(완구판에서는 신카리온 모드)으로 변형된다. 통상은 신칸센 형태인 「모드 신칸센」(완구판에서는 「신칸센 모드」)로 격납고에 대기하고 있어, 출동시에는 포박 필드의 근처의 장소(초진화 연구소의 각 지령실·지소)까지 특별 시간표를 짜 각 신칸센의 노선을 사용해 이동한다. 또, 전투 때에도 각 신칸센 노선을 경유해 포박 필드 부근으로 향하고, 거기서 분기한 빛의 레일을 통해서 포박 필드로 돌입한다.
운전사가 운전실에 들어서면 인컴이 달린 파일럿 정장이 자동 부착된다. 이 정장을 착용한 운전사는 신체 움직임이 신카리온에 연동된다. 인컴은 지령실이나 다른 운전사와의 상호 통신용. 운전실에서 나오면 정장 착용은 자동 해제되고 원래 모습으로 돌아온다. 발진시는, 적합한 운전기사가 「신카기아」의 카드 리더부에 전용의 「Shinca」를 터치, 「신카리온○○(기체명), 출발 진행!」이라고 환호해, 신카기어의 레버를 내리는 것으로 발진한다. 변형시에는 각 차량의 로고 마크가 빛나고(닥터 옐로와 923 닥터 옐로는 제외), 700 시리즈의 3기와 500 코다마(500 TYPE EVA도 포함한다)·닥터 옐로·E5 하야부사 MkII를 제외한 각 신카리온은 선두차와 후미차의 첨단끼리를 연결해, 선두차가 상반신, 후미차가 하반신을 구성한다. 가동 한계는 장기전의 경우는 예비 전원을 사용하면 약 2시간으로 해 보급·재기동에는 최저 20시간 정도 필요하다(모두 추정). 장난감 신카리온은 디포르메된 차량에서 신카리온 모드로 변형되지만 애니메이션에서는 실차와 같은 길이의 차량에서 장난감과 같은 형상으로 변형하기 때문에 변형할 때 각 부분이 수축돼 격납되는 묘사가 있다.
제28화에서의 출수의 신카리온 개발의 회상 씬에서는, E2계가 시작기였다고 생각되는 묘사가 있지만, 이 차량은 제55화로 시작기의 「신카리온 E2(이·투)」인 것이 판명, 폭파 사고로 남겨진 기체의 후미차가 오미야 지부에 유치되고 있다. 또, 시리즈 구성의 시모야마 켄토에게서는 E3계도 사용되고 있었을 가능성이 시사되고 있다.

## 같이 보기
- 프라레일
- 토미카 하이퍼 시리즈

### 내용주
1. ↑  제62화에서 아즈사는 "옳게는 사자성어다"라고 했고, 이후부터는 사자성어라고 했다.
2. ↑  11:18 - 2018年12月29日タカラトミー公式Twitter
3. ↑  다만 로봇은 차량 앞머리가 튀어나와 변형되는 2등신의 코믹한 디자인이며 작풍도 개그 터치를 많이 했다. 또 완구는 본 작품과 마찬가지로 프라레일의 선로에 대응했지만 차량 치수는 프라레일보다 한층 큰 것이었다.